# Jean Cavaillès
Pour les articles homonymes, voir Cavaillès.
Jean Cavaillès [ ʒɑ̃ kavajɛs], né le 15 mai 1903 à Saint-Maixent et fusillé le 4 avril 1944 à Arras, est un philosophe et épistémologue français, qui fut un des principaux chefs militaires de la Résistance intérieure. Il est Compagnon de la Libération.
Normalien élevé dans le calvinisme, il est amené dès l'âge de vingt-six ans, dans le cadre d'un travail de sociologie, à documenter l'effondrement de la religion dans la République de Weimar mais ce n'est qu'en 1934, à la suite de l'avènement de Hitler, que, rejetant le communisme alors très en faveur, il « se convertit » au spinozisme de son maître Léon Brunschvicg. C'est dès lors dans le prolongement d'une théorie de la connaissance et d'une éthique monistes qu'il inscrit sa philosophie des mathématiques et de la métamathématique aussi bien que son engagement intellectuel puis militaire.
Cofondateur au début de l'Occupation du mouvement Libération, il passe en Zone nord en août 1941 pour former l'extension Libération-Nord avec les membres du CEES clandestin et doter celle-ci d'un hebdomadaire, Libération. En rupture avec l'évolution prise par le mouvement, il crée à l'instigation du colonel Passy en avril 1942 le réseau d'espionnage et de sabotage Cohors, tout en continuant d'enseigner à la Sorbonne. Il le dirige cinq puis huit mois durant, commandement interrompu par quatre mois d'internement, dont un et demi en camp. Torturé au cours de ses troisième et quatrième détentions, à Paris, il ne livre aucun nom.
Son œuvre sur les fondements des mathématiques est le fruit d'une collaboration étroite avec les grands mathématiciens qui ont été ses contemporains, Emmy Noether au premier chef. Inachevée, elle est éditée après guerre grâce à ses amis Claude Chevalley, Charles Ehresmann et Georges Canguilhem. En montrant l'évolution des mathématiques comme une dynamique sans cesse renouvelée issue des seuls axiomes qu'elles se donnent elles-mêmes et leurs limites intrinsèques, elle acte l'incomplétude de toute axiomatique et libère les mathématiques fondamentales des aprioris qui ont conduit à la crise des paradoxes. Tout en annonçant vingt-cinq ans à l'avance, à travers ce qu'il appelle la « thématisation », le dépassement des partis pris de ses camarades du groupe Bourbaki, Jean Cavaillès aura eu, de façon plus critique que son élève et ami Albert Lautman, un impact déterminant sur la recherche développée au sein de l'École normale et du Collège de France à partir de la notion héritée d'Emil Artin de mathématiques structurales.

## Biographie

### Fils et petit-fils d’officier (1903-1920)
Issu d’un brassage à la patrilinéarité huguenote, originaire de Pierre Ségade, dans l'Albigeois, où la maison familiale conserve une cache qui servait aux camisards, Jean Élisée Alexandre Cavaillès naît à Saint-Maixent dans une modeste maison avec cour du 31 rue de la Croix, actuelle rue Anatole-France. Dans cette ville son père, le lieutenant Pierre-Ernest-Alphonse Cavaillès (1872-1940), est professeur-adjoint de géographie à l'École militaire d'infanterie de Saint-Maixent, école dont il est issu dans la 18e promotion (Haut-Nil, 1897-1898). Ernest Cavaillès s'était engagé à Pau en 1892 au 18e régiment d'infanterie, était devenu sous-officier en 1894 puis avait été reçu au concours d'entrée à l'École militaire d'infanterie en 1897. Promu sous-lieutenant en 1898, lieutenant en 1900, capitaine en 1911, chef de bataillon en 1918 et lieutenant-colonel en 1926, il termine sa carrière en 1927 après avoir essentiellement dirigé des bureaux de recrutement (Pau, Marmande, Mont-de-Marsan, Saintes, Bayonne, Orléans). Il est nommé chevalier (1920) puis promu (1939) officier de la Légion d'honneur.
Ernest Cavaillès a épousé Julie Jeanne Léontine Laporte à Tarbes, le 12 juin 1900. Jean a pour parrain le frère aîné de ce père (c'est pourtant de son grand-père maternel, Jean Laporte, capitaine major au Grand Trois, qu'il tient son prénom). Ce parrain, Henri Cavaillès, a épousé le 28 octobre 1902, deux ans et demi après le mariage de son cadet, Ida Beyer. Devenu professeur agrégé de géographie humaine à la faculté de lettres de l'université de Bordeaux et à l'École supérieure de commerce de Bordeaux, il publiera quatre monographies à destination des étudiants.
Jean Cavaillès grandit avec sa sœur aînée Gabrielle dans les principes d'un certain rigorisme protestant hérités de l'oncle maternel de sa grand-mère paternelle, le missionnaire calviniste Eugène Casalis, auxquels se mêle un patriotisme qu'entretiennent les souvenirs de la catastrophe de 70. Le foyer est dreyfusard. Sa vie est rythmée par les trois prières quotidiennes. En 1911, Paul, petit frère de quatre ans, meurt de typhoïde. Jean et sa sœur conserveront indéfectiblement des liens affectifs très étroits.
Les années d'études primaires sont interrompues au gré des affectations du père, Pau, Marmande, Mont-de-Marsan, où celui-ci est trésorier du bureau du recrutement, de sorte que la mère, Julie Laporte (1878-1939), est l'institutrice de fait de la famille. Durant la guerre, les études secondaires se poursuivent à Bordeaux alors que le capitaine Cavaillès est engagé dans la campagne d'Allemagne.
C'est là que le 20 janvier 1918 Jean Cavaillès retrouve son père, détaché en tant qu'officier de liaison auprès de l'armée américaine pour une mission de trois semaines au sein de la section franco-américaine, laquelle coordonne les opérations de débarquement du corps expéditionnaire. Ernest Cavaillès est en effet un peu théoricien de la guerre moderne et il présente l'avantage d'être anglophone. Pour l'adolescent, les deux dernières années de lycée, 1918 1920, se passent à Bayonne, où le désormais chef de bataillon Cavaillès reçoit le commandement du bureau de recrutement.

### Étudiant parisien

#### Préparation Lettres (1920-1923)
Le 31 janvier 1920, Ernest Cavaillès est fait chevalier de la Légion d'honneur. En septembre, il est affecté au ministère de la Guerre, hôtel de Brienne à Paris, dans le service chargé du recrutement et de la mobilisation. La famille s'installe pour cinq années rue de Bourgogne.
Reçu avec la mention bien à deux baccalauréats simultanément, mathématiques et philosophie, Jean Cavaillès a été accepté pour la rentrée 1920 en classe préparatoire au lycée Louis-le-Grand, où Pierre Kaan, futur compagnon de Résistance, est élève depuis un an. Durant les vacances de l'été 1921, il séjourne chez une famille juive pratiquante de la Rhénanie occupée, les Lippmann, et découvre une Allemagne humiliée, revancharde, militariste et raciste, spécialement contre les « Nègres » des troupes coloniales.
Il obtient sa licence de philosophie en deux ans mais la pédagogie de khâgne le déçoit. Les professeurs sont plus soucieux de faire apprendre que de faire comprendre. Après un premier échec, c'est seul qu'il prépare le concours d'entrée à l'École normale supérieure, section Lettres « latin-science », sans le grec. Candidat libre persuadé de son échec futur, il est reçu premier de cette « section C » en 1923. À la rentrée, il thurne avec Adrien Bruhl, Georges Friedmann et Étienne Dennery.

#### Normalien agrégatif (1923-1928)
En parallèle de son cursus de philosophie à l'ENS, qui dure quatre ans, Jean Cavaillès passe une licence de mathématiques, péniblement. Le bibliothécaire Lucien Herr l'oriente volontiers dans ses lectures, spécialement les fondateurs du socialisme. Il a pour condisciple et ami un autre Gascon, Louis Genevois. Les vacances d'été se passent dans la maison familiale de Pau, 4 boulevard des Pyrénées. C'est la ville natale d'Ernest Cavaillès, où celui-ci prendra sa retraite de lieutenant-colonel et où le grand père, Élysée Cavaillès, avait été précepteur des quinze enfants d'un négociant de souche valdésienne dont il avait épousé la fille aînée, Jeanne Malan. Le séjour est l'occasion d'excursions conduites par l'oncle Henri à la rencontre du monde pastoral et de camper dans les « cogolas ». Alpiniste, le normalien gravit quelques sommets pyrénéens avec son cousin André Prunet-Foch, le futur diplomate qui terminera sa carrière viguier français d'Andorre.
L'année suivante voit arriver à l'ENS la promotion de Georges Canguilhem, Daniel Lagache, Raymond Aron, Jean-Paul Sartre et Paul Nizan. En un an, le cacique est devenu un thuriféraire de son professeur de philosophie, Léon Brunschvicg, héritier du positivisme et promoteur de l'« idéalisme français » qui, aux côtés d'un Henri Bergson plus psychologisant, domine le paysage intellectuel et propose le rationalisme comme une Weltanschauung. Pour défendre le point de vue de son maître, il n'hésite pas à interpeller en conférence Émile Bréhier, moraliste bergsonien découvrant les upanishads, dont il suit, et continuera de suivre, les cours.
En 1925, il adhère au Groupe chrétien, œcuméniste, de la Fédération française des associations chrétiennes d'étudiants, où il a pour amis Charles Le Cœur et le secrétaire Jacques Monod. Celui-ci fait venir des conférenciers, tel Emmanuel Mounier.
Étape indispensable pour se présenter à l'agrégation, Jean Cavaillès postule en décembre 1925 à un diplôme d'études supérieures, en mathématiques. Le sujet de son mémoire, les Bernoulli, est imposé par son directeur Léon Brunschvicg, peut être parce qu'il s'agit de mathématiciens calvinistes. Jean Cavaillès ne comprend pas pourquoi et le sujet, initialement, ne l'attire guère. Il est reçu en 1927 quatrième à l'agrégation de philosophie.
En mai de cette année, à la suite des protestations du pacifiste Michel Alexandre, qui fut son professeur de philosophie à Louis-le-Grand, il joint son nom à ceux des cinquante trois autres élèves de l'ENS signant la pétition rédigée par Alain, autre enseignant de Louis-le-Grand, contre l'article de la loi de réarmement préparée par le député SFIO Joseph Paul-Boncour qui prescrit le rétablissement de la censure en cas de mobilisation. Un temps tenté de suivre son camarade de promotion Georges Friedmann dans la voie du communisme, il ne peut se résoudre à adhérer au matérialisme dialectique, théorie d'explication rétrospective à laquelle font défaut, parce qu'ad hoc, des arguments intrinsèques.
Il consacre le mois d'octobre à un voyage de découverte, celle de la ville de Berlin. Il fréquente la Bibliothèque d'État, où il a le loisir de s'initier à l’œuvre de Felix Klein.
À son retour, il entreprend son année de service militaire comme e.o.r. à l'École spéciale militaire de Saint Cyr, puis à Tarbes. Inspiré par les leçons plotiniennes mal comprises sinon travesties d'Émile Bréhier, sensible comme on l'est à vingt cinq ans à une atemporalité proustienne, il tente confusément d'interpréter celle-ci comme une intuition sub specie æternitatis inscrite dans une dialectique émanationiste mue par un « double processus d'exclusion (en) », vers la « déchéance » ou vers une « fusion » dans « une réalité complètement simple ». Lui-même à l'occasion ressent, et ne cessera jamais de ressentir, de ces moments asymptotiques, comme le sentiment romantique d'harmonie avec la nature, l'émotion musicale ou l'expérience du mathématicien.
Il finit très vite par se débarrasser de cette métaphysique, son ex condisciple Vladimir Jankélévitch, futur moraliste de l'asymptote, n'étant pas loin, lui, de passer dans l'autre camp. C'est en effet durant ce moment militaire que la lecture d'Émile Borel, commencée dans le cadre de son DES sur les probabilités, le détermine à proposer en avril 1928 à Léon Brunschvicg, ravi, de consacrer sa future thèse de doctorat à « l'origine et la formation de la théorie des ensembles jusque vers 1890 », c'est-à-dire depuis Fontenelle et Cauchy jusqu'à Frege, sujet qui n'a jusqu'alors été traité quasiment que par les Allemands et finira par l’entraîner beaucoup plus loin. Etudier la genèse d'une théorie, c'est suivre les brisées de Léon Brunschvicg. Le faire à propos de la théorie des ensembles, c'est aller contre la démarche triomphante des formalistes, tel David Hilbert, qui tend à réduire, comme Leibniz à la recherche d'une caractéristique universelle[Interprétation personnelle ?], les mathématiques à une syntaxe logique.
Pour le dernier trimestre, il est affecté à Mont-de-Marsan comme aspirant du 14e régiment de tirailleurs sénégalais, la première arme de son grand-père maternel. Son père avait été zouave. Il passe l'été en exercices de manœuvre au camp de Souge, celui-là même qui sous le régime de Vichy puis après l'occupation de la Zone sud servira de centre d'exécution, entre autres d'Albert Lautman.

### Enseignant

#### Sociologie du réveil chrétien (1928-1930)
Libéré pour la rentrée 1928, Jean Cavaillès est, en tant que fonctionnaire, affecté à un poste d'agrégé répétiteur à l'École normale supérieure, mais il s'en tient à un service minimal. Il est en effet simultanément embauché, succédant ainsi à Marcel Déat et René Maublanc, précédant  Georges Friedmann et Maurice Halbwachs, au poste de « secrétaire-archiviste » du Centre de documentation sociale, CDS, par l'anthropologue Célestin Bouglé, ex collaborateur de feu Émile Durkheim et figure déterminante qui l'ouvre à la sociologie empirique, c'est-à-dire basée sur les enquêtes. C'est un centre de documentation au sein même de l'École normale où il trouvera auprès de la secrétaire, Jacqueline Poré, un appui précieux et fidèle. Financé par Albert Kahn, il préfigure l'École des hautes études en sciences sociales. S’intéresser aux réalités sociales, c'est, comme le fera plus violemment Paul Nizan, rompre avec l'intellectualisme des maîtres de la génération précédente, Léon Brunschvicg en chef.
Germaniste, Jean Cavaillès est envoyé en février 1929 en tant qu'auditeur au deuxième Cours universitaires de Davos qu'organise la Société franco-allemande (de). Il accompagne Léon Brunschvicg, l'orateur français, comme un an plus tôt Albert Lautman accompagnaient Célestin Bouglé. Il y rencontre de nombreux autres intellectuels français et allemands attachés au pacifisme et à l'amitié franco-allemande. Témoin du débat historique entre le néokantien Ernst Cassirer et le phénoménologue Martin Heidegger, il en donne un compte rendu assez détaillé. La fréquentation de Brunschvicg le conduit à celle de Spinoza. Il admire chez celui-ci, malgré l'absence d'humanité que cela implique, la sévère démonstration que l'exigence éthique n'a pas besoin de religion, ni d'Église, ni d'aucun fondement transcendantal. Inversement lui répugnent les artifices et la débauche de luxe intellectuel que déploie Leibniz pour sauver cette transcendance par les causes finales et les fins optimales. La monadologie lui « fait penser au calvinisme des marchands de cochons américains ».
Le 26 mars 1929, il suit, avec son cousin André Prunet-Foch, le cortège funèbre du maréchal Foch dont le catafalque repose sur le caisson d’un canon de 75 tracté par six chevaux noirs de couleur.
Membre de l'équipe pédagogique de l'ENS, il prépare à l'agrégation de philosophie, entre autres, Maurice Merleau-Ponty, Étienne Borne, Georges Friedmann et Albert Lautman, probablement aussi Jean Hyppolite. Parallèlement, une bourse de la Laura Spelman Foundation, qui a repris le financement du CDS, lui permet au cours de l'année 1929-1930 de mener à Paris une étude sociologique sur l'évolution du luthéranisme dans la nouvelle république allemande à travers le Jugendbewegung finissant et les associations religieuses porteuses du réveil chrétien. Il lit les nouveaux théologiens protestants et catholiques qui proposent une lecture critique de l'Évangile et une dialectique des églises avec la modernité, Karl Barth, Friedrich Gogarten, Erich Przywara. Il découvre le piétisme de Soeren Kierkegaard. Il participe activement au groupe de prière œcuménique de la « Fédé », dont le président, Henry Corbin, devient un ami. Réserviste de la défense opérationnelle, il est volontaire pour suivre au camp de Souge une formation militaire supplémentaire.

#### Premier voyage en philosophie allemande (1930-1931)
Grâce à la générosité Rockefeller, Jean Cavaillès peut en octobre 1930 entreprendre un voyage d'étude en Allemagne. À Berlin, il rencontre par hasard Jacques Herbrand, qui l'aide à déchiffrer un traité de mathématiques. Puis c'est Hambourg, où Abraham Fraenkel, sollicité, l'oriente pour sa thèse vers la correspondance entre Richard Dedekind et Georg Cantor conservée à l'université de Göttingen. Il s'y rend pour l'étudier. La démarche a été désavouée par la fille et héritière de Georg Cantor mais il est chaleureusement accueilli par l'algébriste Helmut Hasse et une première fois par Emmy Noether.

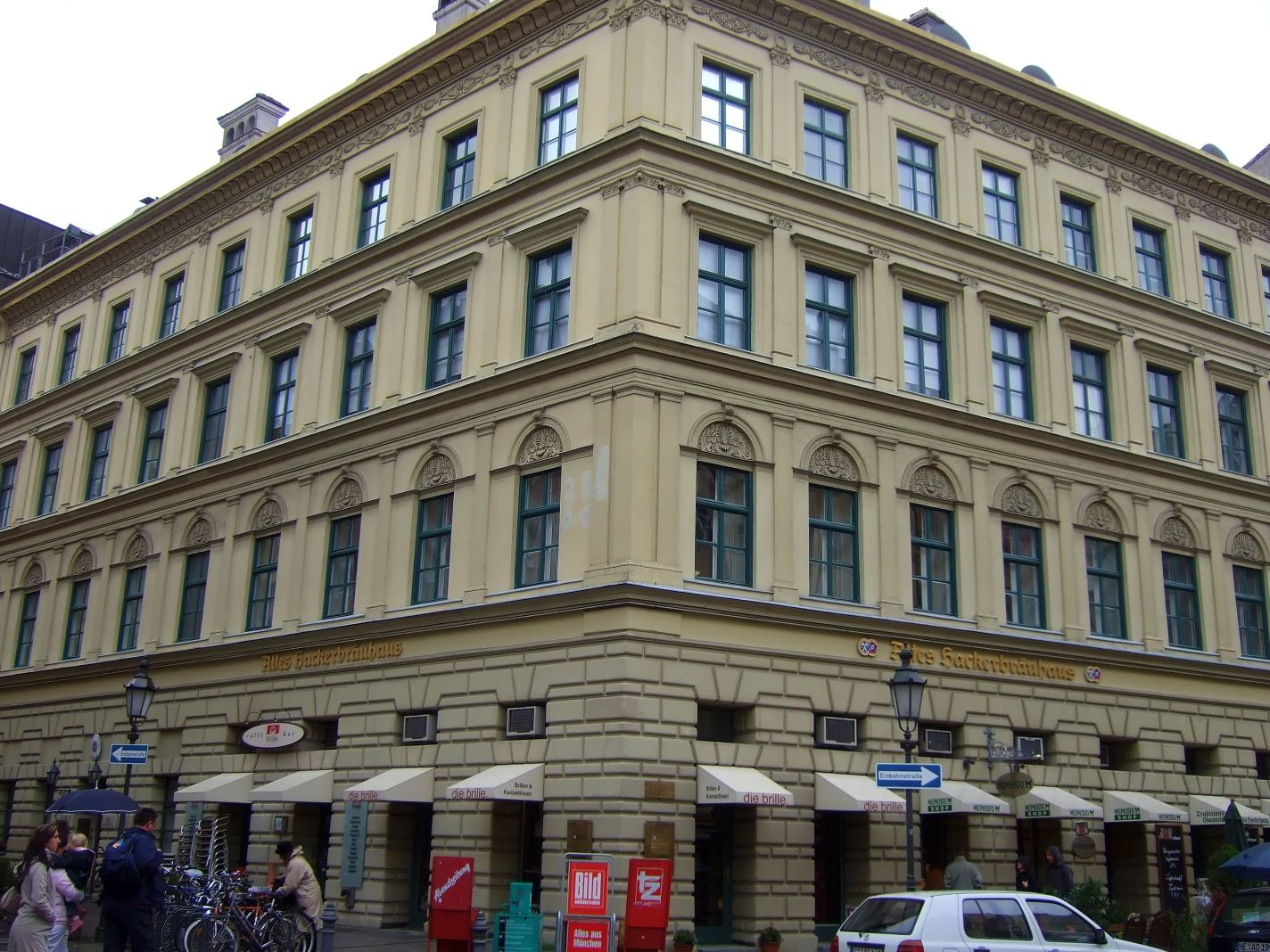
Brasserie Hacker, 14 rue de Sendling, où Jean Cavaillès vient le 25 3 1931 entendre pérorer Hitler, devenu six mois plus tôt chef du second parti de la Diète.

Il est à Munich au printemps 1931, hébergé par la belle-sœur du pasteur Stählin (de), quand il se rend dans une brasserie de la vieille ville (de) écouter Adolf Hitler encadré par des sbires d'opérette. Il note l'étrange mélange entre le discours antiparlementariste et le talent de mime du personnage. Il passe Pâques au monastère d'Ettal, où, accueilli très débonnairement, il partage la table des moines et, une semaine durant, leur vie de prières. C'est là qu'il est reçu par le père Przywara, jésuite œcuméniste qui est le directeur spirituel d'Edith Stein et a déjà converti Gertrude von Le Fort. Sur les recommandations de celui-ci, il part à Fribourg découvrir le néokantisme de l'École de Bade (de) et entendre les leçons de Martin Heidegger, qui commencent le 25 avril. Elles le laissent perplexe tant les admirateurs d'Heidegger, tel Emmanuel Levinas, qui est présent, se montrent partisans.
Pour la Pentecôte, il retrouve un moment de vie monastique à l'abbaye de Beuron, où il est reçu grâce à une recommandation du père Przywara. Sensible au décorum de la messe bénédictine, « je redeviens tala », écrit-il pour se défendre de vouloir se convertir. Il continuera toutefois de garder encore quelques années un certain penchant au catholicisme puisque, deux ans plus tard, il publiera un article dans le deuxième volume annuel de la revue œcuménique Esprit peu après que le personnaliste Emmanuel Mounier l'aura fondée et à laquelle collaborera son agrégatif et ami Étienne Borne.
En juin, il va jusqu'à Saint Märgen rendre visite à Edmund Husserl, à la conférence duquel il avait été invité le 27 février 1929 par la Société française de philosophie. Désormais retraité, le professeur, juif converti au luthéranisme, se plaint d'être tenu à l'écart depuis que son élève et successeur à la chaire de philosophie attire la jeunesse avide d'une identité nouvelle par des discours sur un « destin historico-métaphysique » allemand et une philosophie originelle présocratique. Invité à Fribourg à faire un exposé sur la France devant des scouts du Corps franc allemand (de), DF, proches du Casque d'acier, il est dépité par l'engouement nationaliste de cette jeunesse étudiante « pourtant catholique » mais n'y perçoit aucun risque politique.
Du 10 au 15 août 1931, il est au château de Rothenfels pour participer à une semaine d'exercices spirituels avec les membres du Cercle de travail de la Source vive (de). Du 17 au 22, il retrouve à l'abbaye de Nonnberg, à Salzbourg, le père Przywara pour participer avec Jacques Maritain et deux cents jeunes gens à une retraite de silence animée par le père Romano Guardini. Les prédications de celui-ci, entre deux exercices de méditation, lui font grande impression. Du 24 au 30 août, il participe à un séminaire organisé au cloître Urspring (de) par la fraternité de Berneuchen (de) et animé par Wilhelm Stählin (de), pasteur des jeunesses de l'Oiseau randonneur et directeur de la Ligue des associations de jeunesses allemandes (de). Il s'y trouve moins sensible à une spiritualité intellectuellement assez pauvre qu'à un sentiment d'harmonie de l'homme avec la nature.
De retour en France à l'automne, il accomplit son second mois de manœuvres militaires au sein de la réserve.

#### Caïman thésard (1932-1936)
« Les gens qui s'en vont tout seuls vers les sommets »

— Célestin Bouglé à propos de l'isolement tant intellectuel qu'affectif de son élève alpiniste.
À la rentrée 1932, Jean Cavaillès renouvelle pour trois ans son contrat de « caïman ». Parmi ses nouveaux agrégatifs se trouvent entre autres Jean Gosset, qui sera son adjoint dans la Résistance, Henri Maldiney, qui est lui aussi alpiniste et Georges Gusdorf. Entre enseignement en France et voyages en Allemagne, il travaille à la théorie des ensembles, débordant ainsi la seule préparation de son doctorat de philosophie des mathématiques, et multiplie les rencontres avec des logiciens et des mathématiciens allemands.
Il étudie à Tübingen les archives du mathématicien Paul du Bois-Reymond. Il retourne à Göttingen pour préparer auprès d'Emmy Noether, qui tient au sein de l'université une position très singulière, l'édition de la correspondance Dedekind-Cantor. Les manuscrits sont des brouillons difficiles à déchiffrer, impossibles pour qui ne maîtrise pas le sujet. Le logicien Gerhard Gentzen lui prête une assistance théorique précieuse. Le travail est achevé en mars 1933 quand en avril, Emmy Noether, « parce que » ses grands parents étaient juifs, est exclue de son poste d'assistante par la loi de restauration de la fonction publique. Elle trouve refuge aux États Unis grâce à la fondation Rockefeller. La publication de la correspondance Dedekind Cantor ne sera faite, à Paris et sans traduction, que presque trois ans après la disparition brutale d'Emmy Noether.
Ces déplacements à travers l'Allemagne donnent à Jean Cavaillès l'occasion d'observer intimement les progrès du nationalsocialisme tels que la généralisation, y compris dans la sphère familiale, du salut nazi. En France, il participe le 12 février 1934 place de la Nation, avec un Vladimir Jankélévitch vociférant « La Rocque au poteau ! », à une manifestation contre les ligues d'extrême droite impliquées dans la tentative d'assaut de l'Assemblée nationale qui s'est produite une semaine plus tôt. Le 30 juin 1934, la nouvelle de la Nuit des Longs Couteaux répand dans le milieu universitaire parisien stupeur et incompréhension. Jean Cavaillès cherche l'explication en lisant Mein Kampf et y trouve une escroquerie intellectuelle annonciatrice d'échecs pour l'Allemagne. Son ami Georges Friedmann, quand il est de passage à Paris, ne manque pas de lui rendre visite, occasion de débats politiques, dont les mathématiques pures ne sauraient le détourner. C'est l'époque où, en Union soviétique, la collectivisation planifiée par le GOSPLAN prend, sous l'impulsion de Staline, le pas sur la libéralisation inflationniste portée par la NEP.
Dominique Parodi, proche de Léon Brunschvicg et nouveau directeur de la Revue de métaphysique et de morale, laquelle est devenue un laboratoire du spinozisme, propose, pour le seconder voire lui succéder, son nom, à côté de ceux de Raymond Aron et d'Albert Lautmann, à Élie Halévy, projet que la mort soudaine et prématurée de celui-ci interrompra. Trentenaire et célibataire au bord de la dépression qui un jour s'amuse à terroriser avec son pistolet semi-automatique de réserviste un lecteur allemand en tirant dans la porte de la chambre que celui-ci occupe en face de la sienne sous les toits de l'ENS, Jean Cavaillès vit une période de doutes. C'est alors que, sous l'influence de Léon Brunschvicg, dont toutefois il critique désormais l'idéalisme, la relecture de l'Éthique et de son mos geometricum le conduit d'une philosophie à la rigueur mathématique sur la voie d'une mathématique à la profondeur philosophique. Plus qu'une rupture, c'est un dépassement des arrière-mondes de la philosophie, des fondements métaphysiques des mathématiques dont continuent de s'encombrer la philosophie des mathématiques et des fondements religieux de la morale. À partir de 1935, il ne se départira plus de l'athéisme spinozien des rationalistes tel que Brunschvicg.
Le dimanche 2 septembre 1934, il arrive à Prague pour le huitième Congrès international de philosophie, où il fait la connaissance de Gaston Bachelard et de la fille de celui-ci, Suzanne, sa future élève qui n'a alors pas quinze ans. Après le congrès mondial de sociologie (en) à Cracovie et une excursion alpine dans les Tatras, il s'accorde un détour jusqu'à Kœnigsberg et rentre par Berlin, où il visite l'Institut français que vient de quitter Jean-Paul Sartre, puis Göttingen. Le 30 septembre, il assiste au défilé d'Hitler au Bückeberg (de) et y admire la ferveur populaire comme le grandiose des drapeaux à la croix gammée.
Des amis universitaires lui offrent d'être le précepteur d'une étudiante anglaise, membre d'une famille de la gentry, venue à Paris se perfectionner en philosophie. C'est une allégresse partagée et jusqu'alors inconnue. Jean Cavaillès a l'intention d'épouser la jeune femme et la présente à sa famille. Retournée à Londres en juillet, celle-ci envoie une lettre évoquant des visions passagères et une « vocation secrète » qui exclut le mariage. Jean Cavaillès prend l'avion, dispute, violence, rupture. Cette relation chaotique déclenche une psychose chez Jean Cavaillès qui finira quelque temps plus tard interné.
À la demande de Louis Rougier, pourtant en guerre avec Léon Brunschvicg, Jean Cavaillès accepte de faire une communication lors du Congrès international de philosophie scientifique, premier congrès du Mouvement pour l’unité de la science organisé du 15 au 23 septembre 1935 à Paris en coopération avec la Société Ernst Mach. Rudolf Carnap et Otto Neurath y plaident pour une unification des sciences sous un langage unique, celui de la logique formelle. C'est un parti pris métalogique loin de satisfaire Jean Cavaillès.
En octobre, celui-ci retourne pour trois mois à Göttingen étudier une documentation utile à sa thèse. Il revoit Gerhard Gentzen, futur nazi qui reprend son exposé trop simpliste de la preuve sans coupure et tente de le convaincre du bien fondé de l'induction transfinie. Il se déplace jusqu'à Altona, épicentre d'une éducation libertaire, pour assister à une manifestation d'opposants au régime hitlérien. Le gendre de la veuve qui l'avait hébergé à Berlin en 1930, veuve de guerre du professeur de lycée protestant Karl Wilhelm Supprian, ne lui cache rien des camps de Dachau et d'Oranienbourg auquel il a échappé en entrant au Ministère de l'air et où de nombreux camarades sont internés. Les effets des lois de Nuremberg sont plus difficiles à appréhender.
À son retour, il se charge du travail de relecture des textes dactylographiés de Bourbaki, actif depuis un peu plus d'un an, que lui soumettent les jeunes mathématiciens français adeptes du même « cercle de Göttingen », André Weil, Charles Ehresmann, Henri Cartan. Les travaux de René de Possel sur la théorie des jeux suscitent de nombreuses discussions, souvent avec Albert Lautman. Au « συμπόσιoν » que Jean Cavaillès donne rue d'Ulm aux Normaliens, tels Jean-Toussaint Desanti, inscrits en Sorbonne, assiste Claude Chevalley. Avec celui-ci, chargé du chapitre inaugural des futurs Éléments, il discute de l'article posthume de Jacques Herbrand, son cadet de cinq ans qui, à l'automne 1930, le guidait dans la lecture de Richard Dedekind. Pour sa thèse, il s'appuie sur Les Étapes de Léon Brunschvicg mais a l'impression d'être égaré par cette somme que l'auteur lui-même qualifie de « livre fou ».
Quand éclate la guerre d'Espagne, il sait qu'il pourrait, comme le fait André Malraux, s'engager et peut être rejoindre les Brigades internationales, mais la rédaction de son doctorat lui paraît prioritaire.

#### Professeur de lycée doctorant (1936-1938)
À partir de la rentrée 1936, pour deux ans, Jean Cavaillès enseigne la philosophie au lycée de garçons d’Amiens, alors 12 rue Frédéric-Petit, tout en achevant la rédaction de son doctorat. Pour compléter son quota d'heures, il donne des cours de littérature à la classe de troisième B, dans laquelle se trouve une de ses futures recrues en résistance, Pierre-Yves Canu. Il est le seul enseignant à ne pas faire cours ex cathedra et se montre un pédagogue exceptionnel avec les plus jeunes. En revanche, il est en conflit ouvert avec ses élèves de mathélém, qui refusent de travailler sa matière. Hormis deux exceptions, il est effaré par la stupidité des élèves de la classe de philosophie mais reste touché par leurs efforts.
Logé dans une chambre chez un couple sénile puis rue Péru-Lorel, il dispose de deux jours libres par semaine, le jeudi et le samedi. À la suite d'une pétition des élèves de Normale, il y reprend son cours de métamathématique. Les dimanches, il retrouve Albert Lautman à la « messe brunschvicoise » qu'organise la sous secrétaire à l'Éducation nationale Cécile Brunschvicg pour ses amis du Parti radical, tendance socialiste.
Durant les trajets bihebdomadaires en micheline depuis et vers la Gare du Nord, il expose à Lucie Bernard, future Aubrac, agrégative communiste qui donne des cours d'histoire au lycée de jeunes filles et profite de ces moments pour militer auprès de plusieurs de ses collègues, son expérience de la montée du totalitarisme en Allemagne mais il ne montre guère de sympathie pour la légèreté de cette jeunesse pacifiste. Il est déjà critique envers la Troisième république et sa fausse laïcité.
La rédaction de sa thèse de doctorat, sous la direction de Léon Brunschvicg, est difficile et l'oblige à des remaniements importants qui le laissent insatisfait au point qu'il voit son achèvement, contraint par les échéances, comme un renoncement, « un échec ». « Je me suiciderai après ma thèse », plaisante-t-il. C'est moins par plaisir que pour éviter le déplaisir de la chose inachevée qu'il termine son pensum. Sa véritable thèse, son « testament philosophique », il s'y attellera, avec bonheur, pendant la guerre, quand il n'en aura plus le temps.
En février 1937, il dépose au secrétariat de la Sorbonne sa thèse principale, Méthode axiomatique et formalisme, dactylographiée par sa mère, révisée par son père. La thèse complémentaire, Remarques sur la formation de la théorie abstraite des ensembles est prête début juillet. Enrique Ramón Freymann accepte d'éditer les deux au terme de difficiles négociations. L'auteur se rend alors à Rotterdam auprès de Bertus Brouwer et l'élève de celui-ci, Arend Heyting, pour revoir encore certains points de sa thèse principale tel que l'usage du tiers exclu en mathématiques et son rejet en logique intuitionniste

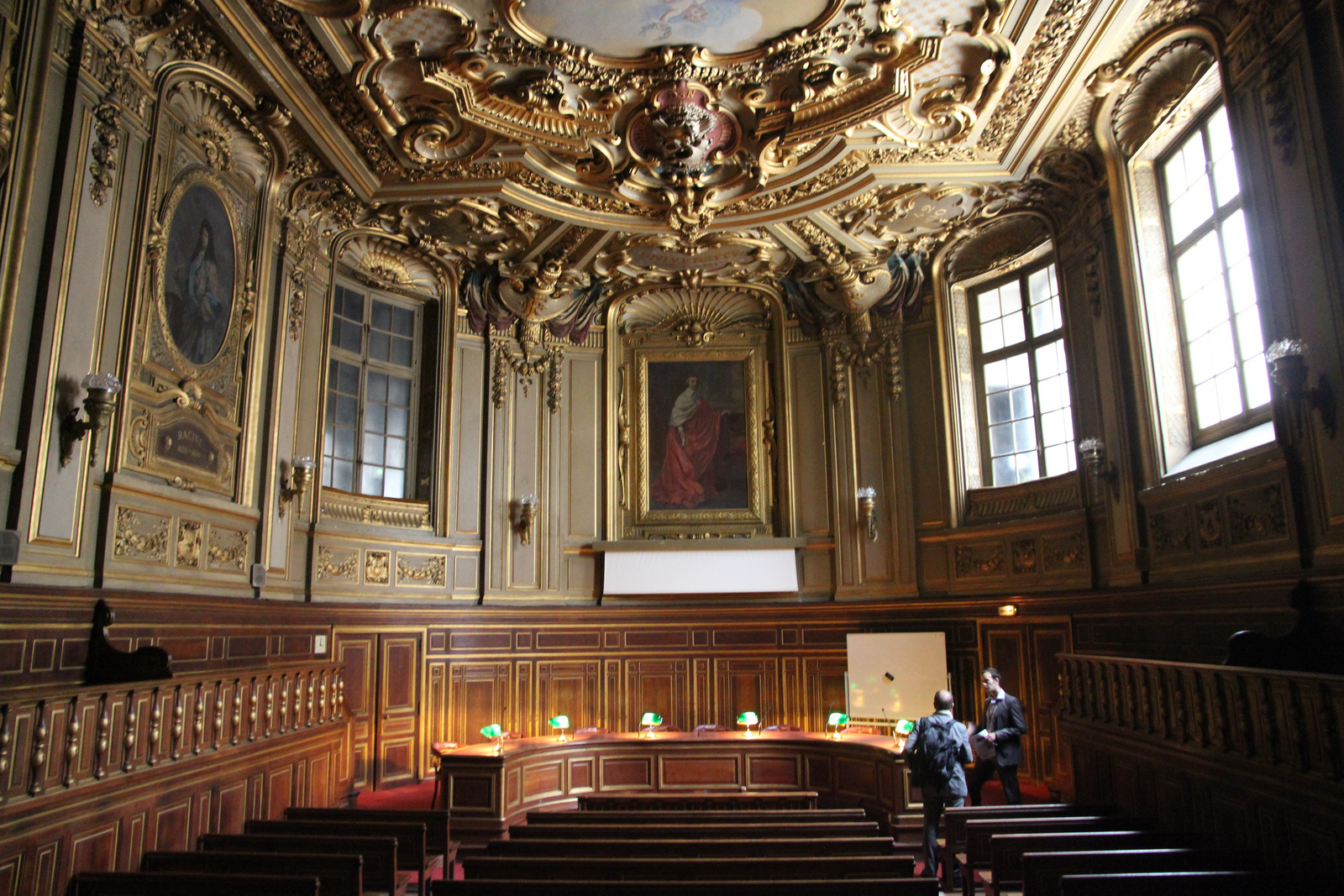
L'amphithéâtre Liard en 2014, où le 22 1 1938 Jean Cavaillès soutint devant un parterre de camarades.

Du 31 juillet au 6 août 1937, il préside une des sections du neuvième Congrès international de philosophie organisé à la Sorbonne par Léon Brunschvicg sous le nom de Congrès Descartes et clôturé par André Lalande. À côté de celles d'Élie Cartan, d'Albert Lautman, d'Alfred Tarski, de Raymond Bayer, sa trop brève communication sur les fondements des mathématiques, en faisant de façon inédite une place à l'intuition tout en critiquant l'intuitionnisme, n'est pas comprise par les habitués du logicisme. Gaston Bachelard, président d'une autre section, y reçoit les membres du Cercle de Vienne.
Jean Cavaillès ne soutient ses deux thèses que six mois après l'autorisation de les publier, autorisation donnée le 10 juillet 1937. Au cours de la soutenance, il est comblé d'éloges par Élie Cartan mais se montre arrogant dans sa brève réponse à la critique pleine de bonhomie formulée par le professeur Arnaud Denjoy. Ses réponses deviennent même violentes quand le jury, attaché à la psychologie de l'intuition, révèle son incompréhension de Brouwer, Hilbert et Gödel, voire son incompétence. La discussion finit sous le regard amusé de Léon Brunschvicg entre les seuls membres du jury en désaccord les uns avec les autres.
Reçu, Jean Cavaillès n'attend pas la fin de l'année scolaire pour démissionner de son poste au lycée d'Amiens et, au grand désespoir de ses plus jeunes élèves, cesse les cours dès le 20 mai 1938.

#### Dans la sphère bourbakienne (1938-1939)

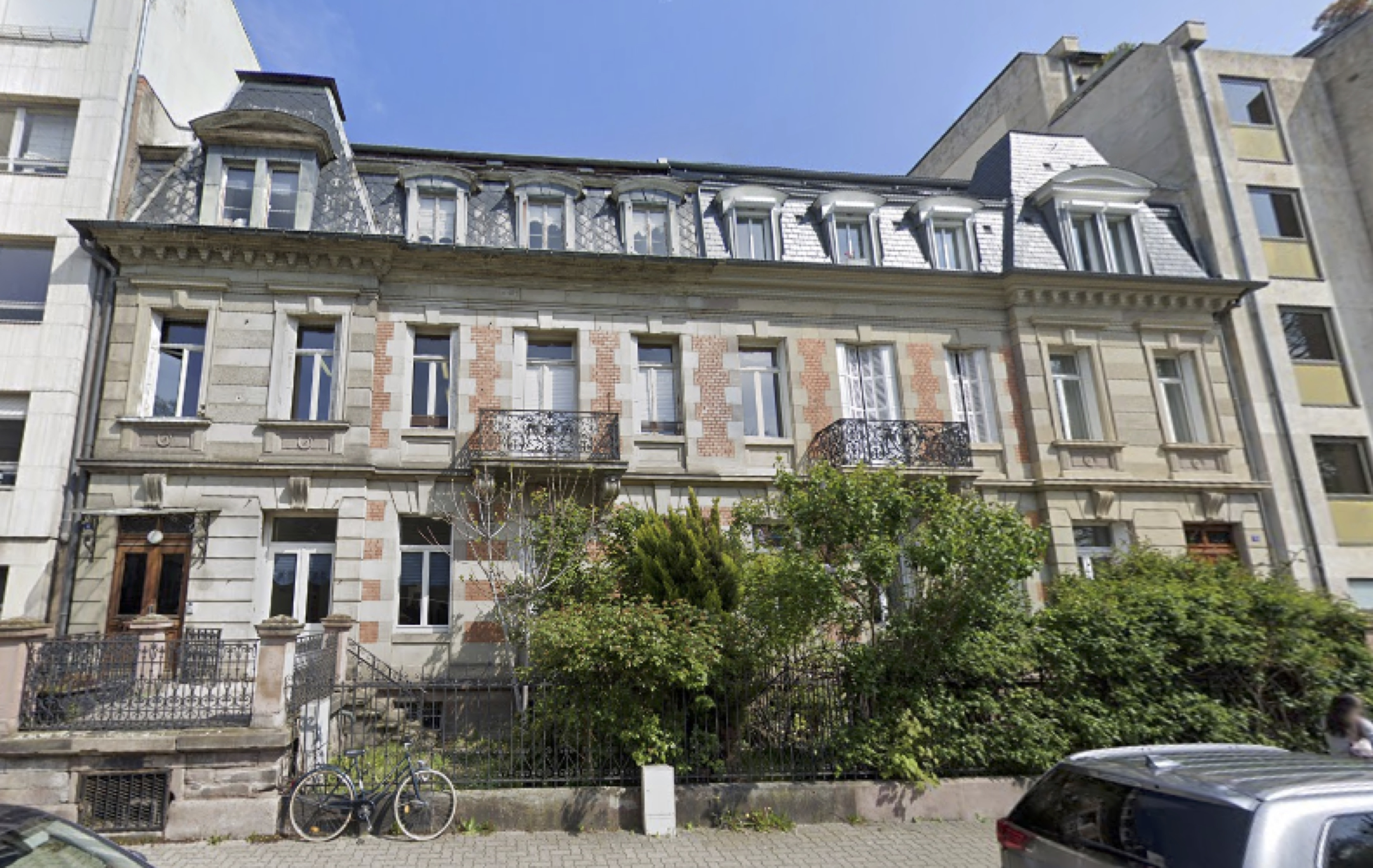
Pension Élisa, 3 rue Gœthe, ex hôtel particulier où les officiers de passage ont leurs habitudes et où Jean Cavaillès loue pour la rentrée 1938 une des deux chambres avec balcon.

Jean Cavaillès, assistant universitaire depuis le 2 juin 1937, tout comme Daniel Lagache, est nommé en juin 1938 maître de conférences. Il l'est en même temps que Jean Grenier, Raymond Aron, Albert Lautman, Alexandre Koyré... Il est affecté à l'université de Strasbourg, où il est chargé, en remplacement de Maurice Pradines, du cours de philosophie générale, un des quatre enseignements que supervise depuis 1919 le titulaire de la chaire de philosophie, Émile Baudin, mais c'est pour y introduire une innovation, un cours de logique. Parmi ses élèves figurera Julien Freund.
En septembre 1938, il part à Amersfoort, aux Pays Bas, assister à une conférence de Ferdinand Gonseth, où il retrouve Alfred Tarski. Les débats sur l'épistémologie, le continu, l'axiome du choix et l'incomplétude sont interrompus quand, à la suite de la crise des Sudètes, il rentre à Strasbourg dans la perspective d'une mobilisation partielle. Aux premiers jours d'octobre 1938, alors que la foule acclame les accords de Munich, il est outré par la trahison ourdie par ceux qui les ont signés, le chancelier britannique Neville Chamberlain et le ministre des Affaires étrangères du gouvernement Daladier Georges Bonnet.

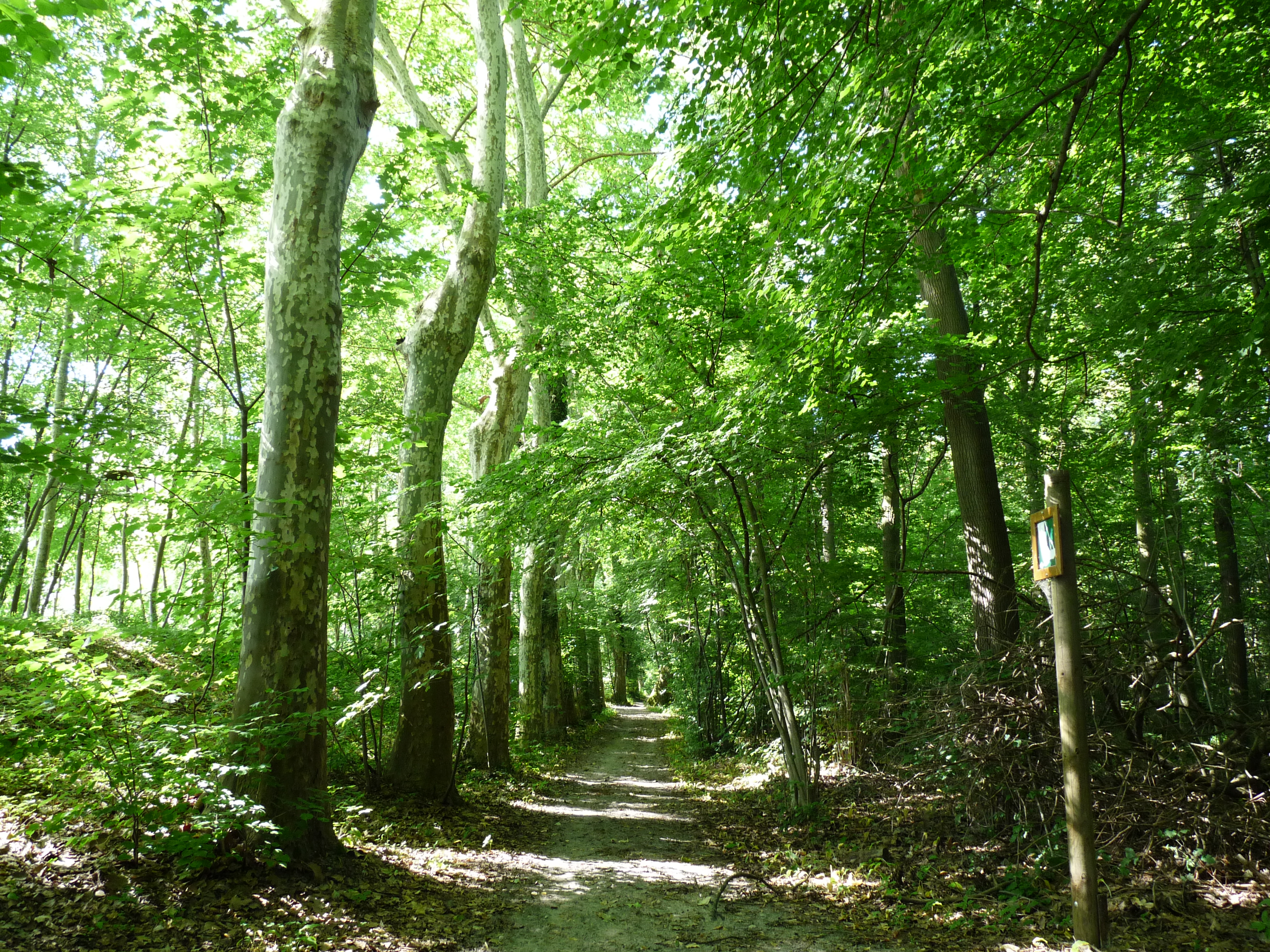
Le bois de la Robertsau, où le matin avant les cours la future Lucie Aubrac accompagne à cheval Jean Cavaillès. Une même analyse politique du moment noue alors une amitié solide entre le maître de conférence, l'agrégée d'histoire et le fiancé de celle-ci, ingénieur des ponts et chaussées. Ils fonderont ensemble Libération.

Président de la session de rattrapage du baccalauréat, en octobre, il retrouve parmi les examinateurs de l'oral Lucie Bernard, nouvelle agrégée nommée au lycée de jeunes filles. Il lui fait part de l'inquiétude que nourrit le silence de ses correspondants badois, terrorisés sinon déportés. Le midi entre professeurs ou au café, il la sèvre de son pacifisme et c'est ensemble qu'ils observent les marques de la montée de l'autonomisme du Parti alsacien ouvrier et paysan et de l'antisémitisme.

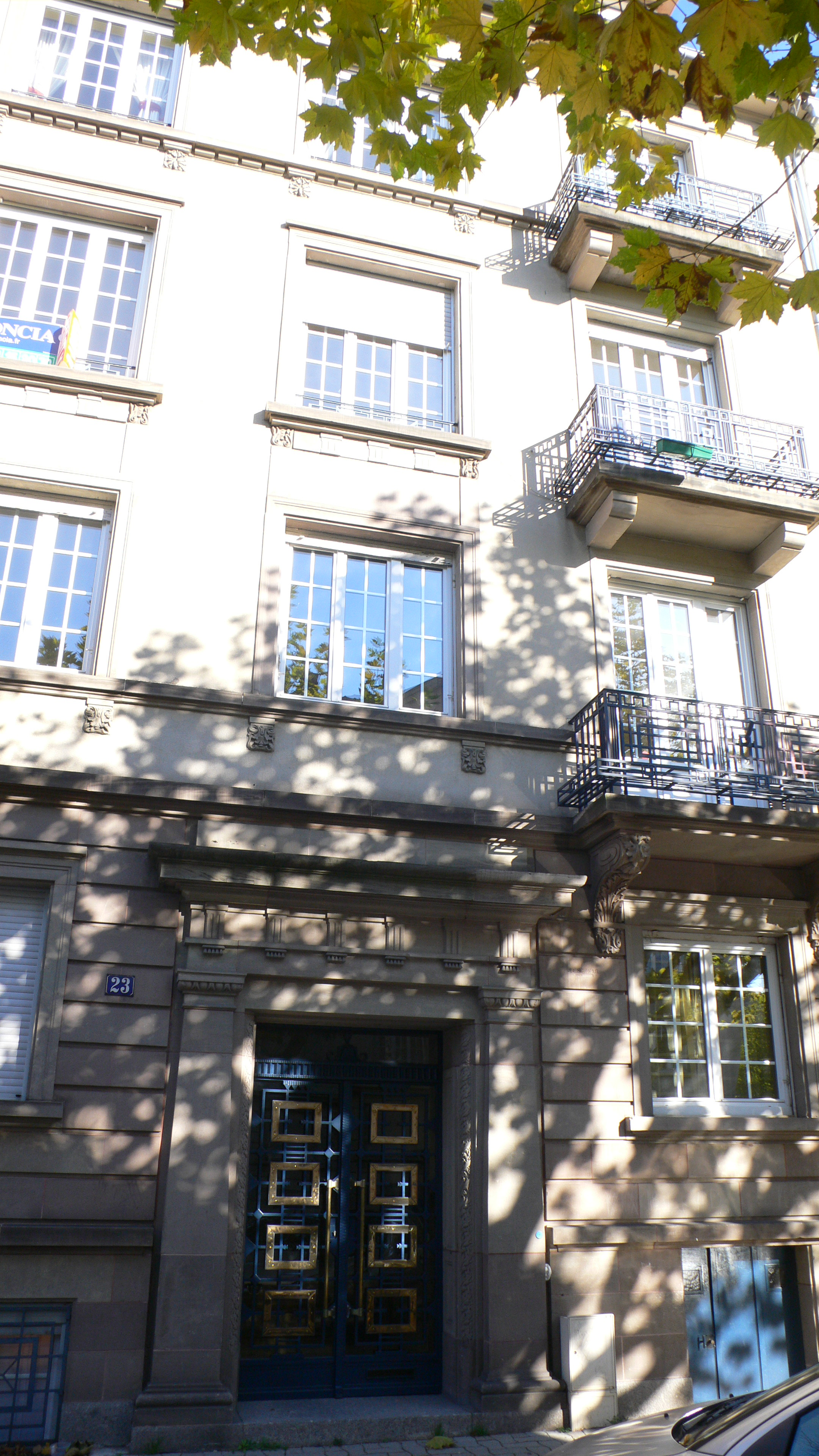
23 rue Gounod, immeuble alors presque neuf où Jean Cavaillès loue un studio du rez-de-chaussée à partir de début novembre 1938.

Il fréquente le milieu bourbakiste de l'Institut de mathématique et noue ou renoue des amitiés avec Charles Ehresmann, André Weil et Henri Cartan. Ce dernier l'initie à la théorie structurale des nombres. Tout en reconnaissant le rôle inventif de l'intuition, il les engage sur la voie du formalisme de la logique mathématique qui se lira dans les Éléments de mathématique et l'effort d’explicitation de l'axiomatisation de Zermelo-Fraenkel qu'ils sont.
Inversement, il interroge la validité de cette démarche fixée à Bourbaki qui restreint les mathématiques à un système de certitudes établies par déduction de définitions et axiomes, fussent-ils eux-mêmes provisoires et dotés d'une certaine incertitude, et fait l'impasse précisément sur l'incertitude et la théorie des probabilités. Reprenant la piste d'Émile Borel ouverte en 1925 pour son mémoire de D.E.S., il se plonge dans l'étude d'Andreï Kolmogorov, Richard von Mises, Abraham Wald, Jean Ville, Hans Reichenbach, étude qui aboutira à la publication de son dernier écrit anthume.
Avec la collaboration de ses amis Albert Lautman et Raymond Aron, il fonde chez Hermann, éditeur de ses thèses, une collection consacrée à la philosophie. Quatre volumes de ses Essais philosophiques paraîtront, dont le premier écrit philosophique de Jean-Paul Sartre et deux à titre posthume. Les divergences philosophiques entre amis demeurent cependant, au point que son père lui reproche de ne pas comprendre le point de vue de l'autre. C'est qu'il a rompu avec les écoles métaphysiques auxquels les uns et les autres continuent de se référer, tel le réalisme des Idées révisé par Albert Lautman à l'aune de la théorie du champ.
En janvier 1939, en réponse à la Nuit de Cristal, il cosigne avec cent vingt sept autres enseignants de l'université de Strasbourg, c'est-à-dire la grande majorité mais non la totalité, un appel contre l'antisémitisme et la censure adressé au président Albert Lebrun. Quand le 14 mars 1939 la Bohème est annexée par le Troisième Reich, il espère encore que la France tiendra, comme le réclame général Gamelin freiné par le gouvernement britannique de Neville Chamberlain, ses engagements d’assistance militaire pris envers la Tchécoslovaquie.

### Guerre

#### Actions sur la ligne Maginot (automne 1939)
Le 3 septembre 1939, soit deux jours après l'invasion de la Pologne par l'Allemagne, le lieutenant de réserve Jean Cavaillès est mobilisé à Bourges au 43e régiment d'infanterie coloniale. C'est un régiment mis en réserve au sein de la 6e division d'infanterie coloniale mais le trentenaire est volontaire pour rejoindre un corps franc de la ligne Maginot. Sa mère, âgée de soixante ans, est décédée en mai, au cours d'un séjour dans les Pyrénées, à Osse-en-Aspe. Son père, installé chez des parents à Montauban, ne survivra que onze mois à son épouse.

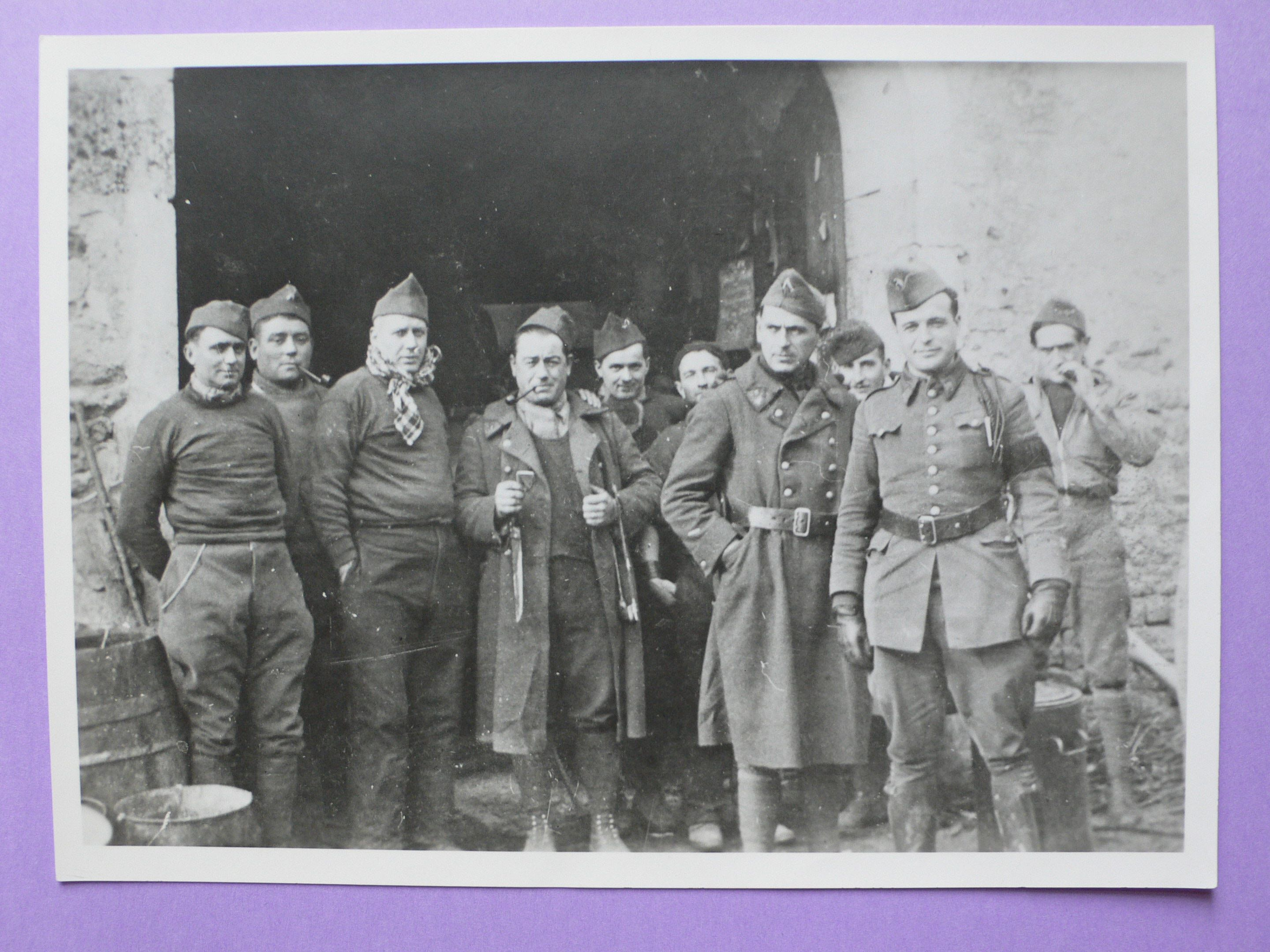
Cavaillès, portant un brassard après le décès de sa mère, « [sa] petite Mutti », le 30 mai 1939, et ses « marsouins » à l’automne 1939 devant le porche d'une ferme lorraine. Au second plan, le sergent qui lui sert de second. Au troisième plan, un soldat brandit les instruments pour dépecer le cochon.

Jean Cavaillès a la claire conscience que face à la force brutale, « une catastrophe de chemin de fer », il n'est plus temps de philosopher, comme il le pensait encore au début de la guerre d'Espagne, mais de combattre par les armes et partage l'idée, qui sera l'argument de l'appel du 18 Juin, que c'est la force mécanique supérieure des Alliés qui vaincra. Il est volontaire pour commander une section stationnée dans la région minière de Forbach, dans la ville transfrontalière de Petite-Rosselle, proche de Forbach, plus précisément, semble-t-il, à une position limitrophe des deux communes, à la frontière allemande, zone dangereuse, car dans une forêt sombre et en terrain plat (malgré sa lettre pour rassurer son père auquel il écrivait : « Situation imprenable »), là où le 21 septembre se terminait l'offensive de la Sarre. Les marsouins sont en première ligne, une quinzaine de kilomètres en avant des batteries du 163e régiment d'artillerie de position, positionnées à Lixing-lès-Saint-Avold, et celles du 166e, stationnées à Cappel. À une vingtaine de kilomètres plus à l'ouest, au sein de la 2e armée, Stéphane Piobetta, un de ses anciens élèves à l’ENS qui sera inhumé à ses côtés dans la crypte de la chapelle de la Sorbonne, y a également combattu quelques mois plus tard. Dans la « Zone rouge » qui se trouve au-delà du secteur fortifié de la Sarre, il s'agit de mener de jour des patrouilles d'observation à travers la forêt du Warndt. La drôle de guerre y connaît de nuit quelques échanges de coups de feu.
Après quelques semaines de repos (permissions, instruction, etc.) à Danne-et-Quatre-Vents ou dans les environs, à la mi-décembre, la section du lieutenant Cavaillès est transférée à une vingtaine de kilomètres plus à l'est, à Bliesbruck et à Obergailbach, au delà de Sarreguemines, qui se trouve en avant de la « ligne aquatique ». Avec ses hommes, il rapporte du matériel pris à l'ennemi. Le sang froid avec lequel il fait face à des attaques répétées lui vaut d'être cité à l'ordre de la brigade, le 25 janvier 1940, par un Ministère de la guerre soucieux de mettre en avant les moindres faits de guerre et convaincre l'opinion publique de la réalité des combats.

#### Officier du chiffre à Paris (début 1940)
Le 29 janvier 1940, permissionnaire, Jean Cavaillès prononce rue d'Ulm l'éloge funèbre de son maître Célestin Bouglé, décédé quatre jours plus tôt. Le second orateur est François Cuzin, proche de Henri et Louis Cartan qui formera dès la rentrée suivante avec Maurice Merleau-Ponty, Jean Toussaint et Anne Desanti, Simone Devouassoux, Yvonne Picard et le mathématicien Raymond Marot, un des premiers mouvements de résistance à l'occupation, Sous la Botte.
C'est alors que ses compétences de germaniste lui valent d'être nommé à Paris officier du chiffre au sein de l'état major du général de Bazelaire de Ruppierre, commandant la 4e division coloniale, dont les troupes sont stationnées en Alsace. Ce sont les « Nègres » honnis par une Wehrmacht raciste qui les accuse d'avoir violé des Allemandes durant l'Occupation de la Ruhr et, leur refusant le statut de prisonniers de guerre, les fera fusiller à la première occasion. Il acquiert les techniques de chiffrement qui seront essentielles à son action de résistant.
Une jeune Norvégienne rencontrée fin juillet 1936 à l'université d'Oslo lors de l'ICM, avec laquelle, après son échec sentimental de l'été 1935, il envisage depuis plus d'un an de faire sa vie, le détermine à s'engager dans le corps expéditionnaire pour la Scandinavie, ce qui lui est refusé malgré des demandes répétées.

#### Bataille de France (mai et juin 1940)
Le 10 mai 1940, Jean Cavaillès quitte Paris en train avec l'état-major de la 4e D.I.C. pour le front. La Wehrmacht perçant à Sedan, la division fait mouvement d'Alsace vers la ligne Weygand, sur laquelle s'est repliée l'armée française durant la bataille de Dunkerque. Le 23, elle se jette dans la bataille d'Amiens.
Au matin du 10 juin, elle compte plus de morts que de vivants. L'état-major a quitté dans la nuit du 9 le château de la Borde, lisière sud du bois de la Morlière, sans prévenir Jean Cavaillès, endormi. Le lieutenant a erré près de deux jours avec son chauffeur sur une vingtaine de kilomètres en tentant de rejoindre Paris tout en évitant les chars et les camions ennemis, quand, le 11 juin 1940, il est capturé par une sentinelle à Saint-Rémy-en-l'Eau. Un officier allemand, ironisant sur ceux qui ont « tenu moins longtemps que la Pologne », lui fait part de sa stupéfaction d'avoir vaincu. Enfermé avec d'autres officiers français dans une grange à Saint-Just-en-Chaussée, Jean Cavaillès est menacé d'être exécuté s'il continue de protester, en particulier contre les humiliations infligées en public aux soldats noirs.
Dans une colonne de bientôt deux mille prisonniers maltraités où la dysenterie tue, il rejoint à pieds Roye puis Péronne et Bapaume, où un vieux paysan picard fustige qu'« à l’autre guerre, nous ne nous étions pas rendus » quand un jeune insulte les vaincus.
Le 16 juin, il est finalement interné dans la citadelle de Cambrai sommairement aménagée en camp. Les poux et l’indiscipline règnent, le rang méprisant ses officiers qui auraient fui devant l'ennemi. Les autorités militaires françaises croient Jean Cavaillès mort. Des soldats survivants ont déclaré l'avoir vu monter à l'assaut alors que son détachement était sur le point d'être encerclé. Ces témoignages erronés lui valent une citation à l'ordre de la division, à titre posthume jusqu'à ce que, le 14 juillet, une carte envoyée de Cambrai à sa sœur fasse connaître son sort.

#### Première évasion (juillet et août 1940)
Le 25 juillet 1940, le prisonnier de guerre Cavaillès monte dans un convoi de camions qui le conduit vers un stalag via Tournai puis Gand. Lors d'une étape dans une filature désaffectée de Lokeren dont quelques verrières ont été brisées par les bombardements, un codétenu anglais lui fait la courte échelle. De nuit, il saute entre deux rondes dans le jardin de l'orphelinat mitoyen. Une religieuse le fait entrer. Elle a constitué un stock de vêtements civils pour les évadés et sera arrêtée quelques semaines plus tard. Déguisé en jardiner, Jean Cavaillés se rend dans un atelier mécanique de la grand place pour trouver un moyen de locomotion. Le garagiste, tout aussi décidé à aider les évadés, l'héberge chez lui à la campagne et lui procure une bicyclette contre une montre en or transmise depuis des générations qui sera restituée à Noël quand Jean Cavaillès reviendra pour s'acquitter de ses dettes. Le lendemain, le fils de la famille le guide à travers les bacs.
Parvenu en tramway à Lille, désormais en Zone réservée, le professeur évadé se réfugie auprès des collègues de la Faculté qui lui procurent une fausse carte d'identité. L'exploit lui vaut d'être accusé de désertion par un haut dignitaire de l’université qui, comme beaucoup, ne comprend pas l'« étrange défaite ». Il sera pourtant régulièrement démobilisé quelques jours plus tard par le général Jean de Lattre de Tassigny en personne. Il reprend contact avec sa sœur et son beau frère grâce à la diligence d'un cheminot, le chef de train Jules Roussel qui s'est fait pour la circonstance postier, puis organise son voyage jusqu'à Clermont-Ferrand, où l'université de Strasbourg s'est le 3 septembre 1939 repliée dans les locaux qui viennent d'être inaugurés 34 avenue Carnot.
Toutes ses affaires personnelles sont perdues. En novembre, il participe à la rentrée universitaire à son poste de maître de conférences. Parmi ses élèves, Tran Duc Thao.

### Résistance intellectuelle

#### La Dernière colonne ou l'idée de résistance (fin 1940 - début 1941)

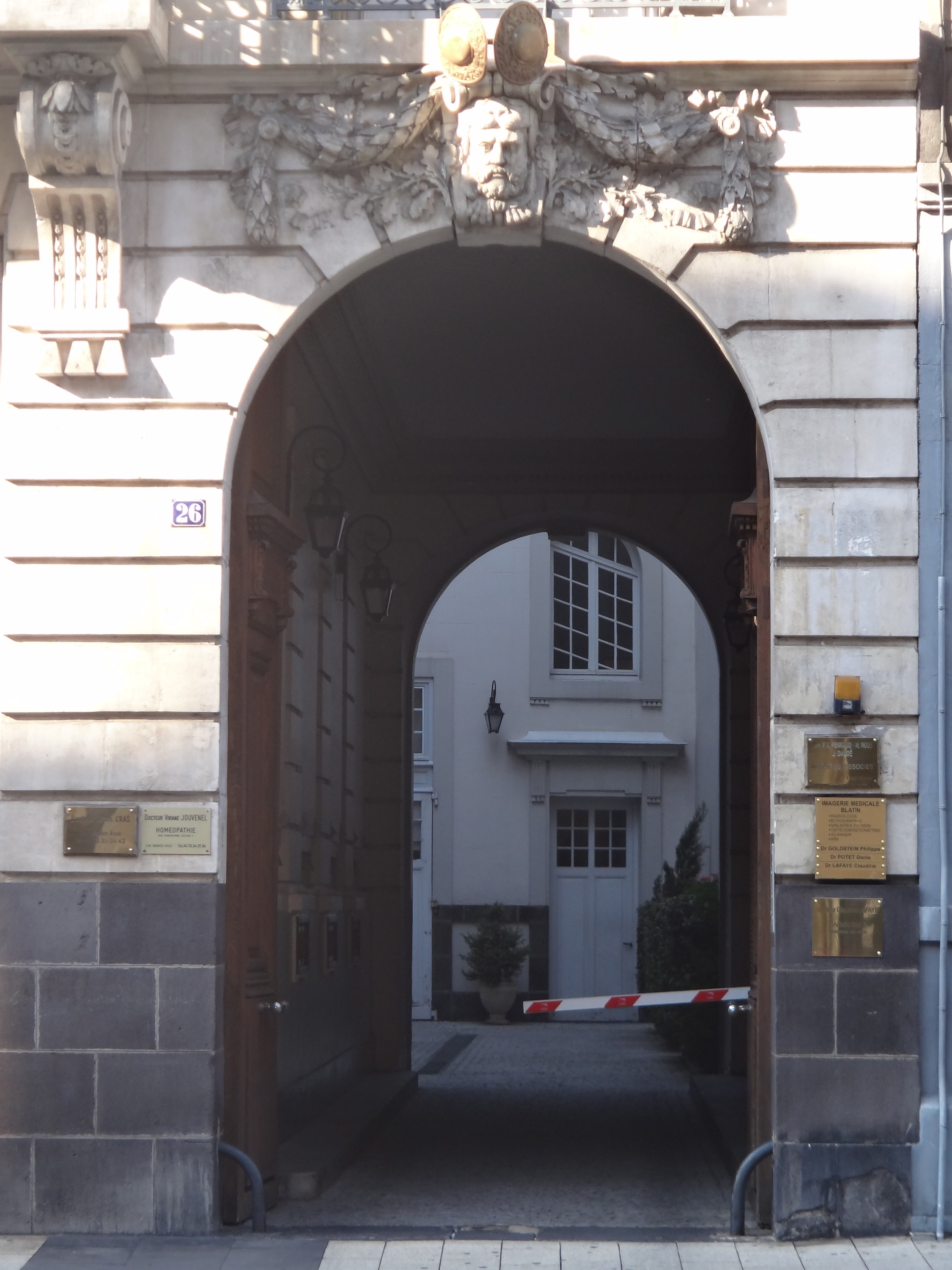
L'entrée de service du 26 rue Blatin à Clermont-Ferrand, où habitait le logeur de Jean Cavaillès.

À Clermont-Ferrand, logé dans une chambre de la rue Blatin où habite Philippe Arbos, un collègue de son oncle géographe, Jean Cavaillès retrouve les enseignants évacués de Strasbourg, Lucie Bernard et ses camarades de Bourbaki. Celle-là s'est mariée avec Raymond Samuel, prisonnier de guerre évadé et réfugié à Lyon, sorte de capitale de repli en Zone non occupée où elle a intégré l'équipe enseignante du lycée Edgar Quinet. Avec Bourbaki, il reprend les discussions sur la possibilité et les conditions éventuelles d'un fondement des mathématiques. Il anime d'intenses séances de recherche qui réunissent Henri Cartan, Jean Dieudonné, Jean Delsarte, Charles Ehresmann, René de Possel. Son effort pédagogique pour faire le point sur la crise des fondements des mathématiques et l'impasse dans laquelle se trouve le projet de construction d'une théorie des ensembles l'amène à concevoir un petit traité en forme de résumé, Transfini et continu, qui sera soumis à publication en septembre 1941.
« Dévoré de la passion d’agir », il est entré en contact dès ce début d'automne 1940 avec Emmanuel d'Astier de La Vigerie. La rencontre s'est faite fortuitement au restaurant, où Lucie Samuel conversait sans discrétion avec Jean Cavaillès à côté de la table où Georges Zerapha, membre fondateur en 1928 de la LICA, avait invité le journaliste démobilisé. Celui-ci vient de fonder à Cannes avec le commandant Édouard Corniglion-Molinier « la Dernière colonne », un groupuscule d'anti vichystes qui, de « l’art du graffiti » et de la lacération d'affiches, est déjà passé à l'impression et la distribution clandestines de tracts. Il a choisi l'Auvergne, montagneuse et centrale, pour organiser son action. Comme nombre de soldats, tels ceux de la D.I. polonaise du général Sikorksi qui ont combattu avec un acharnement inouï en sachant qu'il n'y aurait pas de prisonniers et ont ordre de rejoindre Londres par leurs propres moyens, Cavaillès et lui partagent le point de vue qui analyse l'armistice demandé par Pétain comme une trahison et préconise de continuer une forme de combat.

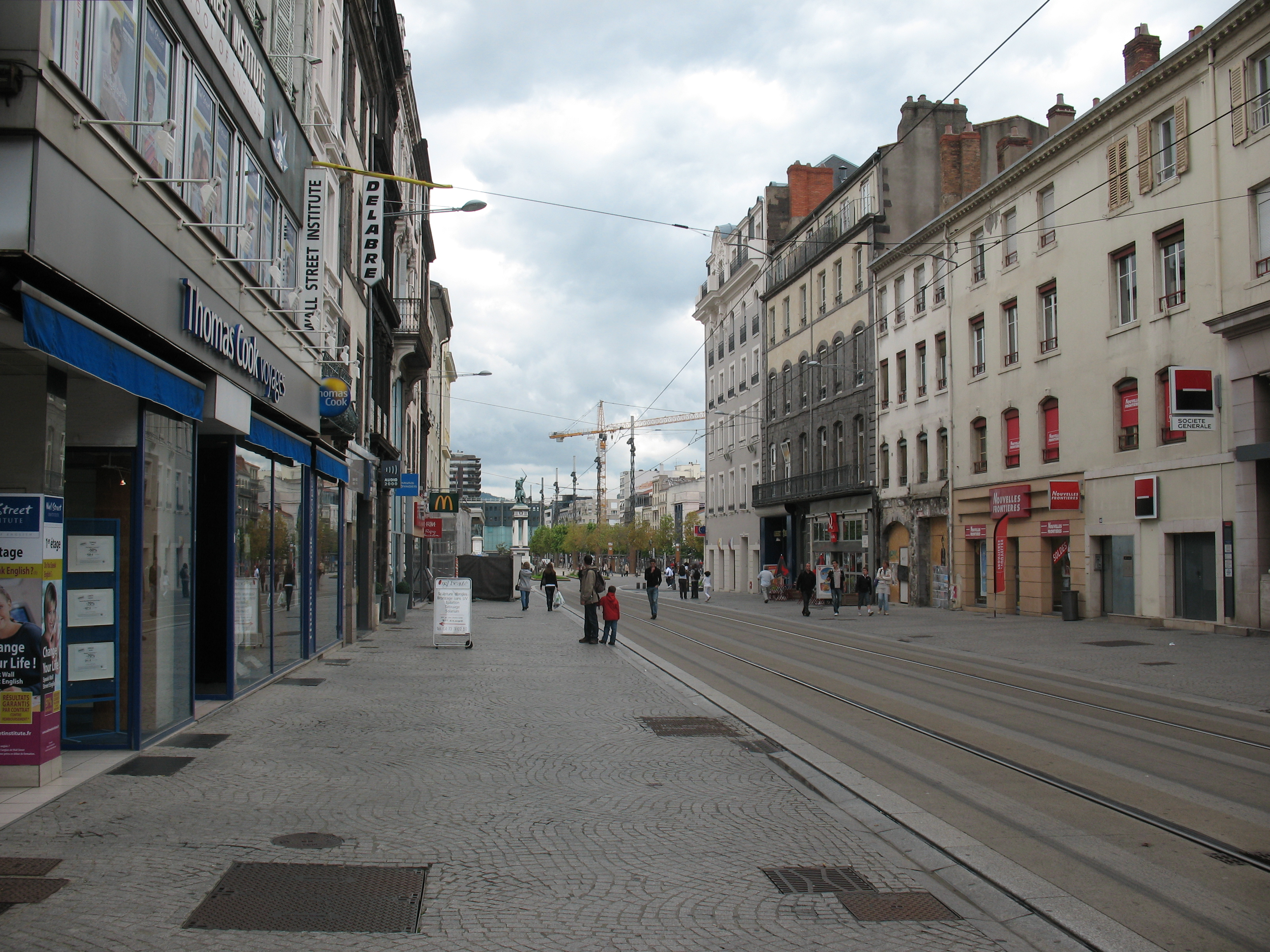
Avant-dernier bâtiment à droite, parti gris avec un balcon ferronné, l'ex-Brasserie de Strasbourg, 42 rue de l’Écu, actuelle avenue des États-Unis, qui était alors richement décorée.

Depuis le 15 septembre 1940, l'incarcération en vue de leur procès de Léon Blum et de six autres responsables politiques au château de Chazeron, à moins de quarante kilomètres de Clermont, provoquent des manifestations des membres de la SFIO. Un jour de novembre, Jean Cavaillès rencontre à la brasserie de Strasbourg, près de la place de Jaude, Samuel Spanien, avocat de Léon Blum préparant la défense. Celle-ci argumentera la trahison du Maréchal, à savoir le refus délibéré de contre-attaquer après le 17 mai 1940 lors de la bataille de la Meuse mais aussi la stagnation, du temps du ministère Pétain, des crédits militaires alors que Léon Blum, un an et demi plus tard, les augmenta. Venu avec Lucie Samuel, Jean Cavaillès est rejoint par Emmanuel d'Astier de La Vigerie. À la fin de l'entretien, tous les trois se retrouvent dans la chambre du premier à ruminer.

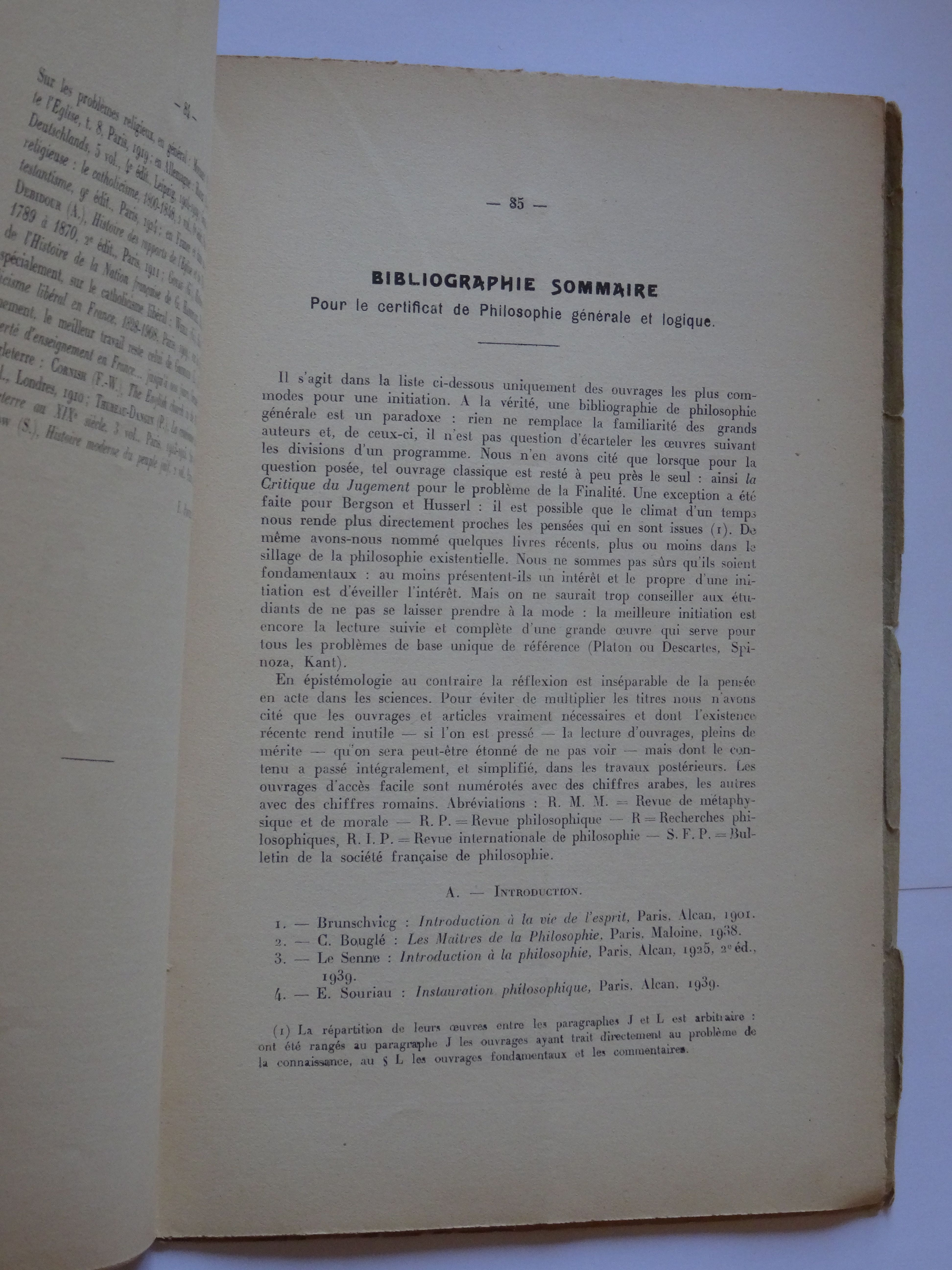
Bibliographie de Jean Cavaillès à ses étudiants de licence préparant le certificat de philosophie générale et logique et publié dans le Bulletin de la Faculté de lettre de Strasbourg.

C'est là qu'ensemble, ils décident de donner de l'ampleur à l'idée d'Emmanuel d'Astier de La Vigerie. Avec méthode, Jean Cavaillès fixe trois cibles de recrutement. Les journalistes rebutés par la censure sont encouragés à faire des allusions critiques envers le régime. Les amis du milieu universitaire sont approchés, par Georges Canguilhem à Clermont, par Ignace Meyerson à Toulouse, par Ernest Kahane à Montpellier. Le troisième vivier démarché, ce sont les persécutés, syndicalistes, communistes, Juifs, francs maçons, opposants politiques proches des « 80 » qui ont refusé de voter la dictature. En deux mois est constitué un réseau d'une petite centaine de sympathisants, dont les étudiants, tel Julien Freund, qui se sont évadés de l'Alsace annexée.
De la diffusion de tracts et l'inscription de slogans sur les murs des rues, la multiplication des contacts fait en février 1941 passer la Dernière colonne à la bataille d'opinion. Le premier coup d'éclat sera de dénoncer la presse collaborationniste. Jean Cavaillès et Emmanuel d'Astier de La Vigerie utilisent les locaux de l'université pour dessiner des affichettes accusant nommément les rédacteurs de Gringoire, Henri Béraud et Raymond Recouly. Quatre modèles sont rédigés, trois phrases chacun menaçant d'assassinats vengeurs et signées « La Dernière Colonne », sauf le premier, qui n'est qu'un titre, « Lisez Gringoire, vous ferez plaisir à Hitler! » Le dernier sera publié cinq mois et demi plus tard par le New York Times incitant les « french patriots » à suivre l'exemple. Jean Rochon, professionnel de La Montagne approché par Jean Cavaillès quelques semaines plus tôt, se charge d'en imprimer dix mil exemplaires. La diffusion et le collage sont assurés dans la nuit du 27 ou 28 février 1942 par les bénévoles du réseau à Clermont mais aussi Toulouse, Montpellier, Lyon, Grenoble, Marseille, Limoges, Montluçon et Vichy. Plusieurs jeunes gens, dont Bertrande d'Astier de La Vigerie, nièce du journaliste, sont arrêtés et la crédibilité du mouvement est remise en cause, ce qui provoquera des défections. La Vigerie, identifié par la police, est obligé d'entrer en clandestinité.

#### La première «main» et Libération Sud (printemps 1941)
De cet échec naissent deux leçons, que l'aventure ne sera pas un enfantillage et que l'opinion doit être soutenue dans la durée. Un journal servira de bulletin de liaison entre les adhérents mais aussi d'outil de propagande. Le titre est trouvé par Jean Cavaillès, Libération. La réalisation est laborieuse et Jean Cavaillès doit partir à Paris, en Zone nord.
Il a en effet été nommé le 18 mars 1941 chargé de cours de méthodologie et logique des sciences au Centre d’histoire et de philosophie des sciences de la Sorbonne, aujourd'hui à Nanterre. Il y est appelé par Gaston Bachelard, successeur en cette chaire ainsi qu'à l'IHPST d'Abel Rey, qui est décédé prématurément le 13 janvier, pour remplacer René Poirier, agrégé titulaire qui, en mission au Brésil, a rejoint les États Unis après la défaite. C'est un poste de suppléant, provisoire donc, et ce n'est pas le seul, la « loi portant statut des Juifs », bien qu'encore sans décret d'application, ayant obligé, par zèle de l'administration, certains enseignants, dont son maître Léon Brunschvicg, titulaire de la chaire d’histoire de la philosophie moderne depuis 1927, à se réfugier en Zone sud.
En attendant la rentrée universitaire, Jean Cavaillès est sollicité pour participer à la supervision du concours d'entrée à l'ENS. Il se rend à Paris en avril et y retrouve des camarades normaliens, le médecin Jean-Philippe Bertrand, Albert Guerville, directeur du secteur sud ouest de la SNCF et futur membre de Résistance-Fer, l'inspecteur général des Ponts et Chaussées Marcel Notté, le maître de conférence Yves Rocard, chercheur au laboratoire de Radiotechnique. Avec eux, il partage son projet de mobiliser l'opinion. Comme ils sont cinq, Jean Cavaillès imagine un recrutement logarithmique et un cloisonnement en « mains », chaque groupe de cinq n'ayant de contact que par un seul de ses membres. Il s'agit d'échapper au sort du réseau du Musée de l'Homme, dont les membres viennent d'être arrêtés à la suite d'une opération d'infiltration.
Il retrouve également René Parodi, substitut à la cour d'appel de Versailles et frère cadet d'Alexandre, lequel, maître des requêtes au Conseil d'État, a dès l'été 1940 rejoint celui-ci à Royat, près de Clermont Ferrand. Jean Cavaillès s'était avant guerre lié d'amitié avec les deux fils de Dominique Parodi, inspecteur général de philosophie qui l'avait connu en 1934 comme disciple émérite de Léon Brunschvicg alors qu'il cherchait un secrétaire pour la Revue de métaphysique et de morale. Par l'intermédiaire de Jean Texcier, membre de la SFIO, René Parodi lui ouvre les portes du « Comité d’études économiques et syndicales ». Futur noyau de la CGSI, c'est un cercle de personnalités politiques qui, surmontant leurs divisions passées, se réunissent clandestinement pour essayer de continuer de faire vivre le syndicalisme depuis que celui-ci a été interdit par le nouveau régime de Vichy. Il a été constitué le 15 novembre de l'année précédente par certains des signataires Manifeste des douze. Ce sont entre autres les cégétistes Louis Saillant, Charles Laurent et Christian Pineau, dont le diplomate désormais retraité Jean Giraudoux est le parâtre, le syndicaliste chrétien Gaston Tessier et le socialiste Henri Ribière. Présenté comme le délégué de ce qui s'appellera désormais Libération-Sud, Jean Cavaillès leur expose son projet d'une armée secrète et fait adopter le principe d'organisation en réseau, clandestin et cloisonné par « mains ». Quant à cette communication, il est en mesure en tant qu'ex officier du chiffre de mettre en œuvre et enseigner les techniques de cryptologie.
Il revient en Zone sud en juillet, les copies à corriger dans ses bagages, pour siéger dans le jury de l'oral de l'ENS Lyon. Il n'a pas pu obtenir à temps de laissez-passer. La circonstance lui apprend, dans une certaine jubilation, à franchir clandestinement la ligne de démarcation. Les cheminots, très majoritairement CGT, cachent au milieu des colis d'un wagon postal le résistant qui doit passer. En son absence, Raymond Aubrac a lui aussi de son côté élaboré un plan plus exaltant pour organiser l'action paramilitaire et Emmanuel d'Astier de la Vigerie s'est rallié à la proposition de donner le titre de Libération à son mouvement mais le projet du journal lui-même n'a guère avancé. Tout manque, sauf les journalistes. Ce n'est qu'en ce mois de juillet 1941 que, grâce au soutien financier du banquier Georges Zerapha, le premier numéro, rédigé par André Lassagne, Jean Cavaillès, signant du pseudonyme François Berteval, et Raymond Aubrac, paraît en Zone libre, à quinze milles exemplaires.

#### Le CEES et Libération Nord (fin 1941)
Jean Cavaillès ne s'installe à Paris qu'au mois d'août, transférant à Georges Canguilhem les fonctions qu'il exerce à Clermont, tant universitaires que journalistiques. En attendant la rentrée d'octobre, où il trouvera parmi ses élèves Suzanne Bachelard, Gilles Gaston Granger, Francis Courtès, Jean Gosset et Pierre Thillet, il s'emploie à créer une édition de Libération pour la Zone nord. Il en est directeur de publication avec le journaliste Jean Texcier. Depuis le 1er décembre de l'année précédente, celui-ci fait imprimer clandestinement à sept exemplaires une feuille recto verso par Yvonne Tillaut-Houben, une secrétaire de l'ex-Caisse d’assurances sociales, CAS, de la CGT. Les premiers numéros de ce Libération en sont la suite, quatre pages ronéotypées que les deux hommes doivent rédiger eux-mêmes. Jean Cavaillès y invalide point par point la propagande vichyste et donne ainsi à son lectorat déjà acquis l'argumentaire pour convaincre l'entourage.
Il a repris contact avec le CEES, au sein duquel Louis Vallon lui présente, lors d'une réunion à son domicile, Pierre Brossolette, lequel préfèrera rejoindre, le 1er décembre, la CND. En novembre 1941, le Comité crée le mouvement Libération-Nord, jumeau de Libération-Sud qui, de son côté, ne survit que grâce à l'adhésion massive du Comité d'action socialiste puis surtout, à partir de décembre, des membres de la CGT dissoute le 4 octobre 1941 par un décret de Vichy, la Charte du travail. Beaucoup sont issus de la CGTU. Le Manifeste du mouvement Libération-Nord marque une entrée en résistance là où le manifeste des Principes du syndicalisme français de novembre 40 espérait influencer l'orientation de la Révolution nationale.
En décembre se tient un premier comité directeur, qui organise une première imprimerie clandestine. Avec la complicité d'Yvonne Tillaut-Houben, Charles Laurent installe dans un local de la CAS, 211 rue La Fayette, une ronéo subtilisée à l'ex-Fédération générale des fonctionnaires, principale branche de la CGT dissoute dont il était avec Pierre Neumeyer le secrétaire général. Libération pour la Zone Nord sort désormais tous les dimanches. Le tirage de l'hebdomadaire atteint cent exemplaires mais la diffusion repose principalement sur le travail de recopie demandé, dans le respect de consignes de sûreté, à chaque lecteur.
Au cours des réunions suivantes, l'opposition qu'exprime Jean Cavaillès à tout attentisme, ses interventions favorables à la création d'une armée secrète, l'exemple du groupe déjà formé autour de René Parodi et déjà auteur d'un attentat sur l'Yonne qui a nui à la logistique de l'occupant, ne rencontrent pas le soutien d'une majorité préoccupée par le planisme et la définition d'un projet politique de long terme. La réticence des socialistes à mener des actions « terroristes » est d'autant plus grande que celles-ci sont menées depuis l'attentat du 21 août 1941 par la quasi seule MOI, que le Komintern pilote depuis Bruxelles.

### Résistance armée
« Je suis spinoziste. Il faut résister [...] »

— Principe éthique énoncé par Jean Cavaillès lors de son passage à Londres en avril 1943 et fondé sur le concept d'effort pour persévérer dans l'être.

#### Réseau Cohors (printemps 1942)
Jean Cavaillès a l'occasion de prendre ses distances avec les politiques de Libération-Nord en avril 1942 quand Christian Pineau, revenu de Londres, lui expose le projet du colonel Passy, approuvé par le Conseil de défense de l'Empire en exil, de créer un réseau de renseignement, Phalanx, et lui confie le soin de le faire pour la Zone occupée. Pourtant le chef du BCRA, Roger Wybot, s'était montré réticent à confier une telle mission à un homme d'une telle notoriété. Phalanx ZO prend le nom de Cohors, nom choisi par Roger Wybot, et Libération-Nord, de son côté, se choisit pour président le socialiste Henri Ribière. Les gaullistes, récupérant la part combattante d'un mouvement politique rival, exigent la rupture avec celui-ci, même si dans les faits des agents resteront affiliés aux deux organismes.
Pour constituer le réseau, Jean Cavaillès se tourne en premier vers la « main » formée un an plus tôt avec Marcel Notté, Yves Rocard, Albert Guerville et le docteur Jean-Philippe Bertrand. Il recrute Henri Malan, administrateur de la SFE qu'il a connu durant l'hiver 1940 au Chiffre et qui fournira tous les explosifs. Son beau frère Marcel Ferrières, directeur du Service des ventes de la SEITA pour la région parisienne, recrute deux collègues de Polytechnique qui travaillent à la SNCF, Élie Jal et Georges Veaux, Sont également recrutés Marcel Lob, médecin, Pierre Thiébaut, membre du service du chiffre du Ministère de la Guerre, Marie-Rose Zerling, professeur au lycée de Valenciennes. Dès le mois suivant, Jean Cavaillès, désormais Marty et parfois Chennevière, s'adjoint un secrétaire général, Jean Ogliastro, alias Servien, membre de Libération-Nord qu'il a appris à connaître en mars. Il le charge de la coordination des différents services, courrier, chiffre, faux papiers, cartographie, liaisons internes, liaisons externes, radio, mais aussi de la comptabilité et de la conversion des bons parachutés par la France libre et des différentes monnaies collectées. L'atelier clandestin où est imprimé le journal Libération est transféré des locaux de la CGT, 211 rue La Fayette, au 113 avenue Félix Faure.
En juillet, de son impressionnant regard bleu, Jean Cavaillès débauche, pour en faire sa secrétaire, une enseignante de trente deux ans qui recueille des renseignements pour l'OCM, Arlette Lejeune, alias Claire, laquelle passera aux yeux de certains membres du réseau pour sa compagne. Son rôle sera de l'aider à faire rédiger les rapports, les synthétiser en une forme exploitable et les transmettre à Londres au BCRA par avion ou par radio. Ce sont les comptes rendus chiffrés des sabotages et des bombardements, des relevés d'actes de collaboration, des cartes, des propositions d'objectifs telle que des usines.
Pour les opérations de terrain, Jean Cavaillès dispose d'une organisatrice remarquable, Suzanne Tony Robert, qui lui a été indiquée et à la rencontre de laquelle il est allé dès septembre 1941. C'est elle qui a recruté le responsable du renseignement au sein du réseau, François Boquet, et sa secrétaire, Marie-Claire Scamaroni. Depuis son château de Forcilles, elle emploie son entregent et son zèle à devancer tous les objectifs pour la région de la Brie, recueil de renseignements sur les entreprises, surveillance des ports fluviaux, observation de l'aérodrome de Villaroche, puis plans de la station radiophonique de Sainte-Assise réquisitionnée par la Kriegsmarine, du central téléphonique de Gretz-Armainvilliers utilisé par la Luftwaffe, interception des codes sous-mariniers, transmission des relevés de la gendarmerie. Les secrétaires de mairies fournissent les documents pour imprimer des faux papiers, cartes d'identité, cartes de travail et coupons de rationnement. À partir de février 1943, des emplois seront fournis aux jeunes gens fuyant le STO. Deux champs de parachutage seront ouverts par Henri Block, alias José. Trois châteaux, Coubert, Ivry les Châteaux, Les Agneaux, serviront de dépôts de munitions.
Sous l'impulsion de Jean Cavaillès, le même schéma de développement progressif et autonome se met en place dans de nombreuses régions, par exemple avec Édouard Carvallo depuis son château de Villandry, jusqu'en Belgique où Jean Lameere, collègue de la Faculté de philosophie de l'Université libre de Bruxelles, prend la direction d'un Groupe général de sabotage. Des fonctionnaires, tel François Beaudoin à la préfecture de Tours, font du renseignement militaire pour Cohors. Des prêtres, tel Noël Carlotti en Touraine, cachent des membres. Les jeunes volontaires pour assurer les liaisons entre la province et Paris, qui ne manquent pas en dépit du grand nombre d'arrestations, sont coordonnés par Jean de Saint-Michel-Dunezat.
À côté de cette activité d'espionnage et de logistique, Jean Cavaillès recrute des cadres chargés à leur tour de former des groupes de sabotage, déraillements et attentats contre des cibles militaires. Cette armée secrète réussit à s'implanter principalement dans trois régions, la Brie, l'Eure et le Nantais. Elle bénéficie de l'expérience d'un conseiller militaire qui a combattu dans l'aviation durant la Première Guerre mondiale et qui a été introduit par Christian Pineau, le colonel Georges Zarapoff.
La couverture de professeur en Sorbonne, où Jean Cavaillès a pour élèves, entre autres, Jean-William Lapierre et Jules Vuillemin, se révèle finalement judicieuse. Une troisième activité est développée, celle des filières d'évasion vers l'Espagne franquiste de résistants et de persécutés. Jean Cavaillès reste budgétairement subordonné à Christian Pineau, ce qui oblige à des voyages supplémentaires à travers la ligne de démarcation et nuit à l'efficacité de l'action. Un voyage à Londres est organisé par les deux hommes pour permettre à leur hiérarchie de mieux adapter l'organisation à la réalité du terrain et obtenir des opérateurs radios qui ne les obligent pas à solliciter ceux des autres réseaux. Leur arrestation fera que cette mission primordiale, ne serait ce que le recensement des forces disponibles, sera retardée de quatre mois. Elle ne commencera que le 24 décembre 1942 et c'est Pierre Brossolette qui la mènera, l'opération Brumaire.

#### Dans les prisons françaises (fin 1942)
Dans la nuit du 31 août 1942, Jean Cavaillès et Christian Pineau attendent sur la piste clandestine Faisan, située deux kilomètres au nord ouest d'Arbigny, en Bresse, le Lysander Mark III SCW V9597 de la mission spéciale (en) 161 qui doit les emmener à Tangmere, au sud de Londres. C'est l'opération du SIS « Boreas II ». L'avion atterrit à 1h45, dans un fossé, et ne peut redécoller. Il est brûlé une heure plus tard avec des kilos de documents élaborés au prix de tant de risques. Les deux hommes et leur pilote, le chef d'escadron Guy Lockhart alias Bruce, sont pris en charge par le groupe de Franc-Tireur que dirige Yves Farge.
Le 5 septembre 1942, ils ont rejoint à Narbonne l'opération « Leda », dont, mesures de sécurité habituelles, rien ne leur est révélé, pas même le lieu où elle sera réalisée. Avec le député PSF Denys Cochin et son adjoint qu'ont rejoint Charles Vallin et Pierre Brossolette ainsi que deux autres résistants évadés, ils sont conduits la nuit venue par un agent du SIS dans une calanque de Saint-Pierre-la-Mer pour monter dans la chaloupe que pilote le quartier-maître Richard et qui les amènera au Seadog, une inconfortable felouque achetée à un pêcheur espagnol par la Coast Watching Flotilla britannique. Partie de Gibraltar le 26 août pour une série de missions et commandée par le lieutenant de vaisseau Jan Buchowski, la tartane qu'escortent tantôt le navire-leurre Minna, tantôt le ravitailleur de sous-marins Maidstone (en), a déjà embarqué, les 1er et 2 septembre 1942 à Agay, onze autres passagers à exfiltrer, dont Nicolas Bodington, le général Juliusz Kleeberg, chef des Forces armées polonaises du front ouest pour le territoire métropolitain, André Gillois et sa famille. Jean Cavaillès, Christian Pineau, surnuméraires, et trois autres passagers attendent sur la berge le troisième et dernier aller et retour de la chaloupe, qui fait des signaux mais ne retrouve pas le point d'embarquement. Après deux heures d'attente, le reste de documents qui avait pu être emporté est enfoui sous le sable. Au petit matin, Cavaillès et Pineau marchent ensemble dans la campagne vers Narbonne quand des douaniers français, qui ont été alertés depuis la mi juillet par plusieurs opérations de ce type, surgissent et font feu. Ils sont arrêtés.

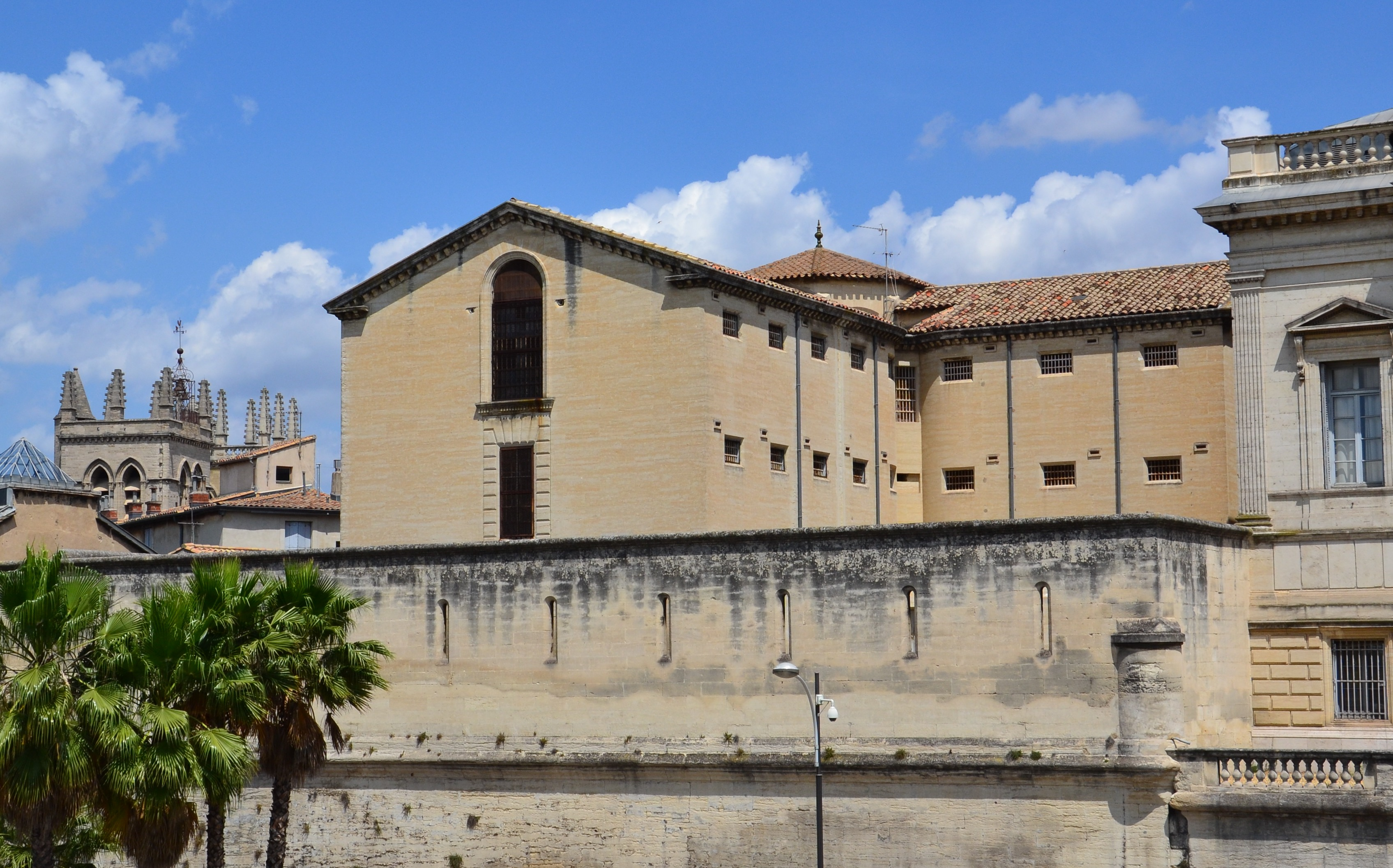
Prison de Montpellier, où Jean Cavaillès commence de rédiger son « testament philosophique » entre le 16 9 1942 et la mi novembre.

Ils sont incarcérés dans le commissariat du deuxième arrondissement de Montpellier. Le 9 septembre 1942, en application d'un décret liberticide pris avant l'Occupation par le ministre de la République Albert Sarraut, ils doivent être transférés dans un camp d'internement, mais, dans son ordre de transfert, le commissaire ne précise pas de destination, vraisemblablement parce qu'il attend une décision du préfet régional Camille Ernst. Celui-ci, soucieux d'une apparence de légalité, saisit une justice militaire qu'il pense acquise et ce n'est qu'une semaine plus tard, le 16 septembre 1942 qu'ils sont transférés dans la prison de Montpellier.
La femme de Christian Pineau profite de sa grossesse pour obtenir un droit de visite et faire passer quelques livres prêtés par Albert Lautman, qui habite Toulouse. Grâce à ceux-ci, Jean Cavaillès rédige là son « testament philosophique », dont Georges Canguilhem et Charles Ehresmann tireront une publication posthume au titre délibérément austère. Sa sœur a en tant que telle elle aussi un droit de visite et apporte les livres tirés de la bibliothèque de Jacques Perret, condisciple d'Ulm qui enseigne à la Faculté de Lettres de Montpellier. Elle informe Lucie Aubrac de la disposition des lieux, une cellule au rez de chaussée occupée par deux autres prisonniers. Lucie Aubrac, orientée par les avocats, est introduite par Vincent Badie, député déchu de l'Hérault entré dans le réseau communiste Front national, auprès du commandant de la 16e division militaire, Jean de Lattre de Tassigny, lequel sera arrêté en novembre. Le général obtient un régime de faveur et délivre un droit de visite à la jeune femme, qui se fait passer pour la fiancée de Jean Cavaillès. C'est pourquoi, au cours de l'entrevue, les gardiens détournent les yeux, permettant à une lime et une fiole de passer d'une poche à l'autre. Le soir convenu, celui-ci renonce à verser dans la soupe la totalité du chloroforme qui risquait de tuer le mouchard partageant sa cellule, un cardiaque. La pseudo fiancée aura attendu dehors avec vélos et équipe de sécurité en vain.
Le tribunal militaire français, par hostilité à l'occupant qui, le 11 novembre 1942, a envahi la Zone sud, acquittent Christian Pineau et Jean Cavaillès mais la loi d'exception décrétée du temps de la République suffit au préfet régional Camille Ernst pour passer outre au jugement rendu et prononcer un internement administratif qui sera entériné par la Section spéciale de la Cour d'appel. Le 12 novembre, ils sont emmenés en train vers le « centre de séjour surveillé » de Saint-Paul-d'Eyjeaux, près de Limoges. Durant le trajet, le premier, sans en avoir prévenu le second, s'évade.
Deux semaines et demi plus tard, dans l'après midi du 29 novembre 1942, Jean Cavaillès donne au foyer du camp une conférence sur « Descartes et sa méthode ». Dans le public, beaucoup s'attendent à des méthodes pour jouer aux cartes mais l'orateur est un vulgarisateur hors pair. Le texte de philosophie mathématique utilisé lors de la conférence serait un message codé. La fin de la conférence n'a en revanche rien de crypté. Elle évoque la traversée accomplie depuis l'embouchure de l'Elbe jusqu'à la Hollande par Descartes en 1621, au cours de laquelle le jeune philosophe, entendant les bateliers, qui ignorent qu'il comprend le flamand, comploter pour le dépouiller, dégaine le premier avec courage et succès et c'est sous un tonnerre d'applaudissements que Jean Cavaillès, citant Alain, un de ses maîtres en spinozisme, conclut par un « Il faut toujours savoir tirer l'épée ! ». Six mois plus tard, Stéphane Piobetta, ex thésard de Jean Cavaillès, conclura son dernier cours par le même slogan annonçant son départ pour les Forces françaises libres.
Jean Cavaillès, bien qu'abrité le jour dans le cabanon qui sert de bureau au docteur Henri Souplet-Mégy, souffre des mauvaises conditions d'hygiène et contracte un impétigo favorisé par une caroténodermie, le régime alimentaire étant composé exclusivement de betteraves fourragères. De sa prison, il réussit à transmettre à « Claire » quelques consignes quant à la direction de Cohors sur de petits bouts de papiers. Il confirme son adjoint et ancien élève « Gérard », desservi par sa jeunesse et sa timidité, dans les fonctions de remplaçant. La nouvelle direction provisoire, Jean Gosset, Albert Guerville, pour les questions économiques, le colonel Zarapoff, pour les questions militaires, se réunit le 18 décembre 1943 au domicile d'Élisabeth Roserot de Meslin, 119 rue de Vaugirard, qui sert de boîte aux lettres au réseau.

#### Seconde évasion (début 1943)
Jean Cavaillès s'évade le 29 décembre 1942 dans des conditions restées à bien des égards obscures. La « Zone libre » est désormais sous le commandement militaire allemand, ce qui, combiné à l'impopulaire conscription obligatoire, finira par provoquer le retournement de certains fonctionnaires français, tel le préfet régional Camille Ernst, ampliataire de l'ordre d'internement de Jean Cavaillès, ou le commissaire Jean Rousselot, poète de l'École de Rochefort qui entre alors dans Cohors mais ne réussira pas à convaincre son ami Max Jacob de se sauver. Complaisance de l'administration ou pas, Gabrielle Ferrières et son mari ont pu rendre visite à leur frère et beau frère et préparer l'évasion.
Un prisonnier communiste, qui travaille pour le camp dans un atelier situé à l'extérieur des barbelés, fait passer Jean Cavaillès pour un apprenti. Le manuscrit de celui-ci est dissimulé dans la trousse à outils. En s'enfonçant dans les onze centimètres de neige silencieuse, l'évadé rejoint la nationale. Il est trop faible pour faire les vingt kilomètres qui le séparent de Limoges, où son beau frère l'attend chez un ami. Il fait de l'auto-stop. Une voiture s'arrête. Le conducteur reconnaît la mine d'un évadé et, effrayé, s'enfuit. Une autre voiture passe. Il saute sur le marchepied d'un camion qui roule à sa vitesse, très lentement. Le camionneur le cache.
L'évasion surprend dès le matin les prisonniers, réjouis, et n'est constatée par les gardes que le lendemain à l'appel de 20 h 30, plus de temps qu'il n'en faut pour trouver le refuge convenu en ville. De là, Jean Cavaillès se rend à Toulouse, où il ne trouve pas l'adresse de son ami Albert Lautman. Reparti pour Lyon, il y retrouve Pierre Kaan, en fuite pour avoir tenté d'arrêter en gare de Montluçon un train du STO. Avec ce camarade de khâgne et Georges Canguilhem, il discutait deux ans plus tôt, à Clermont-Ferrand, du sombre avenir du socialisme hérité de la Troisième république et peut être de passer à un autre engagement. Il fait la connaissance du frère cadet, André Kaan, professeur de philosophie au lycée de Saint-Quentin qui travaillera désormais pour Cohors. Le soir des Rois, il sonne chez les Aubrac, 21 avenue Esquirol. Il y a là Pascal Copeau, Emmanuel d’Astier, Yvon Morandat, Pierre Hervé, mais pas de galette, à cause des pénuries.

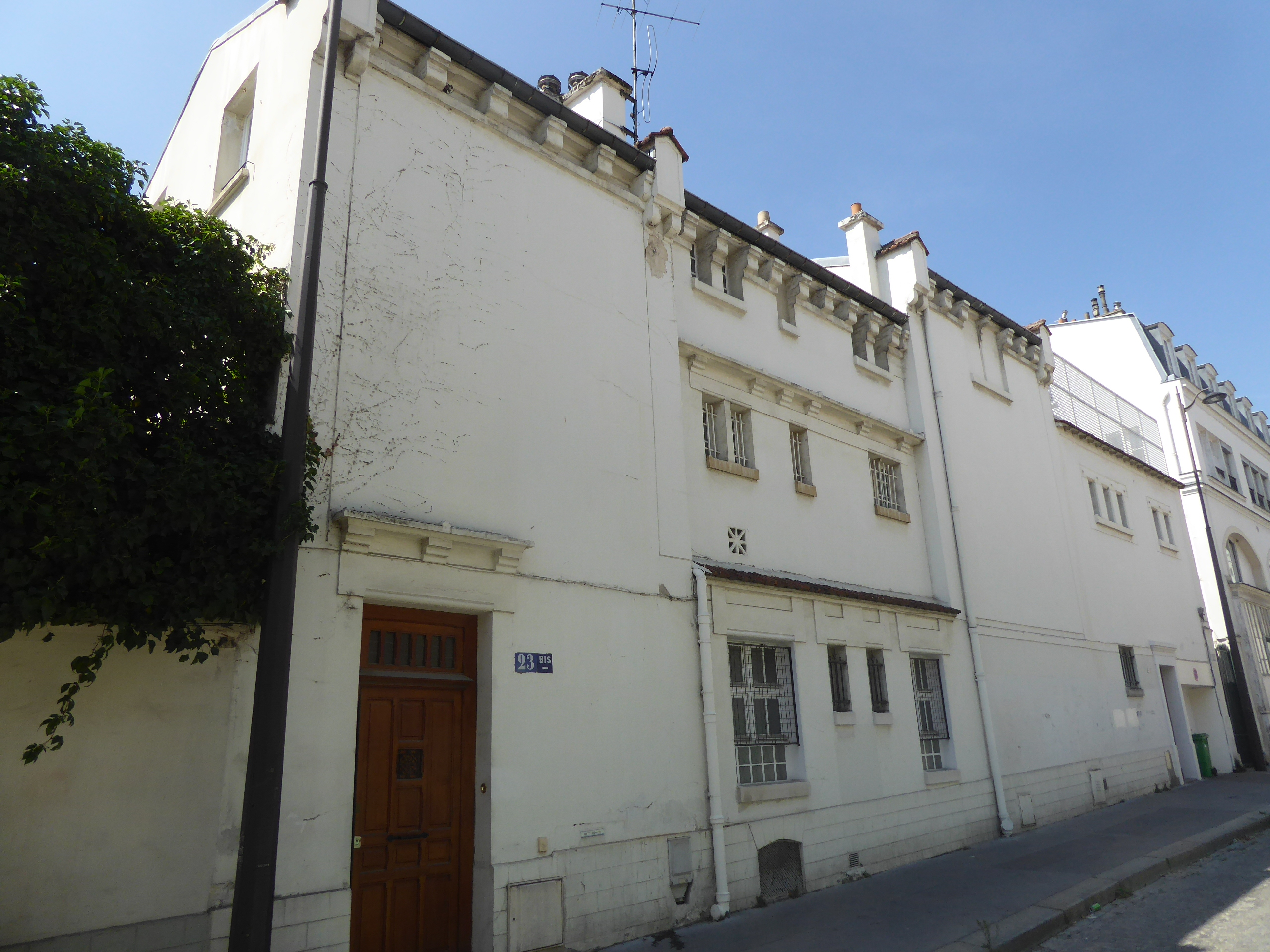
Face à la Santé, le pavillon Le Cœur, 23 bis rue Jean-Dolent, où Jean Cavaillès, évadé du camp de Saint-Paul-d'Eyjeaux, est caché en janvier 1943, y goûtant la liberté à contempler une prison.

Homme recherché par la police et la gendarmerie, Jean Cavaillès ne peut plus utiliser la couverture civile de professeur de la Sorbonne même si l'administration de l'État français, plus ou moins noyautée par les « vichysto-résistants », tarde à prononcer sa révocation du corps des cadres de la fonction publique, ce qu'elle ne fera que neuf mois après son arrestation, le 6 juin 1943. Il est entré dans une clandestinité désormais totale et rejoint Paris. Il y est hébergé par le chirurgien d'orthopédie pédiatrique Pol Le Cœur et sa femme, les parents de son camarade calviniste de Normale Charles qui habitent un pavillon, 23 bis rue Jean-Dolent, puis chez Henri et Odette Joly, relations de la famille, dans un appartement du quai d'Orléans, face au chevet de Notre Dame dont la vision est un rassérénement quotidien. Pierre Brossolette, arrivé à Paris le 12 janvier en mission pour le futur Conseil national de la Résistance, vient à sa rencontre, comme à celle d'Alfred Touny pour l'OCM, Charles Tillon pour les FTP, Pierre Villon pour Front national, Pierre Meunier représentant Jean Moulin, lui exposer le projet de séparation des actions armées de celles de renseignement décidée à son instigation par le Comité national français.

#### Dans la France libre (printemps 1943)
L'ouverture du front de l'Afrique du Nord et la défaite allemande à Stalingrad poussent « logiquement » les objectifs de la Résistance vers l'étape suivante, les bombardements des forces d'occupation puis le débarquement des Alliés. Jean Cavaillès, parti de la gare Montparnasse, est caché le 24 février 1943 dans la cale du Deux Anges, un bateau de pêche bigouden. Le HMS President He Tiot l'embarque au large des Glénan. Il arrive à Londres le 24 mars 1943. Il est accueilli par son camarade Raymond Aron qui, piètre soldat, a choisi de rester en Angleterre et, méfiant à l'endroit du gaullisme, tente de le dissuader de sacrifier ses compétences intellectuelles au combat armé.
Il est reçu plusieurs fois par le général de Gaulle, homme à ses yeux, comme à ceux de quelques autres, desservi par son inhumanité. Il lui remet la Déchirée, allégorie sculptée par Iché d'une France implorant le secours du ciel. L'inconséquence des politiciens carriéristes de la France libre l'exaspère. Les discussions ne se passent pas bien mais Jean Cavaillès finit au bout de trois semaines par obtenir l'autonomie budgétaire de Cohors en échange de son engagement de séparer l'activité de renseignement de l'action militaire et de faire exécuter sur ordre par une section spéciale un certain nombre de sabotages.
Sollicité par Simone Weil, sœur de son ami André qui, tuberculeuse, sera hospitalisée quelques jours plus tard, il refuse son offre de retourner dans la Résistance sur le territoire français, sacrifice aussi noble que voué à un échec inutile. Dans la nuit du 15 avril 1943, un Lysander le dépose dans un champ des environs de Lyons-la-Forêt, à une quarantaine de kilomètres à l'est de Rouen. Il cède sa place, dans le deuxième et dernier des avions à opérer cette nuit là, à Pierre Brossolette retournant à Londres. Porteur de missions précises et muni d'argent, il reçoit du BCRA le renfort de deux opérateurs radio qu'il était venu demander et reprend la direction de Cohors, que Jean Gosset avait continué d'assurer en son absence.

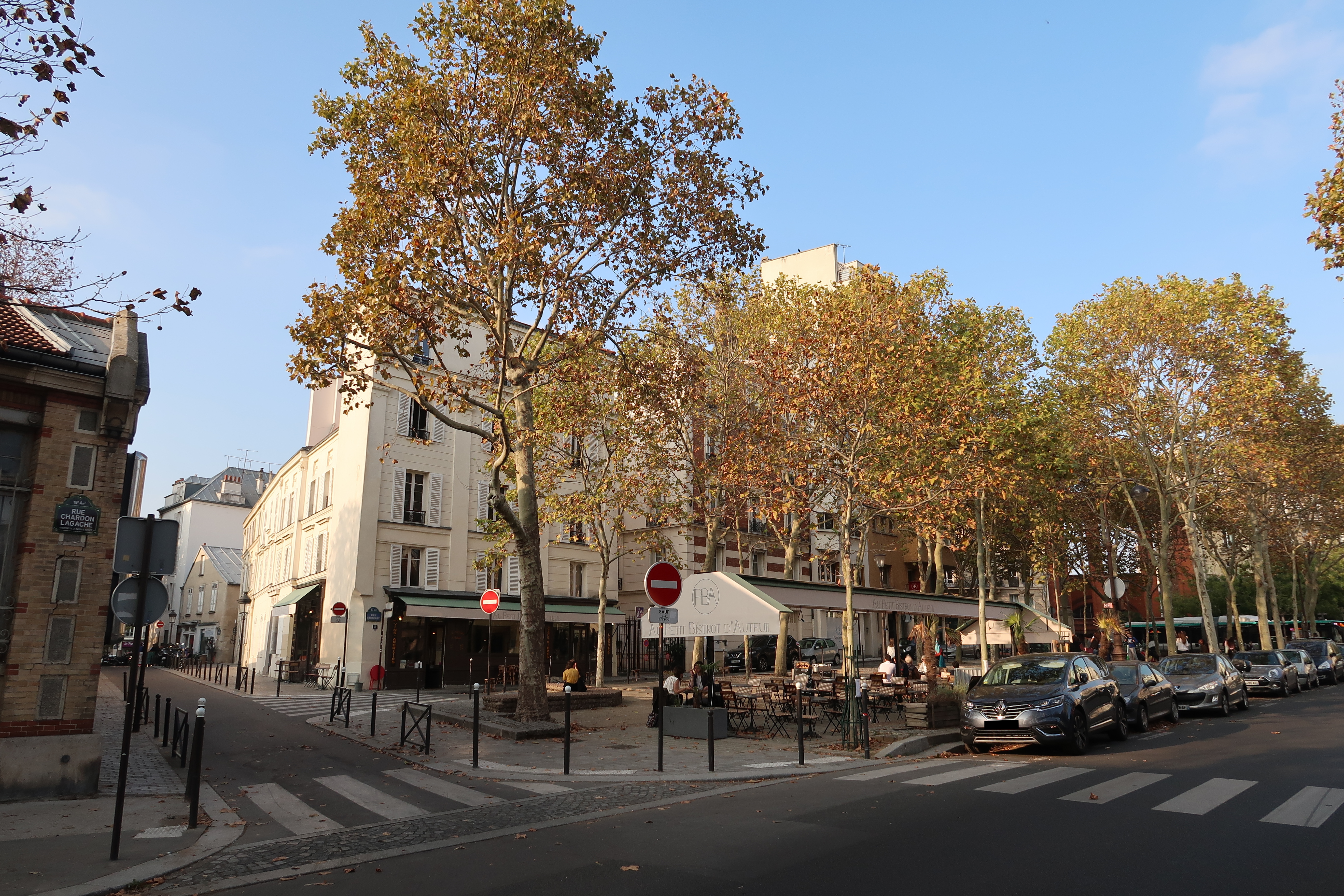
Ex bistrot « Au clocher du Village d’Auteuil », 8 bis rue Verderet, où Jean Cavaillès et Arlette Lejeune, chaleureusement accueillis par la propriétaire arborant une grande croix de Lorraine, fêtaient leurs succès.

Accueilli provisoirement par Madeleine Barthel, avenue Pierre-Ier-de-Serbie, il demande fin avril à « Claire » de l'héberger dans son studio situé sous les toits du 36 rue Chardon-Lagache, au septième étage, qui servait jusqu'alors de bureau central. Celle-ci s'installe dans la chambre de bonne et fait pour deux le peu de cuisine que permet le rationnement, limité officiellement à mille calories par personne. Le matin, après un bain glacé, il travaille à son traité de logique commencé en prison pendant qu'elle rédige les rapports. L'après-midi, ils vont ensemble de café en café à la rencontre des autres membres du réseau.
Cependant, Cohors a été infiltré par un service de contre-espionnage de l'Abwehr, la section III F 3, dite Léopold, du nom de guerre de son chef, un nationaliste flamand. Un jeune agent rémunéré par Cohors, Bernard Filoche, dit Michel, responsable du secteur de la Manche, a été arrêté une première fois en février 1943 pour du marché noir, activité inévitable pour fournir un réseau clandestin que plusieurs authentiques résistants, plus ou moins inextricablement impliqués, finissent par pratiquer pour leur confort personnel. Libéré contre renseignements et armes, il est rétrogradé début avril par Jean Cavaillès, qui a bien noté ses insuffisances mais ignore qu'il a été arrêté puis relâché. En mai, il est « retourné », pour de l'argent, cinquante mille francs. Il livre noms, adresses et fonctions. Il sera condamné après guerre à vingt ans de prison. Cette trahison, à l'origine de quinze morts par torture, seize exécutions et deux cent soixante-huit déportations dont les deux-tiers ne revinrent pas, beaucoup décédant après leur retour, permet dans un premier temps aux agents du SD dépêchés par le RSHA, de mener plusieurs opérations de Funkspiel, ce « jeu de radio » visant à berner le SOE britannique.

#### Course de vitesse contre l'ennemi infiltré (mi 1943)

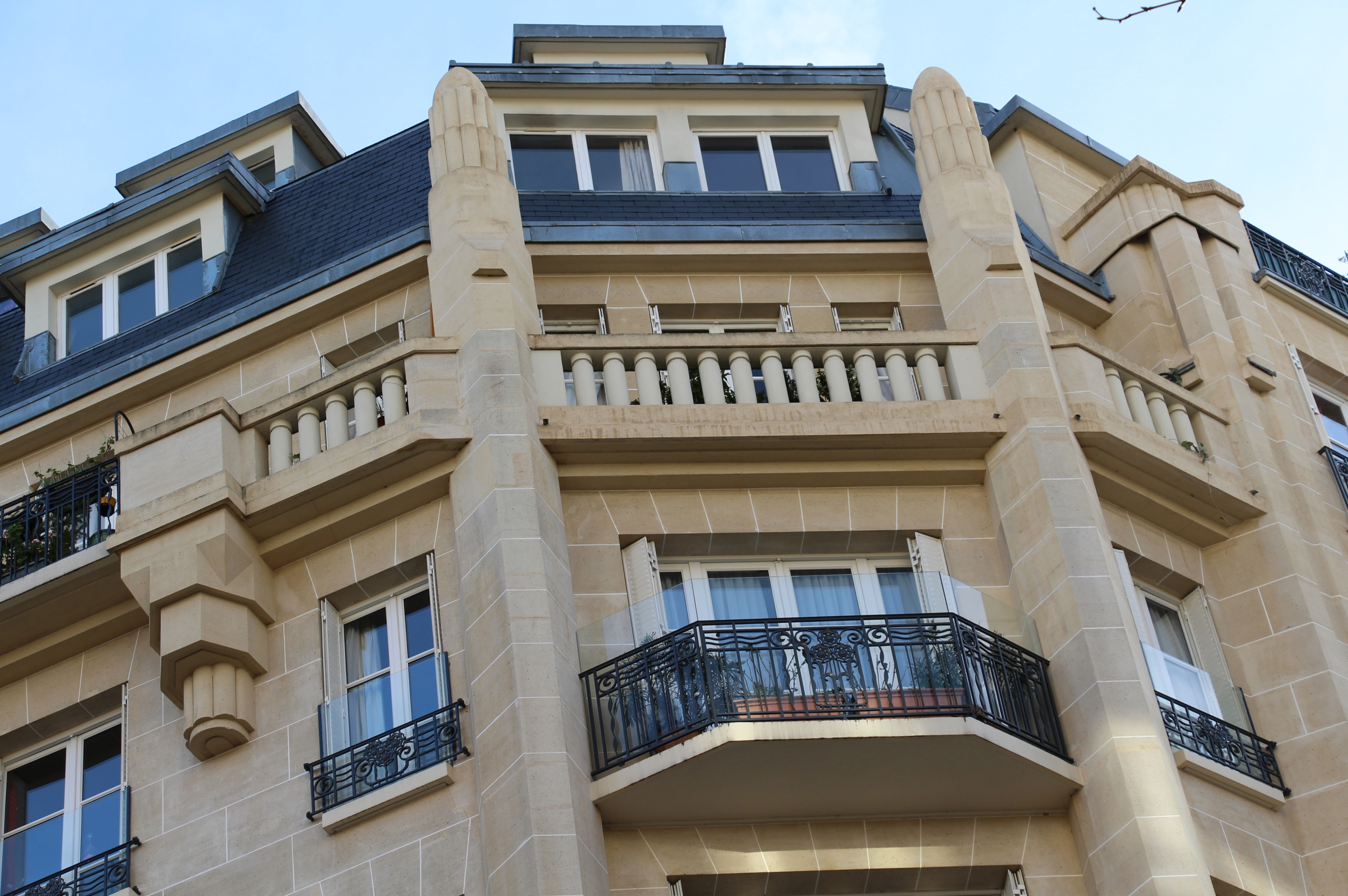
Immeuble du 13 rue Molitor où habitait avec sa femme et sa fille, une élève de « Claire », Philippe Dillemann, imprimeur qui fabriquait des faux papiers pour Cohors et chez qui étaient cachés des documents.

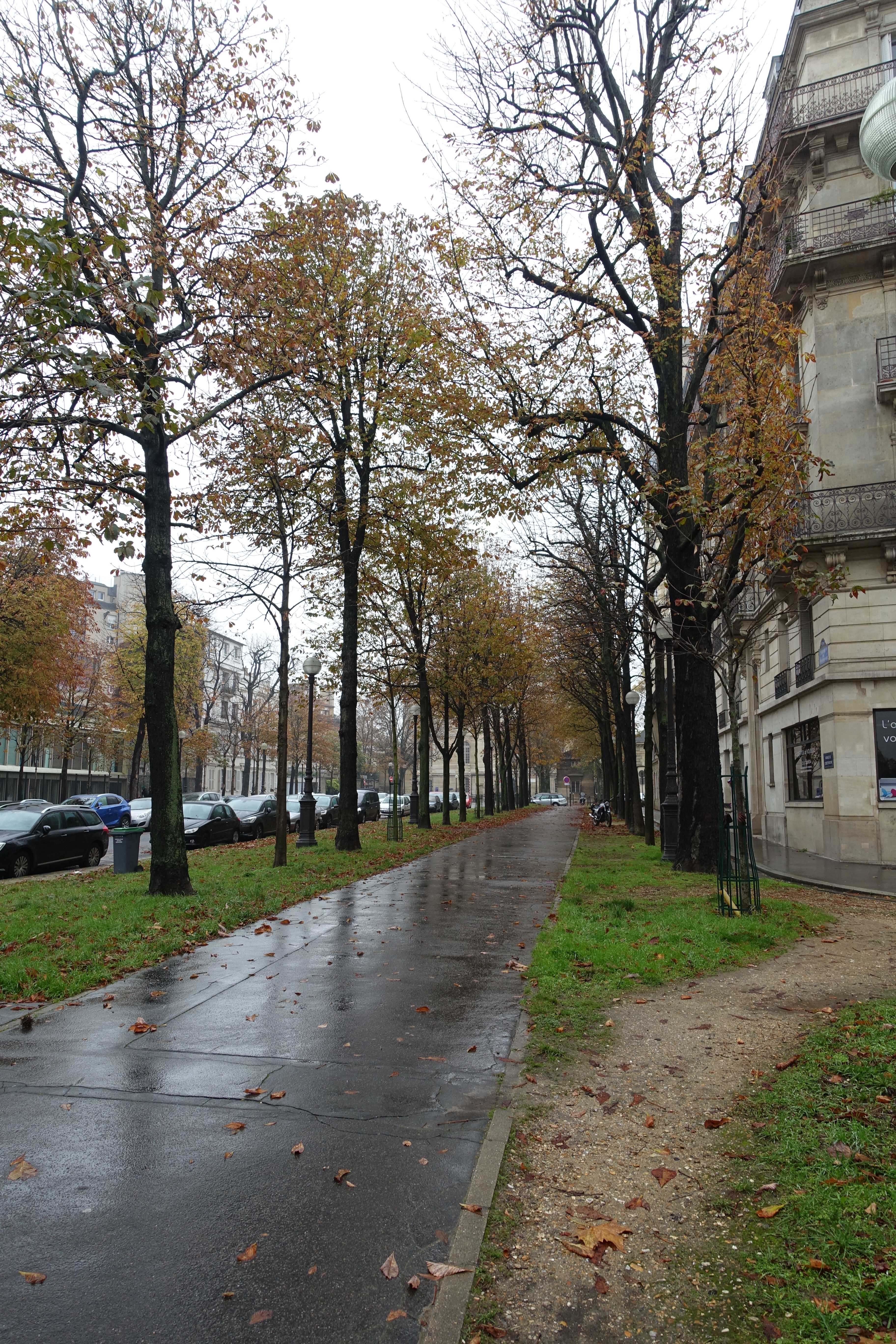
Entrée, à Paris, de l'avenue de l'Observatoire, avec, à droite, l'immeuble du 34, dernière cache, du 29 juin au 28 8 1944, au sortir de laquelle Jean Cavaillès sera arrêté.

Une perquisition faite début mai au domicile d'Élisabeth Roserot de Meslin, 119 rue de Vaugirard, où les agents parisiens de Cohors déposent leurs rapports, l'arrestation d'un camarade le 15 mai 1943, une seconde le 28 mai 1943, une autre perquisition faite en son absence dans le logement que partage désormais Jean Cavaillès avec Arlette Lejeune à Auteuil, 36 rue Chardon-Lagache, font craindre d'être suivis mais n'éveillent pas de soupçons de trahison. Les interrogatoires de ceux dont un équipier a été arrêté ne révèlent rien. Indépendamment, le 29 mai la Gestapo arrête à Rouen deux correspondants, Césaire Levillain et Suzanne Savale, qui rassemblaient des informations sur les mouvements de troupe, puis leur intermédiaire venu à Paris, Michel Corroy.
Le 28 juin 1943 vers vingt et une heure trente, rentrant d'une réunion, Jean Cavaillès et Arlette Lejeune trouvent tout le quartier de l'église d'Auteuil bouclé par la Gestapo, et il faut se réfugier précipitamment dans un appartement délabré et sale du 34 avenue de l'Observatoire qui a été sous-loué pour servir de pied à terre aux agents venus de province. Un opérateur radio du réseau CND qui se trouvait dans leur logement a été arrêté et les documents saisis en grand nombre finiront par révéler à l'Abwehr les clefs du chiffre utilisé par Cohors. Piétinant de rage toute la nuit, Jean Cavaillès sait qu'il est face à l'échec qu'il savait inévitable et qu'il est désormais sous la surveillance de traîtres.
Cependant, il consacre ses moyens au renseignement sur les radiophares de la côte. C'est la mission Ramier, qu'il confie à son ami de Normale Yves Rocard, physicien déjà renommé. Il confie en outre à Jean Gosset la direction d'une section Action immédiate promise au BCRA, le GRAC, pour s'attaquer aux installations de la Kriegsmarine en Bretagne, cible prioritaire des Forces britanniques où Cohors dispose de cinquante-neuf agents. Grâce à une complicité, il pénètre lui-même, déguisé en ouvrier et muni d'un laissez-passer, dans la base sous-marine de Lorient, d'où la Kriegsmarine mène la sa guerre sous-marine. Pendant une journée et une nuit, il note à loisir des informations qui serviront au BCRA. Il participe à certaines des actions de sabotage, seul ou au sein de groupuscules convaincus, comme lui, que l'action militaire et paramilitaire offensive est plus importante que la propagande.
Cette conviction partagée ne l'est pas par le comité directeur de Libération-Nord, avec lequel Cohors, en plein accord avec « Rex », acte en juillet la rupture attendue par le BCRA depuis plus d'un an. L'unification de la Résistance y est sacrifiée aux questions du futur équilibre des pouvoirs préparant l'après-guerre. Sans doute y a-t-il aussi eu des désaccords quant au commandement de divers groupes et à la stratégie à suivre. Alors que six mois plus tôt, en janvier 1943, Libération-Sud acceptait la proposition de Jean Moulin de fusionner dans les Mouvements unis de la Résistance, les directeurs de Libération-Nord craignent de voir leur projet socialiste escamoté par le gaullisme. En décembre 1943, Libération-Nord rompra ouvertement avec les MUR et placera ses hommes au sein des Comités départementaux de Libération.
Jean Cavaillès n'est pas moins rebuté par le jeu politique des gaullistes. Quand fin juillet ou début août 1943 à la suite de l'arrestation de Caluire, Claude Bouchinet-Serreulles, qui assure l'intérim à la direction du Conseil national de la Résistance, le sollicite pour prendre des fonctions politiques, peut-être remplacer Jean Moulin, il refuse catégoriquement.
L'implication clandestine d'un seul homme dans des fonctions parallèles devient écrasante. La multiplication de ses pseudonymes, correspondant à autant d'usages, en témoigne : Marty, Hervé, Chennevières, Bucéphale, Pégase, Carrière, 95078, Benoît, Crillon, Luc. « Là où est le danger, là aussi doit être le chef. » Il est présent lors des parachutages, au cours desquels sont récupérés armes, missions et argent. Celui-ci ne permet pas de payer la solde des agents avec régularité. Les ordres venus de Londres sont souvent d'un irréalisme consternant et les délais trop courts obligent à prendre le risque démesuré de faire confiance à des quasi inconnus. À plusieurs reprises, il révèle à son insu jusque dans l'intimité le visage de la Méduse qui habite un chef aux impératifs surhumains.

#### Dans le piège de l'Abwehr (fin 1943)

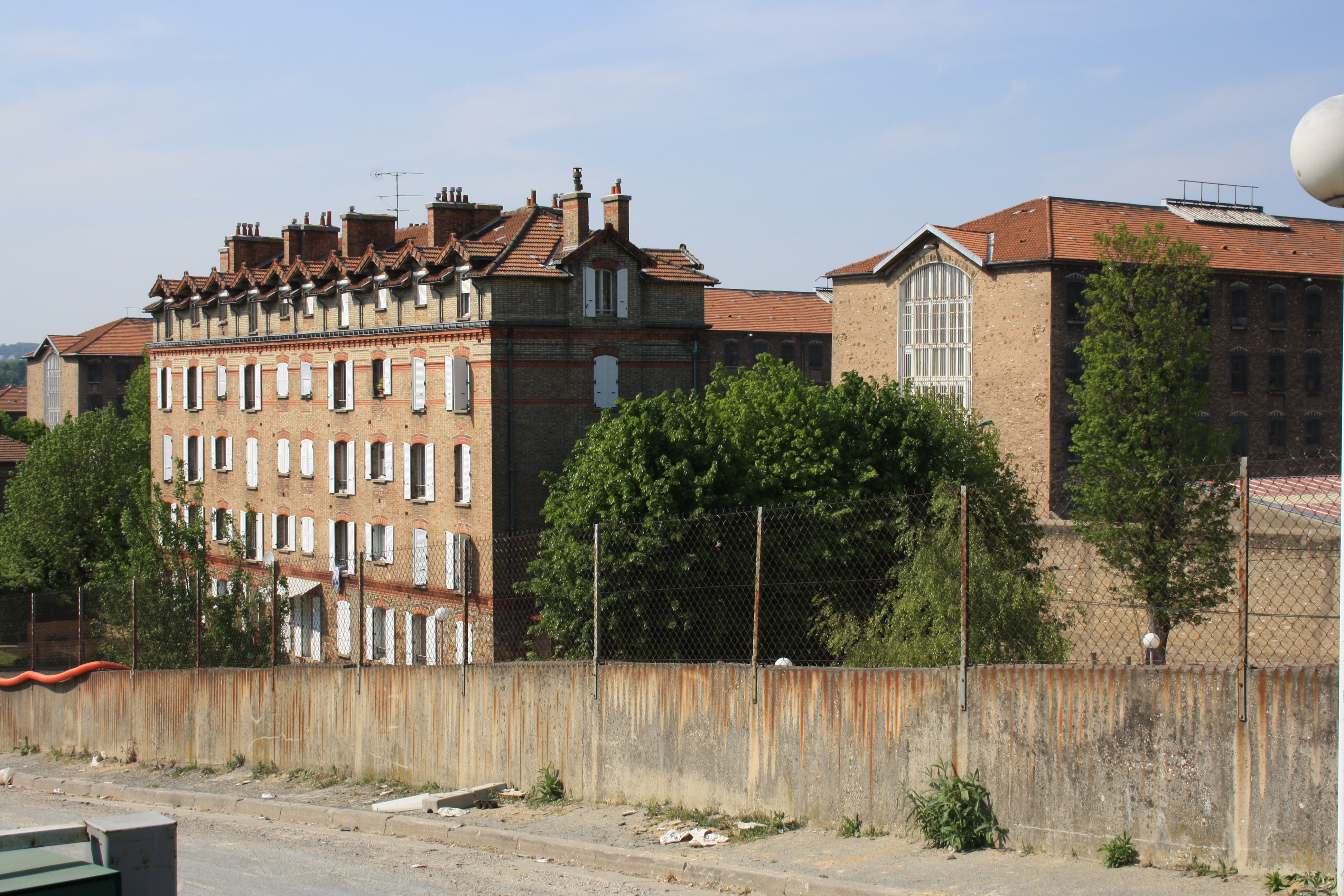
La prison de Fresnes, antichambre, comme celle de Romainville, du Frontstalag 122 et de la déportation.

Le 25 août 1943, « Michel », de connivence avec des agents de l'Abwehr, se rend place Saint-Augustin à la rencontre d'Agnès Goetschel, une des principales responsables au sein de Cohors, chef des régions Normandie et Belgique en lien direct et très régulier avec Jean Cavaillès. Elle est arrêtée au sortir du rendez-vous une station de métro plus loin, Miromesnil. Au cours d'un interrogatoire sans violence, il lui est annoncé, par un officier épuisé et parfaitement francophone, que tout le réseau est en train d'être arrêté.
Jean Cavaillès est arrêté à son tour le 28 août 1943 en pleine rue, boulevard Saint Michel, entre les gares Port-Royal et Luxembourg. L'arrestation se fait dans un déchaînement de violence. Les agents de l'Abwehr qui l'arrêtent connaissent son vrai nom. Il est conduit non loin de là dans un l'hôtel restaurant dont la section Leopold a fait son siège, le Cayré, 4 boulevard Raspail, où, trois jours plus tôt, Agnès Goetschel était interrogée. Y sont amenés en début de soirée six autres membres de Cohors, dont Pierre Thiébaut, responsable des codes, Gabrielle Ferrières, la sœur de Jean Cavaillès, et le mari de celle-ci, Marcel Ferrières, qui centralise les renseignements économiques avant transmission au BCRA. Ces deux derniers ont été arrêtés par un unique gestapiste dans l'appartement du 34 avenue de l'Observatoire, qui sert de bureau central et de cache à Jean Cavaillès depuis le 16 mai, alors qu'ils pensaient y rejoindre celui-ci pour partager, en cette belle soirée d'été, victuailles et documents de liaison. Ceux-ci ont pu être brûlés in extremis au cours d'une bagarre. Dans l'hôtel Cayré, la sœur et le beau-frère entendent de longues heures durant le supplice infligé dans la pièce qui se trouve au-dessus d'eux. Tous les sept sont incarcérés à Fresnes.
Dans la première quinzaine de septembre, Jean Cavaillès est confronté à Agnès Goetschel. Prostré, il se limite à déclarer : « J'ai vu une fois Madame avec Thiébaut et il est exact qu'elle venait de Normandie. »
Il est libéré au plus tard mi-octobre, procédé habituel pour organiser une filature. Sa sœur, restée au secret, n'en saura jamais rien. Il organise une réunion dans l'appartement d'un membre du réseau, à Montparnasse. La Gestapo intervient alors que tout le monde est descendu au restaurant, en pantoufles, et personne n'est arrêté. L'appartement, où tous les documents ont été simplement glissés sous le tapis, n'est pas même fouillé. Jean Cavaillès trouve refuge 15 rue des Ursulines, chez Maurice Janets, membre du Comité de résistance universitaire clandestin et futur secrétaire général du Syndicat national des enseignements de second degré.

### Ultime combat

#### Berner ses tortionnaires (décembre 1943)

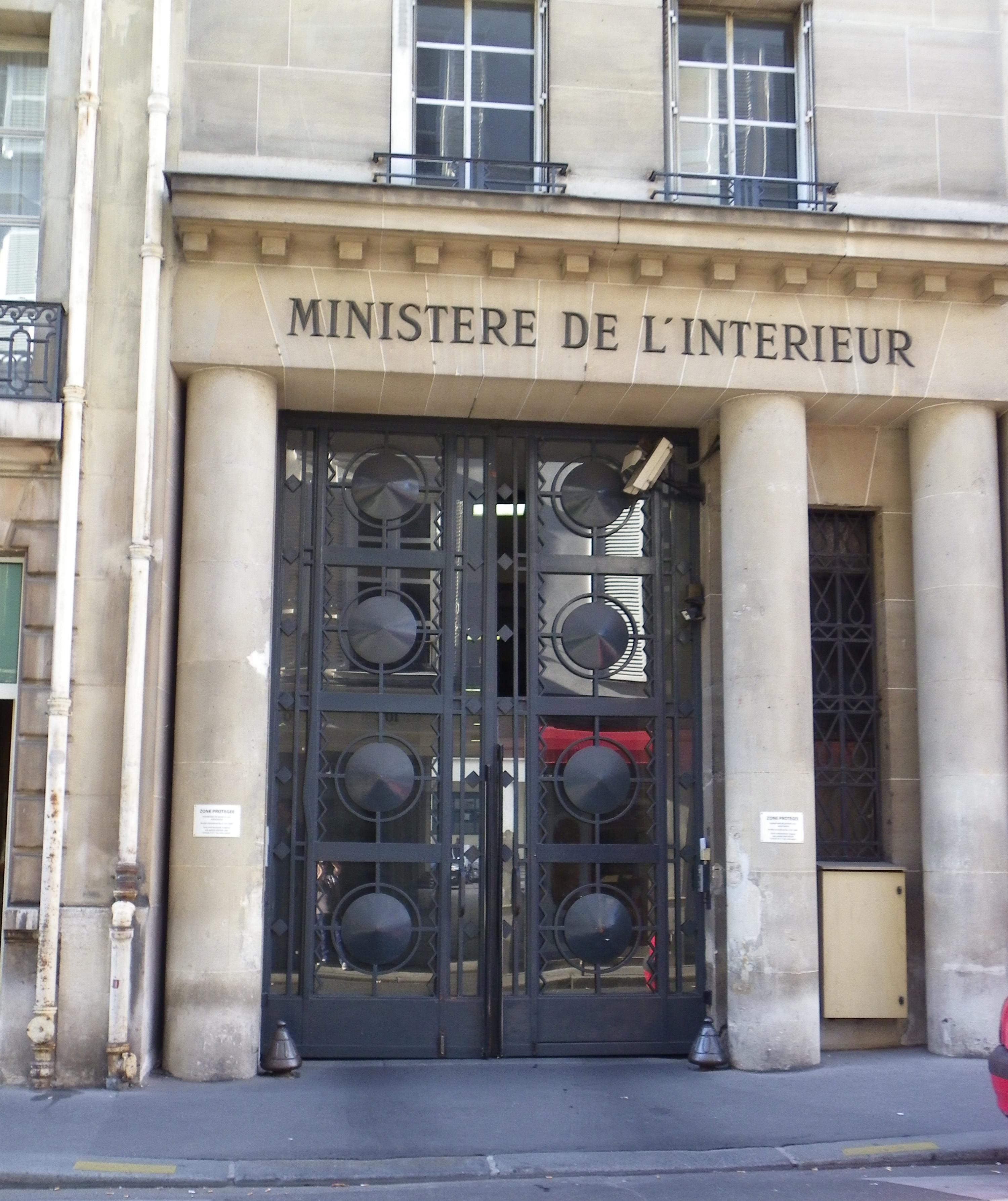
L'entrée aujourd'hui du centre de torture aménagé en 1941 par le capitaine SS Nosek 11 rue des Saussaies.

Jean Cavaillès est arrêté de nouveau au plus tôt à la mi-novembre. Il est extrait douze fois de la prison de Fresnes pour être interrogé dans les annexes de l'hôtel de Beauvau, 11 rue des Saussaies et rue Cambacérès. Entre deux interrogatoires, les prisonniers sont attachés à un anneau dans un cagibi qui avait servi de placard à balais. Il a appris des enquêteurs qu'ils n'ignorent aucun détail de son parcours et savent qu'il est le chef d'un des huit principaux réseaux de résistance. Seules les preuves manquent, et les aveux.
Il ne parle pas, cite à ses tortionnaires l'impératif catégorique de Kant et convoque devant eux la figure d'Egmont de Beethoven, s'accuse des faits reprochés à ceux des suspects qui lui sont présentés, tel Yves Grosrichard ou Jean Ogliastro, et Cohors survit. Les deux-tiers de ses huit cents membres échappent aux arrestations. Les « pianistes » ont été mis « en sommeil » pour quelques mois.
Gabrielle Ferrières est libérée en décembre. Le 31 décembre 1943, son frère, l’air abattu, est vu entouré d'officiers allemands au siège de l'Abwehr, l’hôtel Lutetia.
Le 18 janvier 1944 il est transféré par train de la prison de Fresnes vers le camp de Royallieu, à Compiègne, avec les autres membres du réseau arrêtés. Ils y arrivent le 19 janvier 1944 et se savent en attente d'être déportés. Un papier jeté du train en gare et adressé à Gabrielle Ferrières apprend à celle-ci, ce qui est peut-être un pieux mensonge, que son mari et son frère ont « santé et moral excellents ». Jean Cavaillès, matricule 24050, est inscrit sur la liste du convoi du 22 janvier en partance pour Trèves puis Buchenwald.

#### Procès militaire (début 1944)
Le 21 janvier 1944, veille de sa déportation programmée, Jean Cavaillès est retenu pour « complément d'instruction ». L'« affaire Marty » connaît en effet un revirement. Les recoupements ont permis aux enquêteurs de déterminer que l'énigmatique et introuvable « Daniel », auteur dans la Zone nord des sabotages du Groupe d'Action immédiate, alias GRAC, n'est autre que Marty. Celui-ci ne reconnaît qu'une activité de renseignement économique mais s'il est accusé non pas seulement d'espionnage mais aussi de sabotage, il ressort à la justice militaire. Emmené par une escorte de la Gestapo hors du bureau du commandant du camp, le capitaine d'assaut SS Heinrich Illers (de), il est séparé de ses camarades.
Le 2 mars 1944, sinon un des jours suivants, une voiture emportant le colonel Touny, commandant de l’Organisation civile et militaire extrait de la prison de Fresnes, emmène Jean Cavaillès du camp de Royallieu, « Frontstalag 122 », à la prison d'Amiens, où André Tempez, chef régional de l'OCM arrêté le 12 novembre précédent, est pris à bord à son tour. Remis aux autorités du 65e corps d’armée que commande le général d'artillerie Erich Heinemann, les trois hommes sont conduits jusqu'à Arras et enfermés dans des cellules à l'intérieur de l’Hôtel du Commerce réquisitionné par l'état-major, 27 rue Gambetta, actuel 24. C'est là qu'est logée l'équipe spéciale chargée de trouver dans les environs un site de lancement pour six missiles V2. Les trois prévenus sont ensuite, le temps de l'instruction, internés à la caserne Schramm.

#### Exécution
Des personnes influentes interviennent en faveur de Cavaillès : Gaston Bachelard, son supérieur hiérarchique à la Sorbonne, le prix Nobel Louis de Broglie, mais aussi des vichystes, Jérôme Carcopino, en tant que directeur de l'ENS, Marcel Déat, qui l'avait précédé au secrétariat du CDS. Le général Bérard, président de la Délégation française auprès de la Commission allemande d’armistice, saisit celle-ci le 17 mars 1944. Après un rejet, le général Vignol reformule le recours en grâce le 31 mars. Son argument que le prévenu « représente une valeur culturelle indiscutable » est entendu mais il sera répondu à la mi-juin que Jean Cavaillès a été jugé au début de l'année par un tribunal militaire allemand, condamné à mort et immédiatement exécuté. La date du 17 février 1944, correspondant vraisemblablement aux premières exécutions, sera retenue comme celle du décès de Jean Cavaillès jusqu'en 2015, quand le recoupement des témoignages et la reconstitution précises des événements viendra l'infirmer.

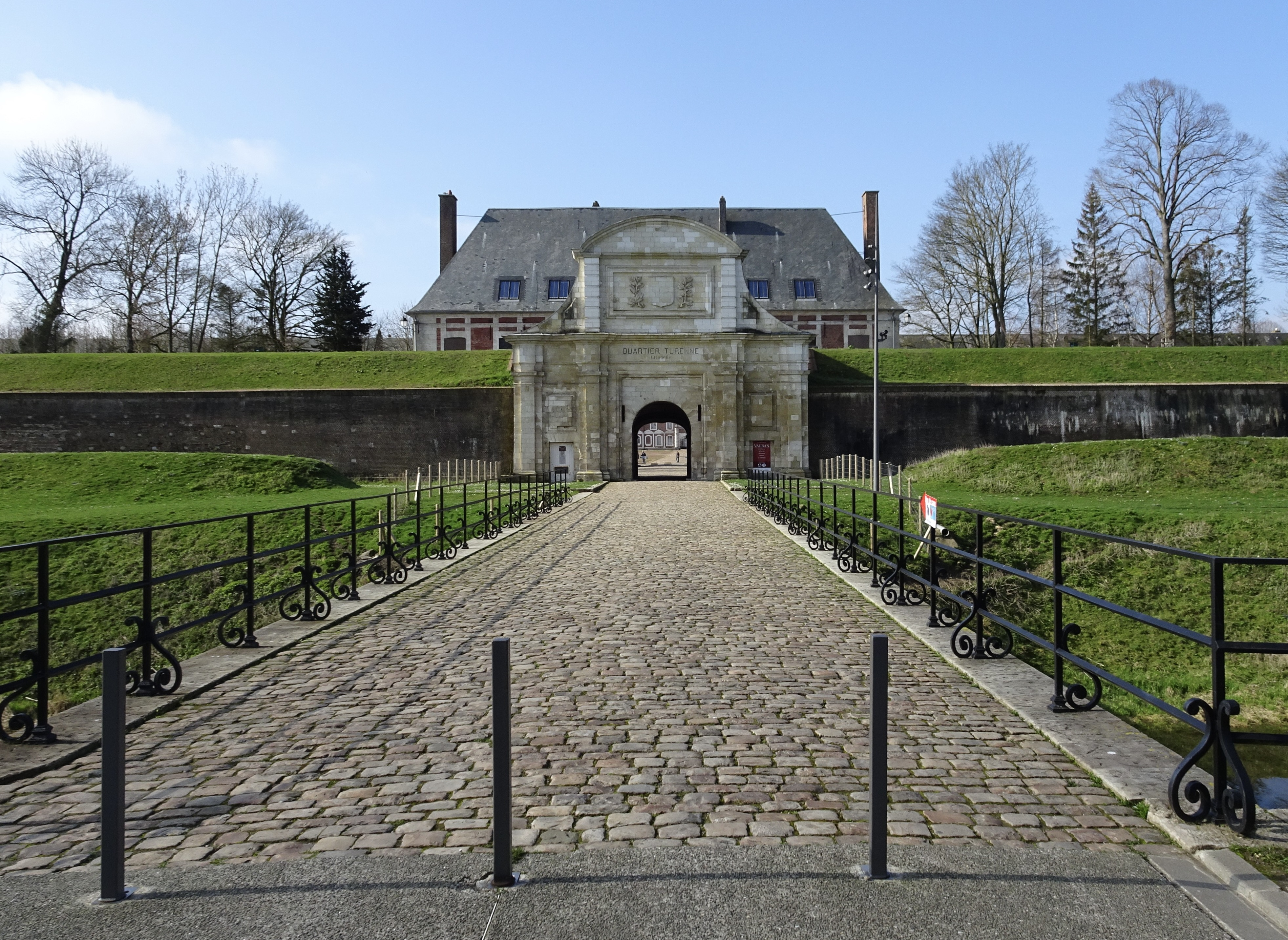
Entrée dans l'enceinte de la citadelle d'Arras construite par Vauban. À droite et à gauche, une partie des fossés.

Ce n'est que le matin du 4 avril 1944, un mois et demi après l’exécution des membres de l'Affiche rouge et les arrestations de Robert Desnos et de Max Jacob, que Cavaillès comparaît devant un tribunal militaire allemand et est fusillé aussitôt après, dans les fossés de la citadelle d'Arras. Il est enterré avec onze autres corps à même les douves. Les bourreaux connaissaient les vrais noms de leurs victimes. L'absence d'inscription a un but de damnatio memoriae prévenant les éventuelles poursuites futures pour crime de guerre sur la base du chapitre II de la Convention de La Haye relatif aux prisonniers de guerre.
Grâce aux contacts de Jean Ogliastro, Jean Gosset réactivera le réseau, sous le nom d'Asturies, et le réorganisera de façon mieux cloisonnée mais aussi plus efficace, avant d'être à son tour, en avril 1944, arrêté et déporté. Daniel Appert puis Albert Guerville prendront sa suite.
En octobre 1944, peu après la Libération, les corps des fossés du pentagone d'Arras seront relevés et enterrés dans un carré commun d'un coin du cimetière de la ville, chacun sous une croix de bois. La dépouille de Jean Cavaillès sera recensée en mairie comme celle de l'« Inconnu no 5 ». Le 25 juin 1945, elle sera reconnue par sa sœur grâce aux descriptions enregistrées lors de l'exhumation et à son portefeuille en cuir vert mais noirci contenant les photographies effacées de leurs parents et archivé sur place. Elle sera transférée le 8 juin 1946 avec celles de onze autres universitaires dans la crypte de la chapelle de la Sorbonne, chacune sous une lourde dalle de marbre rose moucheté. Une première cérémonie solennelle y sera célébrée le 11 novembre suivant en présence du président de la République Vincent Auriol, du ministre de l’Éducation nationale Marcel-Edmond Naegelen et du recteur Jean Sarrailh. En 1952, le mausolée recevra l'urne funéraire des cinq martyrs du lycée Buffon.

## Œuvre

### Travail éditorial
- E. Noether & J. Cavaillès, Briefwechsel Cantor-Dedekind, Coll. Actualités scientifiques et industrielles, no 518, Hermann, Paris, 1937, 60 p.
- Libération, hebdomadaire des Français libres, Lyon, juillet 1941  (ISSN 2268-0292).
- Libération, organe des Mouvements unis de Résistance. Édition zone occupée., Paris, août 1941 - août 1942  (ISSN 2268-0292).
- Libération, hebdomadaire de la Résistance française. Édition Nord., Paris, janvier 1943 - août 1943  (ISSN 2268-0292).

### Travaux universitaires
Mémoire de diplôme d'études supérieures en mathématiques présenté en Sorbonne
- La philosophie et les applications du calcul des probabilités chez les Bernoulli, Faculté des sciences de l'Université de Paris, Paris, 1926.

Thèses de doctorat soutenues en Sorbonne
- Remarques sur la formation de la théorie abstraite des ensembles, Coll. Actualités scientifiques et industrielles. Le Progrès de l'esprit, Hermann, Paris, 1938, 2 vol., 146 p.
  - Chapitre I "Préhistoire : nombres irrationnels, série trigonométrique, théorie de la croissance". Chapitre II "La création de cantorienne", no 7.
  - Chapitre III "Dedekind et la chaîne. Les axiomatisations, Zermelo, Fraenkel, von Neumann., no 8.
- Méthode axiomatique et formalisme. Essai sur le problème du fondement des mathématiques., Coll. Actualités scientifiques et industrielles. Le Progrès de l'esprit., Hermann, Paris, 1938, 3 vol., 196 p., facs. 1981, 1 vol.  (ISBN 2-7056-5941-2).
  - Le problème du fondement des mathématiques, no 9.
  - Axiomatique et système formel, no 10.
  - La non-contradiction de l'arithmétique, no 11.

Συμπόσιoν
Séances d'initiation données rue d'Ulm aux Normaliens inscrits en Sorbonne dans le cadre d'un cours d'histoire des sciences physiques organisé par André Lalande.
- Théorie des ensembles, 1933-1934[63].
- Logistique, 1934-1935.
- Logique, 1936-1937.

À la demande pressante des élèves, le cours a été maintenu alors que Jean Cavaillès enseigne en semaine au lycée d'Amiens.
- L'espace et le temps, 1939-1940[88].

Le « symposium » est restauré à l'Université de Strasbourg, qui s'est réfugiée à Clermont-Ferrand, et s'appuie largement sur les ouvrages, qui sont interdits de Léon Brunschvicg, alors exilé à Aix-les-Bains, en Zone sud, en vertu de l'article 2, alinéa 5, du « statut des Juifs ».
Cours en Sorbonne
- Causalité, nécessité et probabilité., 1941-1942.

À la demande de Gaston Bachelard, Jean Cavaillès en préparait une édition destinée aux Presses universitaires de France.

### Articles et conférences
Philosophie morale et religieuse
- « Éducation morale et laïcité (à propos de l’introduction de la sociologie dans les écoles normales primaires) - I », in Foi et Vie, cahier B, no 2, p. 1-14, Paris, 16 janvier 1928.
- « Éducation morale et laïcité (à propos de l’introduction de la sociologie dans les écoles normales primaires) - II », in Foi et Vie, cahier B, no 3, p. 17-29, Paris, 1er février 1928.
- « Au Barrès du Culte du moi », in Foi et vie, no 18 cahier A, p. 1031-1040, 1er novembre 1928.
- « La Philosophie de Plotin d'Émile Bréhier », in Foi et vie, no 20, p. 1166-1175, 1er décembre 1928.
- Compte rendu, in Die II. Davoser Hochschuhlkurse 17. März bis 6. April / Les IIes Cours universitaires de Davos du 17 mars au 6 avril 1929, p. 65-85, Heintz, Neu & Zahn, Davos, 1929.
- « Œcuménisme et missions », in Cahiers de Foi et Vie, no 1 "Le Monde non chrétien", p. 45-58, Paris, 1931.
- « Un mouvement des jeunes en Allemagne », in Annales, t. VII, no 2, p. 148-174, Université de Paris, Paris, 1932.
- « Crise du protestantisme allemand », in Esprit, vol. II, p. 306-316, 1933.

Rééd. in Philosophia Scientiae, vol. III, no 1, p. 37-47, Université de Lorraine, Nancy, 1998.
- « Le conflit à l’intérieur du protestantisme allemand », in Politique, no 2, p. 179-183, Bloud & Gay, Paris, 1934.
- « La crise de l’église protestante allemande », Politique, no 12, p. 1036-1042, Bloud & Gay, Paris, 1934.

Philosophie des sciences
- « Sur la deuxième définition des ensembles finis donnée par Dedekind », in Fundamenta Mathematicae, t. XIX, p. 143-148, Académie polonaise des sciences, Varsovie, 1932.
- « L'École de Vienne au Congrès de Prague », in Revue de métaphysique et de morale, XLII, p. 137-149, Presses universitaires de France, Paris, janvier 1935.
- « Formalisme et expression d'une structure mathématique. », ICM, Oslo, 14 juillet 1936, ms. non déposé.
- « Logique mathématique et syllogisme », in Revue philosophique de la France et de l’étranger, no 123, p. 163-175, Presses universitaires de France, Paris, avril 1937.
- « Réflexions sur le fondement des mathématiques », in Travaux du IXe Congrès international de philosophie, t. VI, p. 136-139, Coll. Actualités scientifiques et industrielles, no 535, Hermann, Paris, 1937.
- « Contribution à la discussion d’une conférence de F. Gonseth aux entretiens d’Amersfoort », in Conceptions modernes de la raison, Coll. Actualités scientifiques et industrielles, no 850, p. 40-43, Hermann, Paris, 1939.
- « Introduction », in A. Lautman, préf. R. Aron, Nouvelles recherches sur la structure dialectique des mathématiques, Coll. Actualités scientifiques et industrielles. Essais philosophiques, no 1, Hermann & Cie, Paris, 1939, 58 p.
- « Du collectif au pari », in Revue de métaphysique et de morale, no XLVII, p. 139-163, Presses universitaires de France, Paris, 1940.

Posthumes
- « La théorie de la science selon Bolzano », in Deucalion, no 1, p. 196-202, Paris, 1946.
- « La pensée mathématique », in Bulletin, t. XL, p. 4-13, Société française de philosophie, Paris, 1946.

Conférence et discussion avec A. Lautman lors de la séance de la SFP du 4 février 1939.
- « Mathématiques et formalisme », in Revue internationale de philosophie, vol. III, no 8, p. 158–165, Bruxelles, avril 1949.

Brouillon sur l'axiomatisation, la cohérence et la complétude de la théorie de la preuve de Hilbert, les théorèmes de complétude et d'incomplétude de Gödel.

### Essais posthumes
- Transfini et continu, Hermann, Paris, 1947, 20 p..

Reçu en septembre 1941 à la Revue philosophique alors censurée par le COIACL de Vichy.
- Préf. G. Canguilhem & Ch. Ehresmann, Sur la logique et la théorie de la science, PUF, Paris, 1947, 78 p.

Rééd. préf. G. Bachelard, PUF, Paris, 1960, 80 p., rééd. Vrin, Paris, 1976, rééd. 1986, rééd. 1987  (ISBN 2-7116-0117-X).
Rééd. préf. J. Sébéstik (cs), Vrin, Paris, mars 1995, rééd. 1997, rééd. 2008, 158 p.  (ISBN 9782711612871).
Traité de logique confié dactylographié à Gabrielle Ferrières à la mi mars 1943, avant le départ pour Londres, comme « testament philosophique », sans les notes de bas de page prévues et avec une introduction dont l'auteur, faute de temps, restait insatisfait à cette date. Les remaniements rédigés à partir de la mi avril ont été abandonnés sur place lors de la fuite du 28 juin 1943. Quelques feuillets de ce second tapuscrit ont été sauvegardés.

### Recueils posthumes
- Préf. R. Aron, Philosophie mathématique, Hermann, Paris, 1962, rééd. 1984, 274 p.  (ISBN 2-7056-5047-4).
  - « Remarques sur la formation de la théorie abstraite des ensembles ».
  - E. Noether & J. Cavaillès, trad. R. Martin, « Correspondance Cantor-Dedekind ».
  - « Transfini et continu ».
- Préf. B. Huisman, post. G. Canguilhem, Œuvres complètes de philosophie des sciences, Hermann, Paris, 1994, 686 p.  (ISBN 2-7056-6221-9).
- G. Heinzmann, « Jean Cavaillès », in Philosophia Scientiæ. Travaux d'histoire et de philosophie des sciences. Studien zur Wissenschaftsgeschichte und -philosophie, vol. III, no 1, Kimé, Paris, 1998, 174 p.
  - « Un mouvement des jeunes en Allemagne », p. 1-21.
  - « L'Allemagne et le Reichstag », p. 23-35.
  - « Crise du protestantisme allemand », p. 37-47.
  - « Le conflit à l'intérieur du protestantisme allemand », p. 49-54.
- H. Benis Sinaceur, « Lettres à Étienne Borne (1930-1931) », in Philosophie, no 107, p. 3–45, Éditions de Minuit, Paris, 2010, 96 p.  (ISBN 9782707321312).
- H. Benis Sinaceur, « Lettres inédites de Jean Cavaillès à Albert Lautman. », in Revue d'histoire des sciences, t. XL, no 1 "Mathématique et philosophie : Jean Cavaillès et Albert Lautman.", p. 117-128, Armand Colin, Paris, 1987  (ISSN 1969-6582).

### Poésie inédite
Jean Cavaillès a laissé quelques poèmes dada en recommandant à sa sœur de ne pas les publier mais que celle-ci a jugé, certains du moins, réussis.

## Approche de son œuvre
« Une même condamnation, dans la pensée de Cavaillès, liquidait le psychologisme et l'historicité. Il a écrit dans une formule d'une merveilleuse densité : « Il n'y a rien de si peu historique [...] que l'histoire des mathématiques. » »

— Gaston Bachelard, « L'œuvre de Jean Cavaillès », 1950.

### Le saut cavaillèsien
Jean Cavaillès s'inscrit dans la voie des logiciens français initiée par Louis Couturat malgré l'opposition d'Henri Poincaré, conventionnaliste, et brillamment illustrée par les jeunes Jean Nicod et Jacques Herbrand, morts prématurément en 1924 et 1931, mais une voie déjà, enfin libérée de tout apriori métaphysique, qu'il soit kantien, platonicien, idéaliste, empiriste.
Ses deux thèses soutenues en Sorbonne le 22 janvier 1938, Méthode axiomatique et formalisme et Remarques sur la formation de la théorie abstraite des ensembles, inscrivent tardivement la France sur la carte mondiale de la philosophie des mathématiques. Ces synthèses critiques discutent en détail et en profondeur la genèse de la théorie des ensembles et la crise des paradoxes qui en était issue, ainsi que l'évolution des trois grandes écoles ambitionnant de la résoudre, l'intuitionisme, le logicisme et le formalisme. Ce faisant, elles réussissent à ouvrir les épistémologues français aux grandes contributions des mathématiciens et logiciens de l'école allemande de Göttingen et Hambourg, le formalisme hilbertien et la théorie de la démonstration.
Elles préfigurent en cela leur dépassement, ou tentative de dépassement, que seront dans l'après guerre les travaux fondateurs du groupe Bourbaki actif depuis l'été 1934, Szolem Mandelbrojt, Jean Delsarte, Henri Cartan, Jean Coulomb, René de Possel, Charles Ehresmann, André Weil, Jean Dieudonné, Claude Chevalley, et leur projet de reconstruction des mathématiques proprement dites. Sans être membre du groupe, n'étant pas un chercheur en mathématiques, Jean Cavaillès participe aux travaux de Bourbaki, ne serait ce que comme relecteur, depuis le début de l'année 1936.

### Trois critiques remarquables
Bien qu'il soit foncièrement impossible de même tenter de résumer ici la signification de l'œuvre de Cavaillès si précocement et si brutalement interrompue, un millier de pages hormis la correspondance consacrées principalement à la philosophie des mathématiques mais aussi à la philosophie morale, il n'est peut-être pas inutile de rappeler trois points concernant la philosophie allemande sur lesquels Cavaillès s'est montré particulièrement lucide.
Jean Cavaillès a été vraisemblablement le premier dans la philosophie d'expression française à discerner, sur le plan même de la technique logique et philosophique, certaines des critiques qu'on pouvait adresser au programme du positivisme logique du Wiener Kreis, par exemple l'ambition déclarée de réduire la logique de la science à une syntaxe. Tout en qualifiant de « totalitaire » ce projet, il louait, et maîtrisait, les acquis de cette école, principalement la technique d'analyse et de clarification du discours.
Il a été le premier à discerner le conflit qui existe entre l'idéal d'une théorie nomologique, complète, proféré par Husserl, et les théorèmes d'incomplétude formulés en 1930 par Kurt Gödel.
Dans la même idée, il énonce un dilemme, devenu classique, qui se pose pour cette philosophie husserlienne de la logique, dilemme formulé dans les propres termes de celle-ci : si elle veut donner un fondement transcendantal à la logique objective, celle-ci ne pourra valoir de manière absolue mais si elle veut donner un fondement absolu et une validité absolue à cette logique, ce fondement ne pourra être transcendantal.

### Thématisation et philosophie du concept

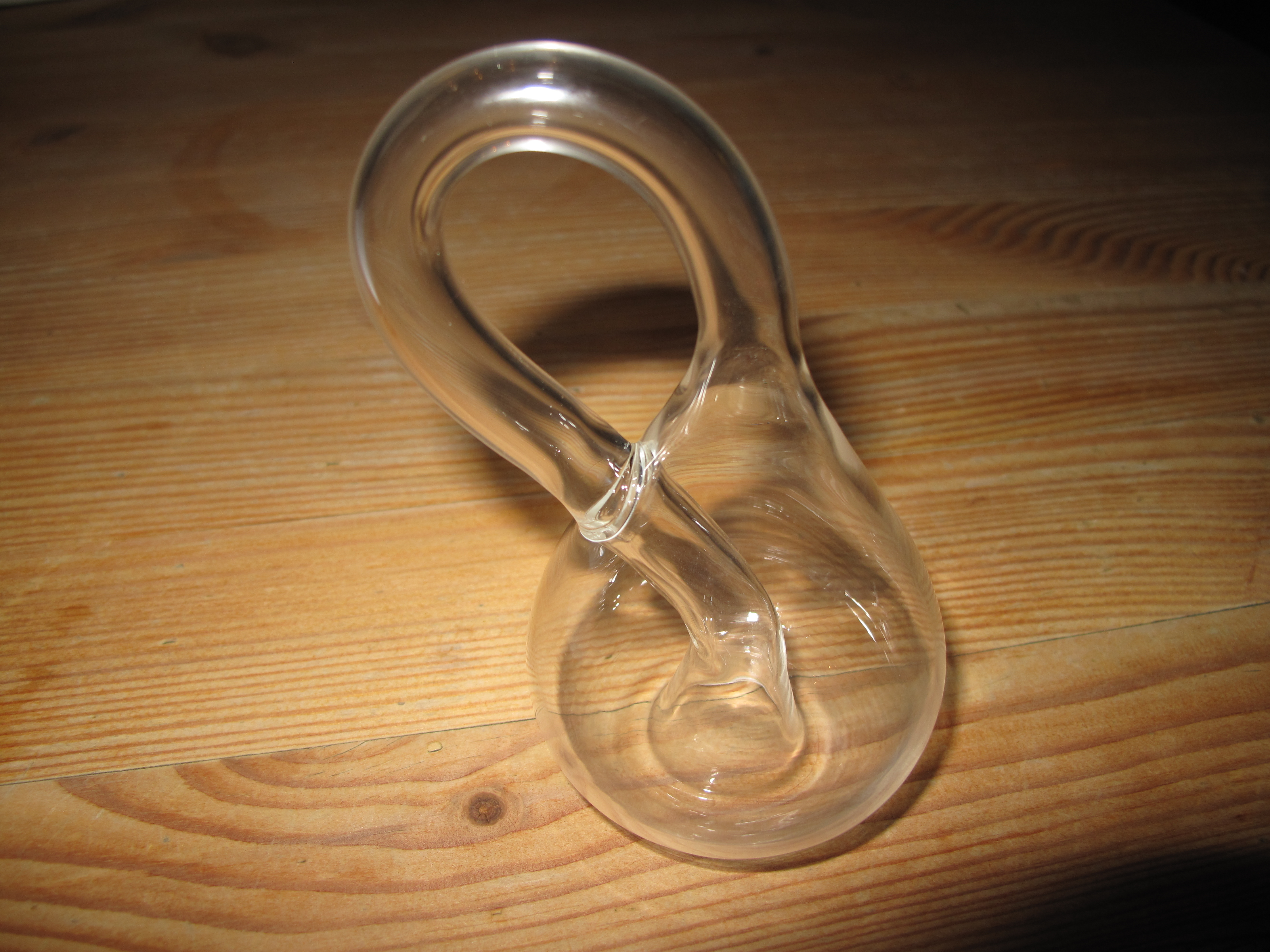
Jean Cavaillès compare l'autonomie du développement de la pensée scientifique, qui prend ses limites comme ses ressorts dans ses seuls axiomes et à non dans ses objets extérieurs, à un volume riemannien qui peut être à la fois fermé et sans extérieur à lui, telle cette bouteille de Klein, si bien que l'expérience scientifique n'est pas une confrontation à la nature mais une construction intellectuelle pour observer la nature.

Jean Cavaillès repère dans le progrès des mathématiques ce qu'il appelle « thématisation », un acte, un « geste » intellectuel du mathématicien qui consiste non pas à inventer des objets qui valident un certain type de relations, comme le fait tout chercheur dans le cadre de son époque, par exemple Carl Friedrich Gauss inventant le cyclotome pour résoudre certaines équations, mais à prendre pour objet (de) une relation entre objets elle-même. C'est ce qu'a fait par exemple Girard Desargues en imaginant un point à l'infini en violation du cinquième postulat d'Euclide pour pouvoir construire la géométrie projective ou encore Évariste Galois en inventant le concept de groupe à partir de l'étude des conditions pour résoudre, ou ne pas pouvoir résoudre, certaines équations. Le mathématicien en cherchant les solutions d'une équation algébrique définit en intention une structure dite polynôme, par exemple le cyclotome, distincte de sa définition en extension, les solutions de l'équation, mais il peut en outre, par « thématisation », prendre la structure « polynôme » elle-même à son tour comme un élément d'une structure plus abstraite, l'anneau unitaire, qui définit en intention les propriétés communes avec par exemple la structure « classe de congruence ».
Le terme, « Thematisierung », est un néologisme emprunté à Husserl, lequel l'emploie d'une façon très générale pour décrire, dans le prolongement de Hegel, la logique de la pensée consciente d'elle-même. Le résultat correspond à ce que Jakobson nommera dans un autre contexte « métaphore ». La thématisation préfigure la théorie des catégories.
L'invention, et non pas la découverte, du concept d'anneau, pour reprendre l'exemple sus cité, répond aux besoins du mathématicien dans son étude des nombres sous un certain aspect comme celle de groupe abélien répond à leur étude sous un autre aspect. L'anneau peut à son tour être pris par thématisation comme élément d'une structure encore plus abstraite, le morphisme, comme le groupe abélien peut l'être de la catégorie des groupes abéliens. Il n'y a donc pas dans ce processus de thématisation une hiérarchie des structures qui émaneraient, comme le soutient Albert Lautman, à partir d'Idées fondamentales, telles que la dyade symétrie dissymétrie, par unification d'un divers donné et par élimination du concret de la structure, comme si celle-ci préexistait.
En s'attachant à décrire ainsi le processus du progrès dialectique de la pensée scientifique, sans recourir à des présupposés transcendantaux ni à une immanence, Jean Cavaillès, critique de son maître Léon Brunschvicg, va à contre courant d'une époque illustrée tant par Edmund Husserl que Henri Bergson qui ont, dans la tradition cartésienne que dénonçait en son temps Benoît de Spinoza, fait de la philosophie une méditation sur lui-même du sujet pensant, fût ce comme une condition pour penser le monde. Reprenant une formule hégélienne pour conclure le brouillon de son « testament philosophique », inachevé, il qualifie lui-même sa démarche, c'est-à-dire une analyse épistémologique alimentée par la dynamique de l'histoire des sciences, de « philosophie du concept » par opposition à une philosophie de la conscience.
La formule marque une rupture paradigmatique commencée tardivement dans la pensée de Jean Cavaillès faisant en partie sien le mot d'ordre de Hans Reichenbach et du Cercle de Berlin (en), « Ce n’est pas la pensée en tant que faculté qui sera l’objet de nos investigations, ce sont ses produits [...] », mot d'ordre qui est lui-même la traduction de l'approche de l'épistémologie par les usages initiée par Émile Borel. Elle prendra une valeur programmatique à travers l'école française d'épistémologie historique. Elle signifie que le progrès de la science n'est pas le produit de l'activité créatrice de quelque chose qui serait appelé l'esprit ni le déploiement hypothéticodéductif d'une pensée discursive ou d'un système d'idées mais le résultat de la résolution des contradictions que la science arrivée à un certain état génère elle-même pour arriver à cet état. Le progrès de la science est une « rature » perpétuelle.

### Logique mathématique
« Le problème du fondement des mathématiques est justement que l'on puisse déduire quelque chose... »

— Jean Cavaillès relevant qu'il y a un a priori philosophique à fonder les mathématiques sur la seule logique et, à la suite de Kant, une insuffisance à réduire la démonstration à la non contradiction.
Dans sa thèse principale Méthode axiomatique et formalisme, rédigée en 1936 et 1937, Jean Cavaillès, reprenant très en détail les résultats publiés en 1931 par Kurt Gödel et celui (en) obtenu en 1936 par Gerhard Gentzen, avec lequel il a longuement discuté depuis leur rencontre à l'automne 1932 des théorèmes de Skolem et de Herbrand, explicite qu'en toute logique une démonstration mathématique ne suppose pas, contrairement à ce qu'espérait David Hilbert, que les axiomes dont elle s'origine soient non contradictoires entre eux. Autrement dit une axiomatisation, en arithmétique, n'est vraie, non contradictoire, que dans la limite où elle sert son objet, à savoir les théorèmes démontrés, et toute axiomatique est amenée à être révisée selon les besoins. « [Une] contradiction observée serait inhérente aux principes mêmes qu'on a mis à la base de cette théorie ; ceux-ci seraient donc à modifier, sans compromettre si possible les parties de la mathématique auxquelles on tient le plus. ». Exit l'ontologie.
C'est cet écart entre l'indécidable des antécédents et l'usage du tiers exclu qui est fait en mathématiques qui amènera Nicolas Bourbaki à substituer à la notation > la notation ⇒, qui est une conjonction entre une condition et une conséquence, pour désigner une réduction à l'absurde, provisoire donc, et plus généralement à apporter un soin nouveau aux définitions.

### Mathématiques
Dans un de ses premiers articles, Jean Cavaillès démontre trois théorèmes énoncés par Richard Dedekind. Il est le premier à le faire. Par la suite, il ne persévèrera pas dans cette voie. Plaisantant parfois les mathématiciens enfermés dans la technique de la démonstration, « brutiers infinitésimaux » selon le mot de Jean Burdin ironiquement détourné par Léon Brunschvicg, il préférera celle de la philosophie, telle qu'il la concevait, c'est-à-dire un raisonnement logique mais, dans l'optique de Frege, orienté par ce qui lui donne du sens.

### Éthique
Jean Cavaillès avait, à l'hiver 1943, alors que, poursuivi par la police française, il était caché chez le docteur Pol Le Cœur, le projet d'écrire une Morale qui aurait compris une étude sur L'Honneur. Quinze ans plus tôt en effet, tandis que, diplômé en mathématiques et agrégé de philosophie, il accomplissait son service militaire, il prenait conscience combien la logique ne suffit pas au gouvernement de l'action humaine. « La géométrie n'a jamais sauvé personne ». Comme Alain, il mesure que face à la mauvaise foi, il n'y a que l'engagement, éventuellement par les armes, pour peu que ce soit sans trahir l'universel, fût-ce pour une société futile, « pour Paris-Soir ». C'est que « face à une conviction un peu forte, le principe de non-contradiction ne peut rien, et les plus éclatantes évidences sont ternies. »
Ce projet, Jean Cavaillès le réalisera en actes, par l'exemple, actes qui ne lui laisseront pas le temps de le rédiger. Il s'inscrit dans un mouvement de rédécouverte d'un Benoit de Spinoza initié par Léon Brunschvicg, celui d'une Éthique émancipée de tout a priori religieux qui trouve ses fondements dans la seule démonstration logique et remplace le mystère par la non contradiction. « Je suis spinoziste, je crois que nous saisissons partout du nécessaire. Nécessaires les enchaînements des mathématiciens, nécessaires même les étapes de la science mathématique, nécessaire aussi cette lutte que nous menons. »

« L’opposition intellectuelle à l’idéologie nationale-socialiste, à une contre-philosophie farouchement hostile à toute espèce d’universalité, cela allait presque de soi pour un philosophe français, formé entre les deux guerres dans une tradition de rationalisme, revivifiée au début du XXe siècle par un renforcement d’attention aux difficultés et aux paradoxes de la philosophie mathématique. »

— Georges Canguilhem, quoique opposé à une résistance sanglante, rappelant le fondement dans le rationalisme universaliste de l'engagement de son ami et le lien consubstantiel entre défense des droits de la personne et enseignement de la logique.

## Distinctions, hommages et postérité

### Décorations
Décorations françaises
- Compagnon de la Libération no 482[306] par décret du 20 novembre 1944[307]

Le sort du compagnon de la Libération est alors incertain. Au printemps suivant, le général de Gaulle fera envoyer un avion spécial à Mauthausen, investi par la 11e d. b. américaine le 5 mai 1945, dans l'espoir de retrouver celui qu'il appelle « le grand Cavaillès »
- Chevalier de la Légion d'honneur à titre posthume le 1er décembre 1945[308]

Au moment de l'attribution, les restes de Jean Cavaillès ont déjà été reconnus par sa sœur mais les services de l'État le croient mort en déportation
- Croix de guerre 1939-1945, trois citations

- Médaille de la Résistance française[310], par décret du 31 mars 1947[311]
- Citation à l'ordre de l'armée, 25 janvier 1940[133]

Décorations belges
- Officier de l'ordre de la Couronne avec palme[312]
- Médaille de la Résistance armée

### Élévation
- Lieutenant-colonel à titre posthume, 14 novembre 1946.

### Dédicace
« À la mémoire de Marc Bloch et de Jean Cavaillès, professeurs à la Sorbonne, hommes justes et savants morts en 1944 au service de la liberté et d'une cité meilleure. »

— Son ami et collègue Georges Friedmann en 1962 en tête de son livre Leibniz et Spinoza.

### Philatélie
- En 1958, il figure dans la 2e série consacrée aux héros de la Résistance, timbre de 8 F violet et brun-noir[314].

### Personnage de fiction
Romans
- J. Kessel, L'armée des ombres, Charlot, Alger, 1943.

Le roman, écrit à Londres du vivant de Cavaillès sur la suggestion de Charles de Gaulle, évoque à travers un personnage fictif, Luc Jardie, la vie clandestine de tout chef de réseau, en premier lieu André Girard mais aussi bien Jean Moulin, Pierre Brossolette, Jean-Pierre Bloch ou Paul Rivière.
- Ph. Sollers, La fête à Venise, Gallimard, Paris, 1991 (passim).

Cinéma
- J. P. Melville, L'Armée des ombres, 1969, 139 min.

Dans le film tiré fidèlement du roman de Joseph Kessel, le réalisateur, qui a connu sous l'Occupation la clandestinité aux marges de la Résistance, ajoute des détails qui rapprochent le personnage fictif de Luc Jardie (joué par Paul Meurisse) de la figure de Cavaillès.
- Chef de réseau qui rencontre de Gaulle, il meurt au début de l'année 1944.
- Il cite la philosophie des sciences de Cavaillès.
- Philippe Gerbier lit, durant sa « planque » (à 2 h 6 dans le film), cinq ouvrages publiés « avant la guerre » par Luc Jardie à la NRF, et dont deux ont déjà été aperçus à 1 h 53 :

– Méthode axiomatique et formalisme,
– Essai sur le problème du fondement des mathématiques, qui n'est en réalité que le sous-titre du précédent,
– Remarques sur la formation de la théorie abstraite des ensembles,
– Transfini et continu, qui est en réalité un article posthume et non un livre, et ne fut pas publié à la NRF,
– Sur la Logique et la théorie de la science, ouvrage dont en réalité la publication et le titre sont posthumes.
- Les couvertures des livres indiquent que Luc Jardie est, comme Cavaillès, « Ancien élève de l'École Normale Supérieure, Licencié de mathématiques, Agrégé de philosophie, Docteur ès lettres ».
- Sur le point d'être fusillé, Gerbier énonce une idée spinozienne sur l'éternité directement inspirée du paradoxe du continu, qu'il voudrait soumettre à son « patron » Jardie : si, « jusqu'à la plus fine limite », on continue de ne pas croire que l'on va mourir, alors on ne meurt jamais. Cette pensée articule la pensée spinoziste de l'éternité et la notion mathématique de convergence à l'infini vers une limite. Jean Cavaillès a dit et redit que son engagement était fondé dans l'éthique spinozienne.
- Les autres personnages du film évoquent d'autres résistants qui ont été proches de Cavaillès, entre autres Lucie Aubrac, qui comme le personnage joué par Simone Signoret, a organisé à Lyon une évasion très audacieuse, et Jean Gosset, adjoint de Cavaillès dans le réseau Cohors comme le personnage joué par Lino Ventura l'est de Luc Jardie.

Théâtre
- A. Gatti, musique Jean-Paul Olive & Pierre-Henri Bardel, Incertitudes de Werner Heisenberg : Feuilles de brouillon pour recueillir les larmes des cathédrales dans la tempête et dire Jean Cavaillès sur une aire de jeu., Métropolis, Genève, 1999, 96 p.[316]

La création eut lieu au théâtre Jean Vilar de Montpellier en 1994. La pièce a été jouée de nouveau du 3 au 5 juillet 1999 à Genève, dans les anciens locaux de la S.I.P.
- A. Gatti, L’Inconnu no 5 du fossé des fusillés du pentagone d’Arras, 1997.

### Consécrations de lieux publics
- Des salles de cours portent le nom Jean Cavaillès dans des lieux où il a lui-même enseigné :
  - à l'université de Strasbourg, l'amphithéâtre 1 du bâtiment Le Patio, anciennement USHS de l'Université Marc Bloch ;
  - à l’UFR de philosophie de l'université Paris-I Panthéon-Sorbonne[317], aile nord ouest de la Sorbonne ;
  - à l'École normale supérieure de la rue d'Ulm ;
  - à la Maison des sciences de l'homme de Clermont-Ferrand, ville où il était maître de conférences durant le repli de l'université de Strasbourg ;
  - à l'Espace Dewailly à Amiens, ex lycée de garçons où il a été professeur.
  - au lycée Louis le Grand où il fut élève
- Un collège de cinq cents élèves ouvert en 2004 porte son nom à Figanières, dans le département du Var.
- Une école privée portant son nom fut créée à Sèvres en 1954 par Arlette Manier, nom de guerre « Claire »[318],[319], grande résistante ayant combattu aux côtés de Jean Cavaillès. Elle dirigea l'école jusqu'à sa retraite en 1993. La même année, l'école est devenue la halte-garderie et le centre de loisirs de Beauregard.
- À Bayonne, une école maternelle et élémentaire publique porte son nom.
- À Saint-Maixent-l'École, une rue porte son nom.
- Une école maternelle et élémentaire publique de la commune du Grand Quevilly porte son nom.

### Prix Jean Cavaillès
Le 3 décembre 1947 est officialisée la création de l'association Les Amis de Jean Cavaillès. Abritée par l'ENS, celle-ci a pour but de maintenir la mémoire de l'engagement du philosophe résistant mais aussi de décerner un prix annuel. Prévu pour récompenser « un travail de philosophie scientifique en langue française », celui-ci ne commencera d'être décerné qu'en 1950 à l'auteur d' « un travail de philosophie — de préférence de philosophie scientifique — en langue française », et depuis 2015 d' « un travail de philosophie — de préférence de philosophie des sciences et en langue française ». Toutes les années n'ont pas produit leur lauréat.

### Sources
1. 1 2  H. Cartan, cité in H. Benis Sinaceur, « Structure et concept dans l'épistémologie mathématique de Jean Cavaillès. », in Revue d'histoire des sciences, t. XL, no 1, "Mathématique et philosophie : Jean Cavaillès et Albert Lautman.", p. 18, Armand Colin, Paris, 1987  (ISSN 1969-6582) DOI 10.3406/rhs.1987.4485.
2. ↑  Yves Cavailhès, « Jean CAVAILLÈS. Philosophe, Héros de la Résistance. Livret généalogique. », p. 2, inédit, 2017.
3. ↑  G. Ferrières, Jean Cavaillès, philosophe et combattant., p. 16, Presses universitaires de France, Paris, 1950.
4. 1 2 3  C. Renault, « État des services de M. Cavaillès », 22 avril 1920, in Léonore, LH/454/15, p. 13, Archives nationales, Fontainebleau.
5. ↑  Cf. Historique de l'Ecole militaire de l'infanterie et des chars de combats (Avord 1873-1879 - Saint-Maixent 1881-1927), Saint-Maixent-l'Ecole, Imprimerie Garnier & Cie, 1927, p. 379.
6. ↑  « Archive de la ville de Tarbes », sur archives.tarbes.fr voir - Table Décennale 1893 1902 2 E 4/90 vue 212 ou la table des actes annuels 1900 1 E 216 vue 179..
7. 1 2  L. Papy, « Henri Cavaillès (1870-1951). », in Cahiers d'outre-mer, no 15, p. 272-275, Bordeaux, septembre 1951.
8. ↑  H. Cavaillès, La vie pastorale et agricole dans les Pyrénées des Gaves, de l'Adour et des Nesles, A. Colin, Paris, 1931, 414 p.
H. Cavaillès, La Transhumance Pyrénéenne et la circulation des troupeaux dans les plaines de Gascogne, A. Colin, Paris, 1931, 132 p. rééd. Cairn, 2004.
H. Cavaillès, La Houille blanche, A. Colin, Paris, 1946.
H. Cavaillès, La Route française, A. Colin, Paris, 1946, 400 p.
9. 1 2  G. Ferrières, « Entretien », 13 mars 2000, cité in Fabienne Federini, « L’engagement résistant de Jean Cavaillès (1903-1944) : dispositions sociales et contexte de socialisation politique », in O. Bloch, Philosopher en France sous l'Occupation, p. 207-222, Éditions de la Sorbonne, Paris, 2009  (ISBN 9791035102623) DOI 10.4000/books.psorbonne.18293.
10. 1 2 3  C. Renault, « État des services de M. Cavaillès », 22 avril 1920, in Léonore, LH/454/15, p. 14, Archives nationales, Fontainebleau.
11. 1 2  C. Renault, « État des services de M. Cavaillès », 22 avril 1920, in Léonore, LH/454/15, p. 15, Archives nationales, Fontainebleau.
12. ↑  E. Cavaillès, Atlas pour servir à l'étude des campagnes modernes, 1908.
13. ↑  C. R. L. Fletcher & R. Kipling, trad. l. Fabulet & E. Cavaillès, ill. R. Dendeville, Histoire d'Angleterre pour la jeunesse, Delagrave, Paris, 1932.
14. 1 2 3  B. Huisman, « Jean Cavaillès et la philosophie française de l'entre-deux guerres », in Jean Cavaillès, philosophe, résistant. Actes du Colloque d'Amiens, septembre 1984., p. 41, CDRP, Amiens, 1985.
15. ↑  J. Cavaillès, cité Ferrières 2003, p. 47.
16. ↑  Marcel Leglay, « Adrien Bruhl (1902-1973) », in Gallia, t. 31, no 2, p. 265-266, CNRS, Paris, 1973  (ISSN 0016-4119).
17. 1 2  F. George, « Jean Cavaillès philosophe », in La Lettre de la Fondation de la Résistance, no 34, p. 4, Fondation de la Résistance, Paris, septembre 2003.
18. 1 2  B. Huisman, « Jean Cavaillès et la philosophie française de l'entre-deux guerres », in Jean Cavaillès, philosophe, résistant. Actes du Colloque d'Amiens, septembre 1984., p. 42, CDRP, Amiens, 1985.
19. 1 2 3 4 5  P. Cortois, « Cavaillès lecteur de Plotin? Quelques pages d'une "métaphysique de jeunesse" », in É. Schwartz, Revue de métaphysique et de morale, vol. C, no spéc. "Jean Cavaillès", PUF, Paris, 2018  (ISSN 0035-1571).
20. ↑  « Les agrégés de l'enseignement secondaire. Répertoire 1809-1960 | Ressources numériques en histoire de l'éducation », sur rhe.ish-lyon.cnrs.fr (consulté le 21 octobre 2016).
21. ↑  « Deuxième liste de signataires », in Europe, Paris, 15 mai 1927.
22. ↑  M. Alexandre, in L'Œuvre, Paris, 20 mars 1927.
23. ↑  J. F. Sirinelli, Intellectuels et passions françaises. Manifestes et pétitions au XXe siècle., p. 81, Fayard, Paris, mars 1990  (ISBN 9-782213-023717).
24. ↑  É. Chartier, in Europe, Paris, 15 avril 1927.
É. Chartier, in Libres Propos, Paris, 20 avril 1927.
25. ↑  « Organisation générale de la nation pour le temps de guerre. », in J. O., Paris, 7 mars 1927.
26. ↑  « La mobilisation générale comporte en outre [...] toutes les mesures nécessaires pour garantir le moral du pays. », in J. O., Paris, 7 mars 1927.
27. ↑  Ferrières 1982 (2e éd.), p. 33.
28. ↑  H. Mougin, « Jean Cavaillès », in La Pensée, no 4, p. 79, Paris, 1945.
29. ↑  Comte-Sponville 1989, p. 293.
30. 1 2  Ferrières 1982 (2e éd.), p. 43.
31. ↑  É. Bréhier, La philosophie de Plotin, coll. Bibliothèque de la Revue des cours et conférences, Boivin & Cie., Paris, 1928.
32. ↑  J. Cavaillès, « Éducation morale et laïcité (à propos de l’introduction de la sociologie dans les écoles normales primaires) - II », in Foi et Vie, cahier B, no 3, p. 19-20, Paris, 1er février 1928.
33. ↑  J. Cavaillès, « [...] il y a en particulier des morceaux de la vie de l’esprit plus éparpillés dans le temps que d’autres, les uns simple poussière dont les grains s’ignorent, où la conscience [...] n’existe pour ainsi dire pas, torpeur dans laquelle l’homme devient brute ; d’autres, à l’extrême opposé, tout pénétrés d’une même inspiration persistante [...] qui les rassemble en une seule masse dense et drue. Il est possible de retrouver par le repliement sur soi-même le souvenir de ces moments de la vie intérieure [...] », ibidem.
34. ↑  J. Cavaillès, « Au Barrès du Culte du moi », in Foi et vie, no 18 cahier A, p. 1038, 1er novembre 1928.
35. ↑  J. Cavaillès, Lettre à son père, Paris, 6 janvier 1928, cité in Ferrières 2003, p. 68.
36. ↑  J. Cavaillès, « Au Barrès du Culte du moi », in Foi et vie, no 18 cahier A, p. 1037, 1er novembre 1928.
37. ↑  J. Cavaillès, « Éducation morale et laïcité (à propos de l’introduction de la sociologie dans les écoles normales primaires) - II », in Foi et Vie, cahier B, no 3, p. 18, Paris, 1er février 1928.
38. ↑  J. Cavaillès, Lettre à sa sœur, Paris, 22 avril 1928, cité in Ferrières 2003, p. 69.
39. ↑  Ferrières 2003, p. 148.
40. ↑  P. Nizan, Les Chiens de garde, Rieder, Paris, 1932.
41. ↑  B. Huisman, « Jean Cavaillès et la philosophie française de l'entre-deux guerres », in Jean Cavaillès, philosophe, résistant. Actes du Colloque d'Amiens, septembre 1984., p. 45, CDRP, Amiens, 1985.
42. ↑  Die II. Davoser Hochschuhlkurse 17. März bis 6. April / Les IIes Cours universitaires de Davos du 17 mars au 6 avril 1929, p. 65-85, Heintz, Neu & Zahn, Davos, 1929.
43. 1 2  J. Cavaillès, Lettre à Georges Friedmann, Paris, novembre 1929, cité in J. Lautman, « Jean Cavaillès et Albert Lautman : proximités et distances. », in L'Archicube, no 2, p. 24, Association des anciens élèves, élèves et amis de l’École normale supérieure, Paris, juin 2007.
44. ↑  Ferrières 1982 (2e éd.), p. 55.
45. ↑  Comte-Sponville 1989, p. 299.
46. ↑  Ferrières 1982 (2e éd.), p. 61.
47. ↑  Vraisemblablement R. Dedekind, Stetigkeit und irrationale Zahlen, Vieweg (de), Brunswick, 1872, rééd. 1892.
48. 1 2  J. Cavaillès, Lettre à sa sœur, Paris, 26 mars 1931, cité in Ferrières 2003, p. 99.
49. ↑  Lettre à sa sœur du 26 juin 1931.
50. ↑  J. Cavaillès, « Crise du protestantisme allemand », in Esprit, vol. II, p. 306-316, 1933, rééd. in Philosophia Scientiae, p. 37-47, 1998.
51. ↑  Lettre à sa sœur, in Ferrières 2003, p. 83.
52. ↑  J. Cavaillès, Lettre à sa sœur, Fribourg-en-Brisgau, 18 juillet 1931, cité in Ferrières 2003, p. 106.
53. 1 2  J. O., p. 11834, Paris, 15 novembre 1931.
54. ↑  Cité in Ferrières 2003, p. 179.
55. ↑  Jean-Pierre Charcosset, « Henri Maldiney, l'homme et la montagne. », ENS, Paris, décembre 2014.
56. ↑  J. Cavaillès, Lettre à ses parents, Paris, 8 mai 1936, cité in Ferrières 2003, p. 128.
57. ↑  « Au milieu de la soutenance, il y eut un entracte. Le bruit se répandait dans les couloirs de la Sorbonne qu’effectivement il se passait quelque chose en Allemagne [...] Mais sa signification nous échappait. », P. Bertaux, Mémoires interrompus, p. 91, Publications de l’Institut d’allemand, Asnières, 2000.
58. ↑  « [...] souvent pittoresque, quand il n'essaie pas d'être profond - mais diablement long. C'est caractéristique pour ce peuple qu'avant même d'être au pouvoir – ou en retraite comme Napoléon – son chef ait éprouvé le besoin de pondre six cents pages serrées - tout finit par de la pseudo-philosophie. », Lettre à sa sœur, 20 février 1934, cité in Ferrières 1982 (2e éd.), p. 95.
59. ↑  G. Friedmann, « Au-delà de "l’engagement" : Marc Bloch, Jean Cavaillès. », in Europe, no 10, p. 35, Paris, octobre 1946.
60. ↑  V. Duclert, « La pensée de Spinoza et la naissance de l'intellectuel démocratique dans la France du tournant du siècle », in Archives Juives, vol. XXXVI, p. 20-42, PUF, Paris, juin 2003 DOI 10.3917/aj.362.0020.
61. ↑  Henriette Guy-Loë, citée in N. Racine, « Les années d’apprentissage », in A. Aglan & J. P. Azéma, Jean Cavaillès résistant ou la Pensée en actes, p. 70, Flammarion, Paris, 2002.
62. ↑  J. Cavaillès, Lettre à sa sœur, Paris, juillet 1934, cité in Ferrières 2003, p. 113.
63. 1 2 3 4 5 6  Ferrières 1982 (2e éd.), p. 116.
64. ↑  Ferrières 2003, p. 118.
65. 1 2  J. Cavaillès, Lettre à Paul Labérenne, 1938, cité in H. Mougin, « Jean Cavaillès », in La Pensée, no 4, p. 79, Paris, 1945.
66. ↑  J. Cavaillès, Lettre à sa sœur, Paris, 13 mars 1934, cité in Ferrières 2003, p. 114.
67. ↑  L. Brunschvicg, « La querelle de l'athéisme », in Bulletin, Société française de philosophie, Paris, 24 mars 1928 cité in L. Brunschvicg De la vraie et de la fausse conversion suivi de La querelle de l’athéisme, Coll. Philosophie de la Matière, Presses universitaires de France, Paris, 1950, 265 p.
68. ↑  G. Bachelard, « L'œuvre de Jean Cavaillès », 1950, cité in Ferrières 2003, p. 239.
69. ↑  J. Cavaillès, Lettre à sa sœur, Cracovie, 28 septembre 1934, cité in Ferrières 2003, p. 118.
70. ↑  L. Aubrac, citée in F. Federini, Écrire ou combattre. Des intellectuels prennent les armes (1942-1944)., p. 140, coll. Laboratoire des sciences sociales, La Découverte, Paris, 2006.
71. ↑  J. Cavaillès, Lettre à sa sœur, Göttingen, 1er octobre 1934, cité in Ferrières 2003, p. 119.
72. ↑  J. Cavaillès, Lettre à sa sœur, Cassel, 3 novembre 1934, cité in Ferrières 2003, p. 120.
73. ↑  J. Cavaillès, Lettre à sa sœur, Paris, 4 avril 1935, cité in Ferrières 2003, p. 122.
74. ↑  Ferrières 2003, p. 122.
75. ↑  Lettre à J. Cavaillès, Londres, juillet 1935, cité in Ferrières 2003, p. 123.
76. 1 2  Ferrières 1982 (2e éd.), p. 123.
77. ↑  Claudia Berndt & Mathieu Marion, « Vie et œuvre d’un rationaliste engagé : Louis Rougier (1889-1982) », in Philosophia Scientiæ, vol. X, no 2, p. 28, Kimé, Paris, 2006  (ISSN 1281-2463).
78. ↑  A. Lautman, « Le congrès international de philosophie des sciences (du 15 au 23 septembre 1935), in Revue de métaphysique et de morale, no 43, p. 113-129, Société française de philosophie, Paris, 1936.
79. ↑  R. Carnap, « Logical Foundations of the Unity of Science », in R. Carnap, O. Neurath & Ch. W. Morris, Foundation of the Unity of Science, vol. I, p. 42-62, The University of Chicago Press, Chicago, 1938.
80. ↑  O. Neurath, « Unified Science as Encyclopedic Integration », in R. Carnap, O. Neurath & Ch. W. Morris, Foundation of the Unity of Science, vol. I, p. 1-27, The University of Chicago Press, Chicago, 1938.
81. 1 2  J. Cavaillès, Sur la logique et la théorie de la science, p. 35–43, Vrin, Paris, 1987.
82. ↑  Canguilhem 1996, p. 15.
83. ↑  H. Harms, « Nachruf von Karl Supprian », in Verhandlungen, no LIX, p. 47- 50, Association botanique de Berlin et du Brandebourg (de), Berlin, 1917.
84. 1 2  H. Cartan, « Bourbaki und die heutige Malhematik », n. 20, in Arbeitsgemeinschaft fur Forschung des Landes Nordrhein-Westfalen, no 76, Éditions ouest allemande (de), Opladen, 1959.
85. 1 2  J. Cavaillès, Lettre à son père, Paris, 7 avril 1936, cité in Ferrières 1982 (2e éd.), p. 107.
86. ↑  R. de Possel, Sur la théorie mathématique des jeux de hasard et de réflexion, Hermann, Paris, 1936, 45 p.
87. 1 2 3  Ferrières 1982 (2e éd.), p. 128.
88. 1 2 3 4  J. Cavaillès, Lettre à Léon Brunschvicg, Clermont-Ferrand, 1940, cité in Ferrières 2003, p. 182.
89. ↑  J. Cavaillès, Lettre à sa sœur, Paris, 21 février 1936 cité in Ferrières 2003, p. 129.
90. ↑  N. Bourbaki, « Description de la mathématique formelle », in Éléments de mathématique, Hermann, Paris, 1954.
91. ↑  J. Herbrand, « Le développement moderne de la théorie des corps algébriques : corps de classes et lois de réciprocité. », Coll. Mémorial des sciences mathématiques, no LXXV, Académie des sciences, Paris, 1936, 72 p.
92. ↑  L. Brunschvicg, Les Étapes de la philosophie mathématique, Coll. Bibliothèque de philosophie contemporaine, Félix Alcan, Paris, 1912, rééd. 1922, 592 p.
93. ↑  J. Cavaillès, Lettre à sa sœur, Paris, 14 mai 1936, cité in Ferrières 2003, p. 129.
94. 1 2  Françoise Joly, « Jean Cavaillès, philosophe, mathématicien et résistant », in Récurrence, no 1, p. 3, Section régionale de Picardie de l'Association des professeurs de mathématiques de l'enseignement public, Amiens, février 2011.
95. 1 2  P. Y. Canu, « Jean Cavaillès : intellectuel, résistant, combattant », p. 3, Maison des Sciences de l'homme, Nancy, 7 mai 2010.
96. ↑  B. Mélès, « Hommage à Pierre-Yves Canu », in Hypotheses, OpenEdition, Marseille, 27 août 2018.
97. ↑  L. Aubrac, « Jean Cavaillès : résistant. », in Jean Cavaillès, philosophe, résistant. Actes du Colloque d'Amiens, septembre 1984., p. 3-4, CDRP, Amiens, 1985.
98. 1 2  J. cavaillès, cité in H. Mougin, « Jean Cavaillès », in La Pensée, no 4, p. 71, Paris, 1945.
99. ↑  J. Cavaillès, cité in Ferrières 1982 (2e éd.), p. 91.
100. 1 2 3 4 5  J. Cavaillès, Sur la logique et la théorie de la science, Presses universitaires de France, Paris, 1947.
101. 1 2  J. Cavaillès, Méthode axiomatique et formalisme, essai sur le problème du fondement des mathématiques, thèse principale pour le doctorat ès lettres (philosophie), Faculté des lettres de l'Université de Paris, Paris, 1937, 196 p.
102. ↑  J. Cavaillès, Lettre à sa sœur, Paris, 21 mars 1936, cité in Ferrières 2003, p. 126.
103. 1 2  J. Cavaillès, Remarques sur la formation de la théorie abstraite des ensembles : étude historique et critique, thèse complémentaire pour le doctorat ès lettres (philosophie), Faculté des lettres de l'Université de Paris, Paris, 1937, 156 p.
104. ↑  « Amphithéâtre Liard », Sorbonne, 2020.
105. ↑  J. Cavaillès, « Réflexions sur le fondement des mathématiques », in Travaux du IXe Congrès international de philosophie, t. VI, p. 136-139, Coll. Actualités scientifiques et industrielles, no 535, Hermann, Paris, 1937.
106. ↑  C. H. Langford (en), « Cavaillès J.. Réflexions sur le fondement des mathématiques. Travaux du IXe Congrès International de Philosophie, VI Logique et mathématiques, Actualités scientifiques et industrielles 535, Hermann et Cie, Paris 1937, p. 136–139 », in Journal of Symbolic Logic, vol. III, no 1, p. 56, ASL, Poughkeepsie, 1938.
107. ↑  J. Cavaillès, « Mais Monsieur, ce problème n'est en aucune façon celui que j'examine et n'a aucun intérêt pour lui. », cite in Ferrières 1982 (2e éd.), p. 119.
108. 1 2  J. Cavaillès, Lettre à son père, Paris, 24 janvier 1938, cité in H. Cartan, « Cavaillès et le fondement des mathématiques », in Jean Cavaillès, philosophe, résistant. Actes du Colloque d'Amiens, septembre 1984., p. 35, CDRP, Amiens, 1985.
109. ↑  P. Y. Canu, « Jean Cavaillès, un témoignage. », in L'Archicube, no 2, p. 10, Association des anciens élèves et amis de l’École normale supérieure, Paris, juin 2007.
110. ↑  J. O., p. 7433, Paris, 1er juillet 1937.
111. ↑  J. O., p. 8997, Paris, 29 juillet 1938.
112. ↑  Robert Charles, « Émile Baudin (1875-1948). Enseignement à la Faculté : 1919-1942. », in Revue des sciences religieuses, t. 43, no 3-4 "Mémorial du cinquantenaire de la Faculté de théologie catholique 1919-1969 (I)", p. 338, Faculté de théologie catholique, Strasbourg, 1969.
113. 1 2 3  L. Strauss, Les Chemins de la Mémoire, no 23, p. 3, DPMA, Paris, septembre 2017.
114. ↑  H. Benis Sinaceur, « Lettres inédites de Jean Cavaillès à Albert Lautman. », in Revue d'histoire des sciences, t. XL, no 1 "Mathématique et philosophie : Jean Cavaillès et Albert Lautman.", p. 122, Armand Colin, Paris, 1987  (ISSN 1969-6582).
115. 1 2  L. Aubrac, « Mon ami Jean Cavaillès », in La Lettre de la Fondation de la Résistance, no 34, p. 6, Fondation de la Résistance, Paris, septembre 2003.
116. 1 2 3  L. Aubrac, « Jean Cavaillès : résistant. », in Jean Cavaillès, philosophe, résistant. Actes du Colloque d'Amiens, septembre 1984., p. 4, CDRP, Amiens, 1985.
117. 1 2 3  L. Aubrac, « Jean Cavaillès : résistant. », in Jean Cavaillès, philosophe, résistant. Actes du Colloque d'Amiens, septembre 1984., p. 5, CDRP, Amiens, 1985.
118. ↑  H. Benis Sinaceur, « Lettres inédites de Jean Cavaillès à Albert Lautman. », in Revue d'histoire des sciences, t. XL, no 1 "Mathématique et philosophie : Jean Cavaillès et Albert Lautman.", p. 123, Armand Colin, Paris, 1987  (ISSN 1969-6582).
119. ↑  H. Cartan, 2006, cité in P. Y. Canu, « Jean Cavaillès : intellectuel, résistant, combattant », p. 7, Maison des Sciences de l'homme, Nancy, 7 mai 2010.
120. ↑  H. Cartan, « Cavaillès et le fondement des mathématiques », in Jean Cavaillès, philosophe, résistant. Actes du Colloque d'Amiens, septembre 1984., p. 37, CDRP, Amiens, 1985.
121. ↑  H. Cartan, « Cavaillès et le fondement des mathématiques », in Jean Cavaillès, philosophe, résistant. Actes du Colloque d'Amiens, septembre 1984., p. 36, CDRP, Amiens, 1985.
122. ↑  J. Cavaillès, La philosophie et les applications du calcul des probabilités chez les Bernoulli, Faculté des sciences de l'Université de Paris, Paris, 1926.
123. ↑  H. Benis Sinaceur, « Cavaillès et le calcul des probabilités », in Cahiers philosophiques, no 155, p. 47-63, Vrin, Paris, janvier 2018  (ISSN 0241-2799) (DOI 10.3917/caph1.155.0047).
124. ↑  J. Cavaillès, « Du collectif au pari », in Revue de métaphysique et de morale, XLVII, p. 139-163, Presses universitaires de France, Paris, 1940.
125. ↑  A. Lautman, Nouvelles recherches sur la structure dialectique des mathématiques, 1939.
J. P. Sartre, Esquisse d'une théorie des émotions, 1939.
A. Lautman, Symétrie et dissymétrie en mathématiques et en physique. Le problème du temps, 1946.
J. Cavaillès, Transfini et continu, 1947.
126. ↑  J. Cavaillès, Lettre à son père, Paris, janvier 1939, cité in J. Lautman, « Jean Cavaillès et Albert Lautman : proximités et distances. », in L'Archicube, no 2, p. 30, Association des anciens élèves, élèves et amis de l’École normale supérieure, Paris, juin 2007.
127. ↑  J. Cavaillès & A. Lautman, « La pensée mathématique », Paris, 4 février 1939, in Bulletin, t. XL, Société française de philosophie, Paris, 1946.
128. ↑  Léon Strauss & Françoise Olivier-Utard, « Résister aux dictateurs fascistes », in Élisabeth Crawford & Josiane Olff-Nathan, La Science sous influence, p. 173-174, La Nuée bleue, Strasbourg, 2005.
129. ↑  J. Cavaillès, Lettre à sa sœur, Strasbourg, 30 septembre 1938, cité in Ferrières 2003, p. 143.
130. ↑  G. Canguilhem, Vie et mort de Jean Cavaillès, p. 12, Allia, Paris, 1996  (ISBN 2911188179).
131. 1 2  Yves Cavailhès, « Jean CAVAILLÈS. Philosophe, Héros de la Résistance. Livret généalogique. », p. 4, inédit, 2017.
132. ↑  L. Brunschvicg, Lettre à Jean Cavaillès, 14 octobre 1939, in Papiers Cavaillès, ENS, Paris, cité in Nicole Racine, « Les années d’apprentissage », in A. Aglan & J. P. Azéma, Jean Cavaillès Résistant ou La Pensée en actes, p. 72, Flammarion, Paris, 2002.
133. 1 2 3 4  Général commandant l’infanterie divisionnaire de la 6e division coloniale, « Ordre no 3 », 25 janvier 1940, in Journal officiel, p. 202, 30 juin 1941.
134. ↑  Jean-Marie Guillon, « CUZIN François, Louis (Pseudonyme dans la Résistance : Étienne) », in Dictionnaire des fusillés et exécutés par condamnation et comme otages (1940-1944), L'Atelier, Ivry-sur-Seine, 2018.
135. ↑  S. Debout, « Résistances », in Coll., Hommage à Jean-Toussaint Desanti, p. 33 & sq., TER, Mauvezin, 1991  (ISBN 2-905670-31-2).
136. ↑  J. T. & D. Desanti, La liberté nous aime encore, p. 53-56 & 65-74, Odile Jacob, Paris, 2001.
137. ↑  Ferrières 2003, p. 156.
138. 1 2 3  Canguilhem 1996, p. 17.
139. 1 2 3  L. Aubrac, « Jean Cavaillès : résistant. », in Jean Cavaillès, philosophe, résistant. Actes du Colloque d'Amiens, septembre 1984., p. 6, CDRP, Amiens, 1985.
140. ↑  « Liste des Membres de l'association au 5 janvier 1939 », in Bulletin, no 118, p. 15, Association de géographes français, Paris, janvier 1939.
141. ↑  J. Lassus, Souvenirs d'un cobaye, Alsatia, Colmar, 1973.
142. ↑  A. Vistel, La nuit sans ombre. Histoire des mouvements unis de Résistance, leur rôle dans la Libération du sud-est., p. 75, Fayard, Paris, 1970.
143. 1 2 3 4  « Notes relatives en particulier au capitaine François Boquet, alias Nicolas Brelot et Nicolas Boucher, à "Renaud" et à Jean Cavaillès », p. 6, in Archives du Comité d’histoire de la Deuxième Guerre mondiale — Résistance intérieure : mouvements, réseaux, partis politiques et syndicats, cote 72AJ/35-72AJ/89, Archives nationales, Pierrefitte, 2015.
144. 1 2 3 4 5 6 7 8  L. Aubrac, « Mon ami Jean Cavaillès », in La Lettre de la Fondation de la Résistance, no 34, p. 7, Fondation de la Résistance, Paris, septembre 2003.
145. ↑  R. Aubrac, Où la mémoire s'attarde, p. 72-76, O. Jacob, Paris, 1996  (ISBN 2738103693).
146. ↑  A. Le Troquer & S. Spanien, « Note », Cour suprême de justice, Riom, 18 janvier 1941.
147. 1 2  . Blum, « Lettre à la Cour », Bourrassol, 20 octobre 1941, cité in Léon Blum devant la Cour de Riom, p. 39, coll. Documents socialistes, no 4, Éditions de la liberté, Paris, 1944  (ISSN 2105-2166).
148. ↑  J. Delmas, « Les trois premières semaines de guerre, 10 mai-3 juin 1940. », cité in Historia, no 5 spécial "Le printemps de la défaite, 10 mai-25 juin 1940.", Paris, Tallandier, juin 1990  (ISSN 1270-0835).
149. ↑  L. Douzou, Lucie Aubrac, p. 102-109, Perrin, Paris, 2009  (ISBN 978-2-262-02746-9).
150. ↑  Jean Cavaillès, « Bibliographie sommaire pour le certificat de philosophie générale et logique », BFLS, XIX, 1940-1941, nº 3, janvier 1941, pp. 85-90.
151. 1 2 3  L. Aubrac, « Jean Cavaillès : résistant. », in Jean Cavaillès, philosophe, résistant. Actes du Colloque d'Amiens, septembre 1984., p. 7, CDRP, Amiens, 1985.
152. 1 2 3 4 5  L. Aubrac, « Jean Cavaillès : résistant. », in Jean Cavaillès, philosophe, résistant. Actes du Colloque d'Amiens, septembre 1984., p. 8, CDRP, Amiens, 1985.
153. ↑  L. Douzou, « Notes de prison de Bertrande d'Astier de La Vigerie (15 mars - 4 avril 1941). », in Cahiers de l'Institut d'histoire du temps présent, no XXV, p. 10, IHTP, Paris, octobre 1993.
154. ↑  « A message for french patriots », in New York Times, New York, 19 juillet 1942.
155. 1 2 3 4 5 6 7  L. Aubrac, « Jean Cavaillès : résistant. », in Jean Cavaillès, philosophe, résistant. Actes du Colloque d'Amiens, septembre 1984., p. 9, CDRP, Amiens, 1985.
156. ↑  États de services de Jean Cavaillès, cote F 17 27178, Archives nationales, Pierrefitte.
157. 1 2 3 4  Ferrières 1982 (2e éd.), p. 178.
158. 1 2  L. Douzou, « Libération-Nord », in Dictionnaire historique de la Résistance, p. 125-126, Robert Laffont, Paris, 2006.
159. ↑  L. Aubrac, « Jean Cavaillès : résistant. », in Jean Cavaillès, philosophe, résistant. Actes du Colloque d'Amiens, septembre 1984., p. 10, CDRP, Amiens, 1985.
160. ↑  Ferrières 1982 (2e éd.), p. 155.
161. ↑  Clémence Piet & Manuel Valls-Vicente, Entretien avec Raymond Aubrac, février 2009, in Nicolas Voisin, Valeurs de la Résistance, valeurs des jeunes aujourd'hui., Association pour des études sur la Résistance intérieure, Paris, 2012 (DVD).
162. ↑  Jean-Pierre Tuquoi, Emmanuel d'Astier. La plume et l'épée, arléa, 1987, p. 100
163. ↑  L. Douzou, La désobéissance : histoire d'un mouvement et d'un journal clandestins, Libération-Sud, 1940-1944., p. 243, coll. Histoire, Odile Jacob, Paris, 1995  (ISBN 9782738102935).
164. 1 2  H. Benis Sinaceur, « Lettres inédites de Jean Cavaillès à Albert Lautman. », in Revue d'histoire des sciences, t. XL, no 1 "Mathématique et philosophie : Jean Cavaillès et Albert Lautman.", p. 119, Armand Colin, Paris, 1987  (ISSN 1969-6582).
165. 1 2 3  « Impression et diffusion de Libération-Nord », in Gérard Caselli, Exposition Libération-Nord, AERI, Paris, décembre 2012.
166. ↑  É. Roussel, Pierre Brossolette, p. 131, Perrin, Paris, décembre 2010  (ISBN 978-2-213-65575-8).
167. ↑  É. Roussel, Pierre Brossolette, p. 135, Perrin, Paris, décembre 2010  (ISBN 978-2-213-65575-8).
168. ↑  « Manifeste du mouvement Libération-Nord », in Socialisme et Liberté, no 52, Comité d'action socialiste, Nîmes, 30 novembre 1941.
169. ↑  Anne Thoraval, Les Lieux de la Résistance à Paris, p. 143, Parigramme, Paris, 2007  (ISBN 978-2840964315).
170. ↑  R. Aron, « Préface », in Jean Cavaillès. Philosophie mathématique, p. 14, Hermann, Paris, 1962.
171. ↑  J. Ogliastro, « Jean Cavaillès, chef du réseau "Cohors". », in Jean Cavaillès, philosophe, résistant. Actes du Colloque d'Amiens, septembre 1984., p. 17, CDRP, Amiens, 1985.
172. 1 2  J. Ogliastro, « Jean Cavaillès, chef du réseau "Cohors". », in Jean Cavaillès, philosophe, résistant. Actes du Colloque d'Amiens, septembre 1984., p. 18, CDRP, Amiens, 1985.
173. 1 2 3  J. Ogliastro, « Jean Cavaillès, chef du réseau "Cohors". », in Jean Cavaillès, philosophe, résistant. Actes du Colloque d'Amiens, septembre 1984., p. 21, CDRP, Amiens, 1985.
174. 1 2 3  J. Ogliastro, « Jean Cavaillès, chef du réseau "Cohors". », in Jean Cavaillès, philosophe, résistant. Actes du Colloque d'Amiens, septembre 1984., p. 22, CDRP, Amiens, 1985.
175. ↑  Anne Thoraval, Les Lieux de la Résistance à Paris, p. 204-205, Parigramme, Paris, 2007  (ISBN 978-2840964315).
176. 1 2 3 4 5 6 7 8 9 10 11 12 13 14 15 16 17 18 19 20  A. Manier, « Résistance - Réseau « Cohors » Compagnon de la Libération », Sèvres, octobre 1954, éd. « Comment j’ai connu Jean Cavaillès », in Revue de la France Libre, Association des Français Libres, no 310, Paris, décembre 2000.
177. ↑  J. Bousquet, cité in J. Lautman, « Jean Cavaillès et Albert Lautman : proximités et distances. », in L'Archicube, no 2, p. 25, Association des anciens élèves, élèves et amis de l’École normale supérieure, Paris, juin 2007.
178. ↑  H. Ecochard, « Arlette Lejeune épouse Manier », in Dossiers individuels du bureau Résistance, cote SHD GR 16 P, no 358357, SHD, Vincennes, 2009.
179. 1 2 3 4 5 6 7  « Renseignements sur l'activité de Jean Cavaillès en octobre 1943, fournis par Charles-André Julien à Édouard Perroy », in Archives du Comité d’histoire de la Deuxième Guerre mondiale — Résistance intérieure : mouvements, réseaux, partis politiques et syndicats, cote 72AJ/35-72AJ/89, Archives nationales, Pierrefitte, 2015.
180. ↑  F. Bourrée, « Suzanne Tony Robert », in La Résistance en Ile-de-France, AERI, Paris, 2004 (DVD).
181. 1 2 3 4 5  « Notes relatives en particulier au capitaine François Boquet, alias Nicolas Brelot et Nicolas Boucher, à "Renaud" et à Jean Cavaillès », p. 8, in Archives du Comité d’histoire de la Deuxième Guerre mondiale — Résistance intérieure : mouvements, réseaux, partis politiques et syndicats, cote 72AJ/35-72AJ/89, Archives nationales, Pierrefitte, 2015.
182. 1 2 3 4  J. Ogliastro, « Jean Cavaillès, chef du réseau "Cohors". », in Jean Cavaillès, philosophe, résistant. Actes du Colloque d'Amiens, septembre 1984., p. 19, CDRP, Amiens, 1985.
183. 1 2 3  « Notes relatives en particulier au capitaine François Boquet, alias Nicolas Brelot et Nicolas Boucher, à "Renaud" et à Jean Cavaillès », p. 7, in Archives du Comité d’histoire de la Deuxième Guerre mondiale — Résistance intérieure : mouvements, réseaux, partis politiques et syndicats, cote 72AJ/35-72AJ/89, Archives nationales, Pierrefitte, 2015.
184. ↑  François Marcot, « La Résistance et les Français. Lutte armée et maquis. », Colloque international, Besançon, 15-17 juin 1995.
185. ↑  J. W. Lapierre, « La presse clandestine », Musée de la Résistance azuréenne, Nice, octobre 2001.
186. 1 2  J. Ogliastro, « Jean Cavaillès, chef du réseau "Cohors". », in Jean Cavaillès, philosophe, résistant. Actes du Colloque d'Amiens, septembre 1984., p. 20, CDRP, Amiens, 1985.
187. 1 2 3 4 5  Keith Janes, « William Guy Lockhart and his tour with 161 SD Squadron as a Lysander Pilot », in Conscript Heroes, 9 avril 2014.
188. 1 2  L. Aubrac, « Jean Cavaillès : résistant. », in Jean Cavaillès, philosophe, résistant. Actes du Colloque d'Amiens, septembre 1984., p. 11, CDRP, Amiens, 1985.
189. ↑  Fabrice Bourrée, « Mémorial Pierre Brossolette de Narbonne Plage », Association pour des études sur la Résistance intérieure, Paris, [s.d.], citant Les Réseaux action de la France combattante, p. 116-117, Amicale des Réseaux Action de la France Combattante, Paris, 1986  (ISBN 978-2-7048-0509-9).
190. 1 2  Keith Janes, « Ships associated with the Pat O'Leary escape line », in Conscript Heroes, post 2004.
191. 1 2 3 4  C. Ernst, « Arrêté », Préfecture de l'Hérault, Montpellier, 19 septembre 1942.
192. 1 2  A. Lebrun, « Décret relatif aux mesures à prendre à l'égard des individus dangereux pour la défense nationale ou la sécurité publique. », Paris, 18 novembre 1939, in J. O., p. 13218, Paris, 19 novembre 1939.
193. ↑  M. Bourgès-Maunoury, cité in « Assemblée nationale - Séance no 74 du 31 mars 1955 », in Journal officiel de la Quatrième République, no 40, p. 2162, Paris, 1955.
194. ↑  A. Sarraut, « Circulaire », 14 septembre 1939.
195. 1 2  L. Aubrac, « Jean Cavaillès : résistant. », in Jean Cavaillès, philosophe, résistant. Actes du Colloque d'Amiens, septembre 1984., p. 12, CDRP, Amiens, 1985.
196. ↑  « Poursuites pour propagande en faveur du général de Gaulle et de l'Angleterre, et réception et audition d'émissions radiophoniques britanniques : parquets d'Aix-en-Provence, Béziers, Chambéry, Montauban, Montpellier et Toulouse. 5 août 1942-14 janvier 1943 », in Tribunaux correctionnels : dossiers par affaire judiciaire. Août 1941-1944., cote BB/18/7069 2 BL 4573, Archives nationales, Pierrefitte-sur-Seine.
197. ↑  L. Douzou, « Jean Cavaillès, un itinéraire résistant hors du commun. », in Philosophia Scientiæ, t. 3, no 1, p. 149, Kimé, Paris, 1998.
198. ↑  L. Aubrac, cité in André Odru, Maquis et guérilla en Limousin, 1943–1944, p. 16, ANACR de la Corrèze, 2007.
199. ↑  É. Chartier, Idées. Introduction à la philosophie. Platon, Descartes, Hegel, Comte., p. 74, Paul Hartmann éd., Paris, 1939.
200. ↑  H. Souplet-Mégy, Journal des praticiens, p. 438, 1946?, cité in Ferrières 1982 (2e éd.), p. 166.
201. ↑  J. Lautman, « Jean Cavaillès et Albert Lautman : proximités et distances. », in L'Archicube, no 2, p. 24, Association des anciens élèves, élèves et amis de l’École normale supérieure, Paris, juin 2007.
202. 1 2  L. Aubrac, « Jean Cavaillès : résistant. », in Jean Cavaillès, philosophe, résistant. Actes du Colloque d'Amiens, septembre 1984., p. 13, CDRP, Amiens, 1985.
203. ↑  Anne Thoraval, Les Lieux de la Résistance à Paris, p. 85, Parigramme, Paris, 2007  (ISBN 978-2840964315).
204. ↑  André Odru, Maquis et guérilla en Limousin, 1943–1944, p. 18, ANACR de la Corrèze, 2007.
205. 1 2  G. Rougeron, Journal de captivité, inédit, Saint Paul d'Eyjaux, 30 décembre 1942, cité in L. Douzou, « Jean Cavaillès, un itinéraire résistant hors du commun. », in Philosophia Scientiæ, t. 3, no 1, p. 149, Kimé, Paris, 1998.
206. 1 2  H. Benis Sinaceur, « Lettres inédites de Jean Cavaillès à Albert Lautman. », in Revue d'histoire des sciences, t. XL, no 1 "Mathématique et philosophie : Jean Cavaillès et Albert Lautman.", p. 127, Armand Colin, Paris, 1987  (ISSN 1969-6582).
207. ↑  Ferrières 1982 (2e éd.), p. 157.
208. ↑  P. Bertaux, « André Kaan », in Annuaire des anciens élèves de l’École normale supérieure, Paris, 1973.
209. ↑  J. Cavaillès, cité par P. Le Cœur, in Ferrières 2003, p. 212.
210. ↑  J. O., p. 1659, Paris, 17 juin 1943.
211. ↑  La Gazette, no 18, Société française d’orthopédie pédiatrique, Paris, juillet 2006.
212. ↑  « Pavillon, rue Jean-Dolent, Paris 14e : modifications intérieures. 1974. », in Fonds Claude Le Cœur, cote 204 Ifa, objet LECCL-J-74-1, Cité de l'architecture et du patrimoine, Paris, août 2011.
213. ↑  É. Roussel, Pierre Brossolette, p. 240, Perrin, Paris, décembre 2010  (ISBN 978-2-213-65575-8).
214. ↑  J. Cavaillès, cité in L. Aubrac, « Jean Cavaillès : résistant. », in Jean Cavaillès, philosophe, résistant. Actes du Colloque d'Amiens, septembre 1984., p. 14, CDRP, Amiens, 1985.
215. ↑  R. Aron, « Préface », in J. Cavaillès, Philosophie mathématique, Hermann, Paris, 1962  (ISBN 2-7056-5047-4).
216. ↑  P. Brossolette, « [...] votre manière de traiter les hommes [...] éveille en nous une douloureuse préoccupation [...] Il faut que vous ayez [avec vos collaborateurs] des rapports humains [...] », in Lettre à Ch. de Gaulle, Londres, novembre 1942, citée in É. Roussel, Pierre Brossolette, p. 210-213, Perrin, Paris, décembre 2010  (ISBN 978-2-213-65575-8).
217. ↑  J. Cavaillès, cité in Ferrières 2003, p. 209.
218. ↑  L. Aubrac, « Jean Cavaillès : résistant. », in Jean Cavaillès, philosophe, résistant. Actes du Colloque d'Amiens, septembre 1984., p. 14, CDRP, Amiens, 1985.
219. ↑  J. Cavaillès, cité in S. Pétrement, La Vie de Simone Weil, t. II, p. 485, Fayard, Paris, 1973
220. ↑  É. Roussel, Pierre Brossolette, p. 273, Perrin, Paris, décembre 2010  (ISBN 978-2-213-65575-8).
221. ↑  I. von Bueltzingsloewen, L’Hécatombe des fous. La famine dans les hôpitaux psychiatriques français sous l’occupation., p. 57, Champs histoire, Paris, 2009  (ISBN 978-2-0812-2479-7).
222. ↑  « Affaire Bernard Filoche », in Fonds Robert Aron, cote F/DELTA/1832/6, La contemporaine, Nanterre, décembre 2004.
223. 1 2 3 4 5 6 7 8 9 10  Jeanne Patrimonio, « Témoignage d'Agnès Goetschel-Franquinet, alias Mlle Fontaine, Mme Grosbois et Catherine. », 16 mai 1946, in Archives du Comité d’histoire de la Deuxième Guerre mondiale — Résistance intérieure : mouvements, réseaux, partis politiques et syndicats., cote 72AJ/44, dossier no 1, pièce no 5, Archives nationales, Pierrefitte, 2003.
224. 1 2 3  J. Ogliastro, « Jean Cavaillès, chef du réseau "Cohors". », in Jean Cavaillès, philosophe, résistant. Actes du Colloque d'Amiens, septembre 1984., p. 23, CDRP, Amiens, 1985.
225. ↑  A. Aglan, « La Résistance », in A. Aglan & J. P. Azéma, p. 79–136, 2002, op. cité.
B. Verny, « La chute », in A. Aglan & J. P. Azéma, p. 137–203, 2002, op. cité.
226. 1 2  P. Y. Canu, « Jean Cavaillès : intellectuel, résistant, combattant », p. 8, Maison des Sciences de l'homme, Nancy, 7 mai 2010.
227. ↑  P. Y. Canu, « Jean Cavaillès : intellectuel, résistant, combattant », p. 10, Maison des Sciences de l'homme, Nancy, 7 mai 2010.
228. ↑  C. Laboubée, Suzanne Savale, résistante normande., Éditions de la Rue, Bézancourt, avril 2011  (ISBN 9782952641890), 166 p.
229. ↑  R. Aron, « Jean Cavaillès », in Terre des hommes. Hebdomadaire d’information et de culture nationale., no 12, p. 1-2, Pierre Herbart éd., Paris, 1945.
230. ↑  « Liste des membres du réseau Cohors-Asturies habitant la Bretagne », [s.d.], in Archives du Comité d’histoire de la Deuxième Guerre mondiale — Résistance intérieure : mouvements, réseaux, partis politiques et syndicats., cote 72AJ/44, dossier no 1, pièce no 2, Archives nationales, Pierrefitte, 2003.
231. ↑  J. Ogliastro, « Jean Cavaillès, chef du réseau "Cohors". », in Jean Cavaillès, philosophe, résistant. Actes du Colloque d'Amiens, septembre 1984., p. 24, CDRP, Amiens, 1985.
232. ↑  J. Cavaillès, Instructions à Jean Gosset, [s.l.], [s.d.], cité in A. Aglan, La Résistance sacrifiée, histoire du mouvement « Libération-Nord »., p. 181-182, Flammarion, Paris, 1999.
233. ↑  C. Bouchinet-Serreulles, cité in Ferrières 2003, p. 207.
234. ↑  C. Bouchinet-Serreulles, cité in Ferrières 2003, p. 208
235. ↑  P. Le Cœur, cité in Ferrières 2003, p. 213.
236. ↑  Témoin oculaire cité in H. Gaymard, « Préface », in Ch. de Gaulle, Le Fil de l'épée, Place des éditeurs, Paris, 2015  (ISBN 9782262051341).
237. 1 2 3 4 5  « Gabrielle Ferrières », in Bulletin, no 283, ADIR, Paris, février 2003.
238. ↑  Alain Dalançon, « JANETS Maurice, Georges, Auguste. », in C. Pennetier, Dictionnaire biographique, mouvement ouvrier, mouvement social, L'Atelier, Paris, mai 2010.
239. ↑  J. Delarue, « Les cellules de la Gestapo de Paris 1942-1944 », Service d'informations et de relations publiques du ministère de l'Intérieur, Paris, novembre 2003.
240. 1 2  G. Ferrières, Jean Cavaillès : Un philosophe dans la guerre, 1903-1944., p. 201, Seuil, Paris, 1982.
241. ↑  Canguilhem 1996, p. 52.
242. 1 2  J. Ogliastro, « Jean Cavaillès, chef du réseau "Cohors". », in Jean Cavaillès, philosophe, résistant. Actes du Colloque d'Amiens, septembre 1984., p. 25, CDRP, Amiens, 1985.
243. ↑  « Convoi du 22 janvier 1944 », Mémorial de l'internement et de la déportation, Compiègne, [s.d.]
244. 1 2 3 4 5  Laurent Thiery, cité in B. Pudal, « CAVAILLÈS Jean », in Dictionnaire des fusillés, L'Atelier, Ivry-sur-Seine, 2015  (ISBN 978-2-7082-4318-7).
245. ↑  « Interventions en faveur de Jean Cavaillès, professeur de philosophie à la Sorbonne », décembre 1943-mars 1944, in Haute Cour de justice. Volume 3. Jérôme Carcopino. Dossier I., cote 3W/121, no 290-295, Archives nationales, Pierrefitte-sur-Seine.
246. ↑  « Lettre du prince Louis de Broglie », 7 mars 1944, in Haute Cour de justice. Volume 3. Jérôme Carcopino. Dossier II., cote 3W/122, no 168, Archives nationales, Pierrefitte-sur-Seine.
« Lettre du prince Louis de Broglie », 12 mars 1944, in Haute Cour de justice. Volume 3. Jérôme Carcopino. Dossier II., cote 3W/122, no 169, Archives nationales, Pierrefitte-sur-Seine.
« Copie de la lettre du prince Louis de Broglie en faveur de Jean Cavaillès », 9 mars 1944, in Haute Cour de justice. Volume 3. Jérôme Carcopino. Dossier II., cote 3W/122, no 170, Archives nationales, Pierrefitte-sur-Seine.
247. ↑  « Texte d'un message de la Délégation française d'Armistice signalant l'intervention de Carcopino en faveur du professeur Jean Cavaillès, déporté en Allemagne », [s.d.], in Haute Cour de justice. Volume 3. Jérôme Carcopino. Dossier I., cote 3W/121, no 74, Archives nationales, Pierrefitte-sur-Seine.
248. ↑  M. Déat, Journal inédit, t. IX, p. 70.
249. ↑  B. Verny, « La chute », in, A. Aglan & J. P. Azéma, p. 201–202, op. cité.
250. ↑  J. Cavaillès, Sur la logique et la théorie de la science, p. 14, Vrin, Paris, 1997  (ISBN 9782711612871).
251. ↑  Ferrières 2003, p. 120.
252. ↑  Ferrières 2003, p. 142.
253. ↑  G. Canguilhem & Ch. Ehresmann, « Avertissement des éditeurs », mai 1946, in J. Cavaillès, Sur la logique et la théorie de la science, p. 12, Vrin, Paris, mars 2008  (ISBN 9782711612871).
254. ↑  G. Canguilhem & Ch. Ehresmann, « Avertissement des éditeurs », mai 1946, in J. Cavaillès, Sur la logique et la théorie de la science, p. 13, Vrin, Paris, mars 2008  (ISBN 9782711612871).
255. ↑  Ferrières 2003, p. 136.
256. ↑  J. Cavaillès, Méthode axiomatique et formalisme, Hermann, p. 176, Paris, 1938.
257. ↑  In Ferrières 2003, p. 239.
258. ↑  J. van Heijenoort, « Préface », in J. Herbrand, Écrits logiques, PUF, Paris, 1968.
259. ↑  J. Cavaillès, « L'École de Vienne au Congrès de Prague », 1935.
260. ↑  J. Cavaillès, « L’École de Vienne au congrès de Prague », janvier 1935, in J. Cavaillès, Œuvres complètes de philosophie des sciences, p. 575, Hermann, Paris, 1994.
261. ↑  E. Husserl, Logique formelle et logique transcendantale, 1931.
262. ↑  J. Cavaillès, Sur la logique et la théorie de la science, p. 70–71, Vrin, Paris, 1987.
263. ↑  J. Cavaillès, Sur la logique et la théorie de la science, p. 65, Vrin, Paris, 1987.
264. ↑  J. Cavaillès, Sur la logique et la théorie de la science, p. 24, Vrin, Paris, 1976.
265. ↑  J. Cavaillès, Sur la logique et la théorie de la science, p. 23, Vrin, Paris, 1976.
266. ↑  B. Mélès, « Cavaillès et les "moments de la conscience" », p. 4, in S. Cabanacq, Groupe de travail "Mathématiques et Philosophie, 19e et 20e siècles.", UMR7219 SPHERE de l'Université Paris VII, Paris, 28 mars 2012.
267. ↑  M. Caveing, Le Problème des objets dans la pensée mathématique, p. 59, coll. Problèmes et controverses, Vrin, Paris, 2004  (ISBN 9782711616282).
268. 1 2 3  G. G. Granger, « Cavaillès et Lautman : deux pionniers. », in Revue philosophique de la France et de l'étranger, no 127 "Philosopher en France (1940-1944)", p. 298, PUF, septembre Paris, 2002  (ISSN 0035-3833)  (ISBN 9782130526674), DOI 10.3917/rphi.023.0293.
269. ↑  B. Mélès, « Cavaillès et les "moments de la conscience" », p. 6, in S. Cabanacq, Groupe de travail "Mathématiques et Philosophie, 19e et 20e siècles.", UMR7219 SPHERE de l'Université Paris VII, Paris, 28 mars 2012.
270. ↑  R. Jakobson, Essais de linguistique générale, Minuit, Paris, 1963.
271. ↑  G. G. Granger, Essai d'une philosophie du style, p. 67, Armand Colin, Paris, 1968, rév. Odile Jacob, Paris, 2013  (ISBN 9782738175946).
272. ↑  B. Mélès, « Pratique mathématique et lectures de Hegel, de Jean Cavaillès à William Lawvere », in Valeria Giardino, Amirouche Moktefi, Sandra Mols & Jean-Paul van Bendegem, Philosophia Scientiæ, vol. XVI "From Practice to Results in Logic and Mathematics", p. 153-182, Kimé, Paris, janvier 2012  (ISBN 978-2-84174-581-4) DOI 10.4000/philosophiascientiae.725.
273. ↑  É. Schwartz, « Jean Cavaillès et la "philosophie du concept" », in Philosophia Scientiæ, vol. III, no 1, p. 79-97, Kimé, Paris, 1998.
274. ↑  J. Cavaillès, préf. G. Canguilhem & Ch. Ehresmann, Sur la logique et la théorie de la science, p. 78, PUF, Paris, 1947, cité in J. Cavaillès, préf. J. Sébéstik (cs), Sur la logique et la théorie de la science, p. 90, Vrin, Paris, 1997  (ISBN 9782711612871).
275. ↑  D. Dubarle, « Le dernier écrit philosophique de Jean Cavaillès », II, in Revue de métaphysique et de morale, vol. LIII, no 4, p. 350, Société française de philosophie, Paris, 1948.
276. ↑  J. Cavaillès & A. Lautman, « La pensée mathématique », SFP, Paris, 4 février 1939, discussion in Bulletin, t. XL, Société française de philosophie, Paris, 1946.
277. ↑  H. Benis Sinaceur, « Philosophie scientifique : origines et interprétations. Hans Reichenbach et le groupe de Berlin. », 2014, (ffhalshs 01935128f), in Philosophia Scientiae, vol. XXII, no 3, p. 50, n. 31, Kimé, Paris, 2018  (ISSN 1281-2463).
278. ↑  H. Benis Sinaceur, « Philosophie scientifique : origines et interprétations. Hans Reichenbach et le groupe de Berlin. », 2014, (ffhalshs 01935128f), in Philosophia Scientiae, vol. XXII, no 3, p. 50, Kimé, Paris, 2018  (ISSN 1281-2463).
279. ↑  H. Reichenbach, Ziele und Wege der heutigen Naturphilosophie, Meiner, 1931, cité in trad. E. Vouillemin, La Philosophie scientifique. Vues nouvelles sur ses buts et ses méthodes., p. 10–11, Hermann, Paris, 1932.
280. ↑  Martha Cecilia Bustamante, Matthias Cléry & Laurent Mazliak, « Le Traité du calcul des probabilités et de ses applications. Étendue et limites d’un projet borélien de grande envergure (1921-1939). », in North-Western European Journal of Mathematics, p. 123, Faculté de mathématiques de l'université de Lille, Villeneuve-d'Ascq, 4 novembre 2015  (ISSN 2496-5170).
281. ↑  G. Canguilhem, « Jean Cavaillès », in Bulletin de la Faculté des Lettres de Strasbourg, no 103 "Mémorial des années 1939-1945", Les Belles Lettres, Paris, 1947.
282. ↑  J. Cavaillès, préf. G. Canguilhem & Ch. Ehresmann, Sur la logique et la théorie de la science, p. 78, PUF, Paris, 1947.
J. Cavaillès, préf. J. Sébéstik (cs), Sur la logique et la théorie de la science Vrin, p. 90, Paris, 1997  (ISBN 9782711612871).
283. ↑  J. Cavaillès, Méthode axiomatique et formalisme, p. 39, Hermann, Paris, 1981  (ISBN 2-7056-5941-2).
284. ↑  G. Heinzmann, « La position de Cavaillès dans le problème des fondements en mathématiques, et sa différence avec celle de Lautman », in Revue d'histoire des sciences, t. XL, no 1 "Mathématique et philosophie : Jean Cavaillès et Albert Lautman", p. 41, Armand Colin, Paris, 1987  (ISSN 0151-4105), DOI 10.3406/rhs.1987.4486.
285. ↑  J. Cavaillès, Méthode axiomatique et formalisme, Hermann, Paris, 1981  (ISBN 2-7056-5941-2).
286. ↑  H. Benis Sinaceur, « Lettres inédites de Jean Cavaillès à Albert Lautman. », in Revue d'histoire des sciences, t. LX, no 1 "Mathématique et philosophie : Jean Cavaillès et Albert Lautman.", p. 118, Armand Colin, Paris, 1987  (ISSN 1969-6582).
287. ↑  H. Cartan, « Cavaillès et le fondement des mathématiques », in Jean Cavaillès, philosophe, résistant. Actes du Colloque d'Amiens, septembre 1984., p. 33, CDRP, Amiens, 1985.
288. ↑  N. Bourbaki, E I, 13, Hermann, Paris, 1939  (ISBN 978-3-540-34034-8).
289. ↑  H. Cartan, « Cavaillès et le fondement des mathématiques », in Jean Cavaillès, philosophe, résistant. Actes du Colloque d'Amiens, septembre 1984., p. 34, CDRP, Amiens, 1985.
290. ↑  J. Cavaillès, « Sur la deuxième définition des ensembles finis donnée par Dedekind », in Fundamenta Mathematicae, t. XIX, p. 143-148, Académie polonaise des sciences, Varsovie, 1932.
291. ↑  J. Cavaillès, Lettre à sa sœur, Paris, 7 avril 1936, cité in Ferrières 2003, p. 129.
292. ↑  J. Burdin (1769-1835), cité in Saint Simon, Mémoire sur la Science de l'Homme, Castel, Paris, 1813.
293. ↑  L. Brunschvicg, Les âges de l’intelligence, p. 10, PUF, Paris, 1934.
294. ↑  Ferrières 1982 (2e éd.), p. 186.
295. ↑  P. Le Cœur, cité in Ferrières 2003, p. 214.
296. 1 2  J. Cavaillès, « Éducation morale et laïcité - I », in Foi et Vie, cahier B, no 2, p. 8, Paris, 16 janvier 1928.
297. ↑  É. Chartier, « Mars ou la guerre jugée », in La Sage Coutume du duel, p. 45, NRF, Paris, 1921.
298. ↑  Comte-Sponville 1989, p. 304.
299. ↑  Comte-Sponville 1989, p. 307.
300. ↑  Comte-Sponville 1989, p. 301.
301. ↑  J. Cavaillès, cité in R. Aron, Mémoires. 50 ans de réflexion politique, p. 746, Julliard, Paris, 1983.
302. ↑  G. Canguilhem, « Il a ainsi donné sa morale, sans avoir à la rédiger », Vie et mort de Jean Cavaillès, p. 29, Allia, Paris, 1996  (ISBN 2911188179).
303. ↑  R. Aron, « Jean Cavaillès », in Terre des hommes, 1re année, no 12, p. 2, 15 décembre 1945, cité in G. Canguilhem, « Inauguration de l'amphithéâtre Jean-Cavaillès à la faculté des lettres de Strasbourg », 9 mai 1967, cité in Vie et mort de Jean Cavaillès, Allia, Paris, 1996, cité in Jean-Yves Boursier, Résistants et résistance, Paris/Montréal (Québec), l’Harmattan, 1997, 408 p. (ISBN 2-7384-5889-0, lire en ligne), p. 106.
304. ↑  G. Canguilhem, Vie et mort de Jean Cavaillès, p. 43-44, Allia, 1998.
305. ↑  J. Bouveresse, « Carnap, Cavaillès, le Mouvement de la jeunesse allemand et la montée du nazisme », Société des Amis de Jean Cavaillès, Paris, 10 décembre 2011, in J. Bouveresse, À temps et à contretemps. Conférences publiques., p. 102 & sq., Coll. Philosophie de la connaissance, Collège de France, Paris, 2013  (ISBN 9782722601543).
306. ↑  Coll., « Jean Cavaillès, un philosophe dans la guerre. », in La Lettre de la Fondation de la Résistance, no 34, p. 6, Fondation de la Résistance, Paris, septembre 2003.
307. ↑  « Jean CAVAILLÈS », Ordre de la Libération, Paris, [s.d.]
308. ↑  J. O., Paris, 21 juin 1946.
309. ↑  « Jean Cavaillès », in Léonore, cote LH/454/80, Archives nationales, Pierrefitte.
310. ↑  « Jean CAVAILLÈS », in Médaille de la Résistance française, Ordre de la Libération, Paris, [s.d.]
311. ↑  P. Coste Floret, « Décret du 31 mars 1947 portant attribution de la Médaille de la Résistance », in J. O., p. 6670, Paris, 13 juillet 1947.
312. ↑  « Jean CAVAILLÈS », sur Musée de l'Ordre de la Libération (consulté le 17 octobre 2021).
313. ↑  G. Friedmann, Leibniz et Spinoza, Gallimard, Paris, 1962.
314. ↑  Catalogue Yvert et Tellier, t. 1.
315. ↑  H. Gaymard, « Introduction », in Ch. de Gaulle, Le Fil de l'épée, Place des éditeurs, Paris, 2015  (ISBN 9782262051341).
316. ↑  In A. Gatti, La traversée des langages, Verdier, Lagrasse, 2012.
317. ↑  Canguilhem 1996, p. 37-48., « Commémoration à la Sorbonne. Salle Cavaillès », 19 avril 1974.
318. ↑  « Jean Cavaillès, un philosophe en résistance », sur wordpress.com, 5 mai 2016 (consulté le 26 novembre 2018).
319. ↑  Voir Claire Lejeune, La petite espérance, 2 vol., 2001, notamment vol. I, La petite espérance : 18 juin 1940.
320. ↑  J. O., p. 12379, Paris, 23 décembre 1947.
321. ↑  P. Cortois, « Bibliographie de Jean Cavaillès », in Philosophia Scientiæ, t. 3, no 1, p. 157-174, Kimé, Paris, 1998.